# 黑色五葉草角色列表
《黑色五葉草》（日語：ブラッククローバー／Black Clover）是一部由日本漫畫家田畠裕基創作的奇幻少年漫畫作品。
故事設定在一個「人人皆能使用魔法」的魔法世界，主角 亞斯塔（アスタ） 卻天生無法使用魔法，卻擁有驚人的體能與不屈的意志。他的宿敵兼摯友 尤諾（ユノ） 則是魔法天才。兩人立志成為「魔法帝」，並一同踏上冒險旅程。
亞斯塔意外獲得一冊刻有五葉草標誌的「反魔法魔導書」，能釋放抵消魔法的力量，進入魔法騎士團「黑色暴牛」後展開與惡魔、王族與各大勢力的對抗。
本列表介紹在田畠裕基的漫畫作品《黑色五葉草》中登場的人物角色。
- 聲優排序為【電視動畫版／OVA動畫版／少年JUMP公式PV版/電影版】。

## 主要角色
▲亞斯塔（Asta，另譯：阿斯塔，聲：梶原岳人、藤田奈央〈幼年〉／堀江瞬、藤原夏海〈幼年〉／國分優香里（日本）；孟慶府、錢欣郁〈幼年〉（台灣））
【15歲／155cm／10月4日／A型／喜歡的東西：修女、肌肉鍛鍊、夜見的肌肉】
本作第一男主角，三等下級魔法騎士。一出場就被莉莉修女拒絕求婚的少年，但依然不放棄堅決要娶修女的固執少年。跟尤諾是同一天被教會收養的孤兒，但其實是一名名為莉琪亞的女子所生，因其天生擁有吸取別人的魔力與生命的能力，不得已才把阿斯塔放在教堂門口。與尤諾是亦敵亦友的關係，兩人曾約定看誰能先成為魔法帝，
魔力值為零，也感知不到魔力但依舊不放棄持續做著特訓令自己變強。在六個月後的魔導書獲取儀式上因沒有魔力所以沒能獲取魔導書而被眾人嘲笑。在儀式過後，為解救被盜賊雷布奇的鎖鏈魔法受困的尤諾，和其戰鬥後因壓倒性的戰力差而一時生命垂危，之後在尤諾的鼓舞下重新振作並偶然獲得了有惡魔棲息在書裡的黑色五葉草魔導書（反魔法的魔導書）。这一次经历成为亞斯塔心底里的最后一次的绝望沮丧。
魔法騎士團考試的實戰考試以魔法無效化破解賽凱的青銅魔法，在考試過後一度陷入所有騎士團團長都沒舉手的窘境，之後他以「不論跌倒多少次，無論人們說甚麼，我還會成為魔法帝」一言受到黑色暴牛團長夜見賞識，被其邀請（後來表示是強制性加入）加入黑色暴牛成為團裡的新人之一。有一隻叫做小黑的魔鳥伴隨。
魔宮探索中，遭到鑽石王國人馬突襲，先是和夥伴合作打退奈落之蓮，接著在小黑的指引下獲得宿魔之劍，成功压制钻石王国的马尔斯但也深受重创。
王都保衛戰中，獲得紅蓮獅子王騎士團團長的賞識。不過一度被白夜魔眼的人馬抓走，後來被魔法帝救回。王都保衛戰後，升等為三級下等魔法騎士。在與"白夜魔眼"首领戰鬥時，在夜见指导下，学会「气」的领会与运用，因自身沒有魔力，而沒被其他友軍和敵人發現，擊倒里希特；協助魔法帝審問白夜魔人馬。據里希特表示，亞斯塔所擁有的魔導書和兩把劍都是屬於「某位大人」所有，但亞斯塔反嗆這些都是他的。這兩把劍名字是：「斷魔之劍」（能將所有魔法無效化並裂解而且可反彈魔法）和「宿魔之劍」（能吸收、借助他人的魔力為己用再加倍奉還給對方）。
在海底神殿的大逃殺遊戲中，一開場就解決了一名神官。在維特亂入海底神殿時奮力與後者搏鬥，並在費蘭爾與凡妮莎幫助下重創了維特。維特死後，認為最絕望的可能是維特自己本身。不過卻因此雙手被創傷、附帶古代詛咒的傷害，被醫療魔導士診斷目前尚無方法可以治療，因此眾人四處奔走，想要幫助亞斯塔。
在魔女之森中，由于魔女王的恢复魔法，手臂變得比以前更加強壯。然後前去與白夜魔眼、鑽石王國作戰。戰鬥中希望了解法娜憎恨三葉草王國的理由以及是否認識馬爾斯。結束後，因意外覺醒某部分的力量，而被魔女王控制過。據魔女王所說，亞斯塔的兩把劍是精靈族族長曾使用的魔法劍的殘劍。被梅列歐雷奧娜抓去溫泉合宿。
王選騎士選拔B組（米莫薩、佐拉）。最後因為蘭吉爾斯的舉動令他生氣而提議先行與他展開戰鬥，而後雙方平手退場。王選騎士選拔合格（因為材料不夠，他的王選騎士披風比其他人短）。
入侵白夜魔眼的巢穴並與佐拉跟著梅列歐雷奧娜對上萊亞，當萊亞要以自爆結束時阻止。表達自己想要創造一個一起生活，互相認可一同歡笑的自由國家。當精靈復甦並有一部分的人前來幫助萊亞，被佐拉以為是類似操控魔法並告訴阿斯塔用反魔法解除，但那卻無法解除。後與佐拉合作成功逃脫精靈的圍攻，救下梅列歐雷奧娜。
逃脫過程，被萊亞帶到真正的里希特和「金色黎明」小組面前，為保護米莫薩對戰被轉生的克勞斯和哈蒙，陷入危機時被因為通過話語影響清醒的尤諾所救。與尤諾打敗了克勞斯和哈蒙以及当真正的里希特復甦後与之交战，结果被对方奪走了宿魔之劍以及其餘精靈汇合前往王城，过程中阿斯塔拾取了里希特掉落的剑，之后剑还回到自己的魔导书中。后来阿斯塔与剩餘王選騎士團成员往王城出发，經過了成長的村子被襲擊，與尤諾兩人一同留下對抗。當歐魯吉神父及其他村民都受到魔法而發毒時，从魔导书中竟然自己出现了第三把劍也是里希特一開始召喚的劍（「滅魔之劍」），阿斯塔使用了它吸走了毒也消除了敵人的轉生魔法。
與尤諾分開後，在平界成功拯救成為轉生者的拉克以及在基地並與黑色暴牛其他成員匯合，途徑解決平界第一小镇黑卡依洛危機以及與突然出现的復活后拉迪斯一夥交涉成功，乘坐黑色暴牛號一口气移动到精靈們集結的王城。就在一眾精靈準備進攻王都城堡時，通過空間移动及时出現阻止。基地被擊潰後，與剩餘的黑色暴牛同伴（亨利、格雷、戈登）與被轉生的葛修兄妹展開戰鬥，經過一輪奮戰成功解除了葛修和瑪莉的轉生魔法。與回歸的凡妮莎一夥、諾艾兒等黑色暴牛夥伴重聚一起吃飯，接受治療。吃飯途中，被剩餘「金色黎明」的精靈襲擊。與回歸的梅列歐雷奧娜和費根里昂團長，諾艾兒和兄長諾傑爾，加上米莫薩六人先行進入「影之王宮」準備與精靈展開最終決戰。
進入影之王宮後，與大夥分散與米莫薩同組，與被转生的水色幻鹿的團長利尔對戰，但因對手強力的魔法力量讓亞斯塔和米莫薩吃足苦頭。之後是亂入的恰咪助拳，才扭轉情勢。
與尤諾會合，與惡魔對峙當中。之后恶魔利用被陷入绝望而黑化的帕特利进行阻拦二人，但中途诺杰尔赶来成功击败了帕特利。利用灭魔之剑打算解除帕特利的转生魔法因此进入其内心世界，知道了魔法帝被其杀害但仍然鼓励着帕特利不要放弃，最终成功说服他，愿意与亞斯塔一行人并肩作战。
在漆黑的三極性襲擊三葉草王國時與但丁戰鬥，最終激發了體內惡魔的真正實力，但因自己身體太弱只能發揮50秒，代價是犧牲自己的右臂，在最後一秒鐘利用夜見介大的武士刀擊敗了但丁。不幸的是，澤農突然的出現讓亞斯塔眾人措手不及，當時已無反擊能力，只能眼睜睜看著夜見被抓走，後來亞斯塔只能在床上靜養，夜見的武士刀被五葉草魔導書吸收供亞斯塔使用。隨後在治療期間偷偷跑了出去，被黑色暴牛副團長納哈特阻止，亞斯塔向納哈特學習關於惡魔的力量進行了從魔儀式，最終得知了體內惡魔利貝的真面目，對決之後亞斯塔與利貝變成了朋友且習得惡魔同化，並將夜見的武士刀命名為「斬魔之刀」。魔神侵襲三葉草王國時，魔法帝尤里烏斯透過其他人的幫助讓身體暫時恢復，但依然不敵魔神強大的魔力，就在絕望之際下，亞斯塔突然現身與利貝同化將魔神一刀兩斷，順利保護了三葉草王國的居民以及魔法騎士。
- 魔導書：黑色五葉草魔導書
- 屬性：無屬性。

目前已知有三把劍、一把刀、三種能力。
斷魔之劍
大剑，重且剑锋较钝。劍刃，劍柄能讓魔法無效化，劍脊則能反彈魔法。但由魔法產生的效果無法解除。
宿魔之劍
能吸收魔力後輸出帶有魔力的斬擊和衝擊波。因为剑身较轻，阿斯塔挥舞起来更轻便。亞斯塔一个人使用的时候常作投掷用途。据精灵族长里希特说，这把剑是能够收聚羁绊之人的魔力并建立起连接。
滅魔之劍
里希特一復甦所持有的劍，前端呈鈍型，上面有三葉草的標誌。能吸收毒系魔法、消除轉生魔法。能斬斷周圍的因果，和消除魔法造成的效果。
消除转生魔法的代价似乎是会看到转生灵魂生前的记忆和承受其情感变化，令使用者感到不适。
斬魔之刀
原是夜见团长的武士刀，经过但丁一战后让渡给亚斯塔，刀身腐朽沉重，能斩断一切，唯一斩不断的是使用者想守护的事物。
- 反魔法

黑色狀態
讓反魔法能量流入體內，黑色包裹半邊身體，一隻眼睛的瞳孔變紅，並長出翅膀，通過迅速飛行追踪魔力來斬擊敵人。目前阿斯塔體力完全恢復後能用2.5次。
黑色彗星
暴牛突刺
單角牛推
黑色飓风
斷魔之劍・黑色分裂者
滅魔之劍・因果解放
絕天
▲尤諾・格林貝利奧爾（Yuno Grinbellor，另译：由诺，聲：島﨑信長、關根有咲〈幼年〉／齊藤壯馬、小松未可子〈幼年〉（日本）；宋昱璁、連婉鈞〈幼年〉（台灣））
【15歲／172cm／10月4日／AB型／喜歡的東西：天空】
本作第二男主角，一等上級魔法騎士，現為金色黎明副團長。同亞斯塔一起被遺棄在教堂的少年，從小就有卓越的魔力跟魔法才能，所以時常被其他教會的孤兒崇拜著。在魔導書獲取儀式上獲得初代魔法帝也拥有过的四葉草魔導書。小時候很愛哭，但因從小便戴著的項鍊被搶時只有亞斯塔出手搭救，而決定不再哭泣並下定決心要和亞斯塔競爭看誰先成為魔法帝。一路看著就算沒有魔力但還是不放棄的亞斯塔努力特訓，自己也在背后多加努力。对亞斯塔有竞争的意识，承認亞斯塔是自己唯一的競爭對手，兩人在兒時立下要以成為魔法帝為目標的誓言。曾经被500年前精靈村長里希特與前三葉草王國公主的孩子寄宿转生体内，对里希特和初代魔法帝魔力都有熟悉感和适应性。但精灵灵魂無個體意識，所以精靈转生法术启动后意識才依舊保有自我意識，自己的身世為黑桃王國前王子。
在魔法騎士團考試因出色表現獲得所有騎士團團長的認可，最终選擇加入最强騎士團金色黎明。
在魔宮探索任務中，被威廉指派與克勞斯和諾艾兒的堂妹米莫薩組隊去探索魔宮，在看到亞斯塔和諾艾兒被高級植物創成魔法的陷阱給困住之際，以風創成魔法.風刃的驟雨破壞植物救了兩人，在與亞斯塔短暫重逢後跟克勞斯以及米莫薩一同離去，以風創成魔法.天津風之方舟做為移動的交通工具，進入魔宮的其他通道前去尋找有著古代魔法的寶物殿。
在寶物殿被風精靈希爾芙選上，借由风精灵出手最终击败了马尔斯。
在动画原创剧情，曾经在初次任务途中回去哈吉村一次。
基本上算是沉默，但是對於敵人說話是很毒舌的，對於熟人更是如此（平常主要是對亞斯塔）。口头禅是“难以置信”。给教会的写的信都写的很简洁，很短但字体比阿斯塔写的漂亮。与阿斯塔一样都会寄工资给教会。
對於朋友很關懷，尤其是曾經在教會相依為命的亞斯塔，是不容忍被他人批評或侮蔑的，就算對方是自己同團的團員也是會翻臉。保卫奇典後改穿金色黎明的團服，在將鑽石王國的八輝將擊敗後，因為其副團長當面侮辱亞斯塔，讓尤諾震怒，準備挑戰爭奪團長之位。被梅列歐雷奧娜抓去溫泉合宿。
王選騎士選拔P組（諾艾兒、安）。在決賽與水色幻鹿團長單挑，以精靈同化與其對決後，因水色幻鹿團長自爆的關係而獲勝（本人卻以不是靠實力取勝而記在心裡）。王選騎士選拔合格。
入侵白夜魔眼的巢穴，与米莫萨、克劳斯、哈蒙一组，在基地中心区域见到正在沉睡的真正里希特。
在里希特收集魔石完成，並讓精靈轉生時，成為轉生者之一。或许有被寄宿，但意识主体还没清醒，陷入沉默。之后在阿斯塔的竞争成为魔法帝的話語下清醒。181话证实尤诺出生后一直携带的项链上的石头就是最后一颗魔石，是能够祛除转生魔法带来「邪心」副作用，完成精灵彻底转生的关键。
真正的里希特復甦後奪走宿魔之劍與其餘精靈一同前往王城，當剩餘王選騎士團在前往王城的路上，經過了成長的村子被襲擊，與阿斯塔兩人一同留下對抗。並發現了亞斯塔所召喚的第三把劍能消除轉生魔法。现与亞斯塔分开前往平界解决精灵骚乱。
193话正式回到王都，并带来了所有分散在全国的魔法骑士团成员，集中起来解决王都城堡前的精灵骚乱。之后凭着身上的魔石，再次打开影之皇宫的入口进入协助亞斯塔一行人。现已与亞斯塔会合。
在「影之王宮」內，被莱亚判定转生魔法清醒以后，尤诺不管身为精灵还是人类的才能都明显成长了，因此面对三位「赛飞拉之众」仍然表现游刃有如。在惡魔出現時，以这是凡强斯团长的身体为由主动保护了帕特利。雖有攻擊惡魔，但惡魔迴避尤諾的風刃攻擊並且被惡魔嘲笑。而後亞斯塔及時趕到，與亞斯塔再度攜手合作，終於傷到惡魔的些許身體。后被恶魔利用被陷入绝望而黑化的帕特利进行阻拦二人，但中途诺杰尔赶来成功击败了帕特利。打算让亞斯塔利用灭魔之剑打算解除帕特利的转生魔法解放威廉，但最终结果是帕特利恢复理性。現和亞斯塔、诺杰尔以及恢复理性后的帕特利一起并肩作战着。 在漫畫233话中被黑桃王國原王族旗下魔法騎士證實說他是黑桃王國的正統王子
- 魔導書：四葉草魔導書＆黑桃王國魔法書
- 魔屬性：風＆星

- 風魔法（かぜまほう）

暴嵐之塔（ぼうらんのとう）
鐮鼬的新月
暴嵐之牙（ぼうらんのきば）
疾風的白弓（しっふうのはっきゅう）
巨型弓箭。
- 風創成魔法

疾風之白鷹
風刃之驟雨
天風方舟
- 風拘束魔法

拘束风暴
- 風精靈魔法（かぜせいれいまほう）

希爾芙的氣息
精靈・風暴
- 精靈同化 魂靈・统合
精靈同化 北風之靈

風魔法（かぜまほう）
精靈・風暴
- 風精靈創成魔法

西風之靈
卷集影之王宫内所有魔力残余凝聚而成一把对恶魔造成伤害的细长剑
- 魔力領域

精靈・風暴
鐮鼬的新月 四刃
▲諾艾兒・西爾法（Noelle Silva，另譯：諾艾爾・席爾法，聲：優木加奈（日本）；連婉鈞（台灣））
【15歲／161cm／11月15日／O型／喜歡的東西：甜食跟帶點小惡魔氣質的可愛東西】
本作第一女主角，三等下級魔法騎士。米莫薩的表姐。為王族「西爾法」家族的么女，上有二兄一姐，皆是魔法能力強大的魔導士。但是唯獨諾艾兒因對於魔法掌控能力甚差，因此被冷落，但是仍然努力練習。可是，在其族長過世之後，隨即被兄姐給逐出家族，除了偶爾的一些生活費之外，其餘的完全不與，一見面必定是被兄姐以嘲諷辱罵對待，使得她不想面對這些兄姐。加上又被其大哥說是害死母親的兇手，讓諾艾兒更不想與她的兄姊們見面。
在練習魔法時因能力失控而被亞斯塔救助，傷心之時被阿斯塔鼓勵學會魔力控制就能無敵，以及團員們的鼓勵，讓她稍微放下身段。个性傲娇，口頭禪是「我可是王族」。所以表面上装作逞强好胜，摆出王族架子，但得到夜见团长称赞时会暗自高兴；面对强大的敌人，心里又会显得沒有信心。
在探索魔宮時以其魔法幫助亞斯塔和拉克擊退了敵國的魔導士奈落之蓮，但是被生化魔導士馬爾斯給打成重傷，然而其魔力卻幫助了亞斯塔。隨著與亞斯塔的相處，對於亞斯塔已然有了一定的信賴，實際上已經喜歡上亞斯塔了。对阿斯塔常称呼“笨蛋斯塔”。
在海底神殿中，靠著加穗乃的鼓勵，釋放出強大的攻击魔力「海龍的咆哮」而打傷维特。
在魔女之森中，為亞斯塔的傷而去魔女之森尋求治療，说服魔女王先替亞斯塔治疗手臂再来保护魔女之森。用「海龍的咆哮」对抗前来侵犯的「三魔眼」法娜的火蜥蜴。
被梅列歐雷奧娜抓去溫泉合宿。
在王選騎士選拔賽面對二哥索利多，原本是抱有畏懼和自覺比不上其能力的態度，但在後者不斷的譏嘲下想起曾經幫助過她的人們（包含亞斯塔、米莫薩、加穗乃等人）的鼓勵，終於以「海龍的咆哮」擊敗其兄長索利多。
王選騎士選拔P組（尤諾、安）。在決賽與水色幻鹿團長小隊對決並勝出。王選騎士選拔合格。
入侵白夜魔眼的巢穴，与基尔斯、拉克、安、本一组。转生魔法发动后，差点被发生“异变”的拉克伤害。
与伤痕累累的基尔斯、安一起逃离了魔宫基地。发现和惊讶于尤诺的身上发生的变异。和真正的里希特復甦後與其餘精靈一同前往王城，剩餘王選騎士團在前往王城的路上，經過亞斯塔與尤諾所成長的村子且被襲擊，本來想一同幫忙但被諾傑爾阻擋，以王族为由要她與他一同守衛王城，諾艾兒也接受了。赶在白夜魔眼基地前赶到了王城，接着在四叶草城城门见到夜见一行人，看到费兰尔醒过来感到安心。汇合之后一起进入城内，与诺杰尔、佐拉一组前往西尔法家。与诺杰尔一起从敌人手里救下二哥索利多。通过“魔力领域”成功施展魔法与精灵战斗，但在敌人施展“狂乱罗盘针乱世界”魔法影响下，无法逃走也变得难以控制魔法但仍然坚持战斗，之后被诺杰尔要求一起并肩作战。在无法顺利施展创成魔法的状况下，通过故意引发“魔力暴走”——用水淹了整个魔法空间使得敌人不得不解除魔法空间，令诺杰尔成功重创了敌人。虽然之后得到了兄长诺杰尔的认可和道歉，但是由于诺杰尔被偷袭倒地，手足们再次陷入危机。在这种危机关头，诺艾儿成功觉醒了新创成魔法「海神女武神之羽衣铠」。其本身具备的庞大的魔力与才能，以及作为黑色暴牛的一员不断修炼与经历的生死关头，所培养的这一切与强烈想守护手足的意志令诺艾儿彻底摆脱了以前魔法掌控能力弱的缺点，宛如脱胎换骨，变成了与母亲身影极像的“戰場舞姬”。最后以凌驾于敌人的魔力强制之上的控制力，贯穿了罗盘魔法，成功击败精灵。
打败精灵族吉文以后，被其余入侵西尔法家的精灵们包围，不过由于佐拉及时出现与帮助，利用设置好的反击陷阱与诺杰尔配合，成功反击精灵。
王都城堡前对决精灵时，与亞斯塔等黑色暴牛众人再会。由于身体承受不住新魔法，水之铠甲提前解除。在亞斯塔等人奋战，葛修解除了转生魔法以及凡妮莎一伙回归以后，和佐拉一齐与伙伴重聚一起吃饭，补充魔力。吃饭途中，被剩余「金色黎明」的精灵族袭击。现与回归的梅列欧雷奥娜和费根里昂团长，亞斯塔和兄长诺杰尔，加上米莫萨六人先行进入「影之王宫」准备与精灵展开最终决战。
在影之皇宫与众人失散落单，并对上“复活”后的精灵族法娜。虽然学会新魔法和属性占优，但因为法娜的超越常理的恢复力，战况陷入僵局。接着，「翠绿螳螂」团长杰克前来支援诺艾儿但诺艾尔以为是来的是阿斯塔，战斗仍然持续中。
在最終篇章中與海底神殿底部的海神簽訂精靈契約。
作者提到诺艾儿的潜在魔力和她的母亲（亚席艾）和魔法帝尤利乌斯在一个水平。
- 魔屬性：水

- 水創成魔法（みずそうせいまほう）

海龍之巢（かいりゅうのす）
表面有許多漩渦半球形的水防護罩。
海龍的搖籃（かいりゅうのゆりかご）
圓球形水屏障。
海龍的咆哮（かいりゅうのほうこう）
龍狀的水攻擊魔法。
海神女武神之羽衣铠
通过密切操控身体附近的魔力凝聚形成一套包裹全身的水之铠甲，通过控制铠甲周围的魔力能够在空中快速移动，其水之长枪甚至能凭控制贯穿敌人的魔法。
海神女武神之羽衣铠・人魚形態
- 精靈同化 聖域・海神女武神之羽衣铠

▲米莫薩・凡米里歐（Mimosa Vermillion，聲：西明日香（日本）；連婉鈞（台灣））
【15歲／158cm／8月26日／O型／喜歡的東西：甜食、與甜食搭配的紅茶】
本作第二女主角，二等中級魔法騎士。王族「凡米里歐」家族的一員，基爾斯的妹妹，諾傑爾、內布拉、索利多、諾艾兒的表妹，梅列歐雷奧娜、費根里昂、利奧波德的堂妹。五等中级魔法骑士。與尤诺同期的「金色黎明」新人。個型頗為天然毒舌，表面討厭諾艾兒，其實很尊敬她，喜歡着亞斯塔，長相神似初代魔法帝的妹妹，500年前三葉草王國公主，里希特的妻子，萊亞也一度從她身上看見此神似的影子。
在迷宮探索時被馬爾斯偷襲而重傷。王選騎士選拔B組（亞斯塔、佐拉）。王選騎士選拔合格。
与尤诺、克劳斯、哈蒙一组入侵白夜魔眼基地。转生魔法发动后，被同组队友抓住。直至被阿斯塔所救，和尤諾，阿斯塔一同逃離了魔宮基地和接受治療。然后與其餘王選騎士團匯合一同前往王都。
与基尔斯、安一组来到凡米里欧宅邸，通过占据地利以及安、基尔斯施展的魔法成功困住入侵的三位精灵族，同时指引屋内的人避难。对峙精灵族巴瓦尔（即被转生的金色黎明团员大卫）过程中，得知精灵族完成彻底转生的真相。现与哥哥基尔斯一起，与「黑色暴牛」一伙碰面。
受哥哥嘱咐现作为治疗魔导士，和阿斯塔、诺艾儿、诺杰尔团长、梅列欧雷奥娜团长、费根里昂团长六人同行，先行进入「影之王宫」准备与精灵展开最终决战。
与阿斯塔一组对上被转生的利尔，与阿斯塔并肩着一起战斗。后来恰咪误闯战斗助拳，并用“魔花的路标”找到了尤诺所在的位置，现已会合。为被恶魔所伤的莱亚进行治疗。
- 魔屬性：植物

- 植物創成魔法（しょくぶつそうせいまほう）

真實之花
魔花的路標（まかのみちしるべ）
- 植物回復魔法（しょくぶつかいふくまほう）

夢癒花籠
姬癒花衣（ひめゆのはなごろも）
姬癒的花樂園
- 植物魔法（しょくぶつまほう）

魔炮之花（まほうのはな）
操魔可草

## 三葉草王國

### 黑色暴牛
▲夜見・介大（Yami Sukehiro，聲：諏訪部順一（日本）；陳彥鈞（台灣））
【28歲／183cm／9月17日／O型／喜歡的東西：菸、威懾、有趣的傢伙】
口頭禪是「現在在這裡超越極限」。
稱號“破壞神”，黑色暴牛騎士團團長，大魔法騎士。在魔法騎士團考試中賞識亞斯塔，邀請（強拉）他加入騎士團。
長相老成，粗魯，不修邊幅。喜歡煙和賭博，身材魁梧而且兩臂圍度令亞斯塔羨慕。雖然年齡只有28歲，但是在「黑色暴牛」基地相當於一家之主。另外還特別喜歡蹲廁所，外出經常借助費蘭爾的空間魔法。
出生於日之國，根據他的故事，雙親都是漁夫所以從小就出去捕魚，不過因為船難而到了三葉草王國。一開始由於是異鄉人因此遭受人們的輕視，甚至在取得魔導書後依舊認為獲得的不會是太好的魔法。之後碰上時任水色幻鹿[4]團長的魔法帝，並被他邀請（因為請他吃飯）加入魔法騎士團。「灰色幻鹿」團時代，曾經四處外出進行武者修行。與當時同屬一個團的威廉·凡強斯交識（彼此有著對手意識），最後還同時被魔法帝尤利烏斯任命為魔法騎
為了掩護團員擺脫白夜魔眼的糾纏，親自出馬對決白夜魔眼的領袖里希特。最後靠著魔屬性的相剋關係，成功重傷里希特。
擅長將原本速度低的暗魔法纏繞在武士刀上並利用強化魔法提高身體能力來作戰。懂得用「氣」，能預測敵手的下一個動作，進而進攻或防禦。
叫醒費蘭爾後與之一起移動前往四葉草城城門。在城門前遇到精靈化的「金色黎明」團員，與趕到王城城門的「翠綠螳螂」團長傑克共同作戰，成功擊敗敵人。之後與趕到的王選騎士團匯合，再見到佐拉。之後進入城內，與傑克、費蘭爾一組前往救援國王所在。解決了城外的轉生者後與傑克、費蘭爾來到王座大廳與拉特利展開戰鬥。戰鬥結果最終由費蘭爾一拳把進入忘我狀態，無防備的拉特利擊倒昏厥。

遊戲《黑色五葉草 騎士四重奏》中返老還童的以十四歲的模樣出現，並且要尋找一位名為卡魯娜的女性。
- 魔屬性：暗

- 暗魔法（やみまほう）

暗纏・無明斬（やみまとい・むみょうぎり）
黑穴（くろあな）
暗纏・黑刃（やみまとい・くろば）
暗纏・次元斬（やみまとい・じげんきり）
暗纏・无明乱斩
暗纏・无明峰打
- 魔力領域（マナゾーン）

彼岸
暗魔法・黑穴

▲纳哈特（Nahto，聲：下野紘（日本））
黑色暴牛副團長，由於黑色暴牛過於粗野，而很討厭黑色暴牛，很尊敬一些一直走在正道的人
魔法 影魔法 可在他接觸的人中影子自由移動

進入影子內的空間

能夠獲得從天空俯瞰的額外視覺

創造影子的迴廊，能夠連接兩地的影子，傳送對象

通過將魔力提升至極限，將自己與對象一同封印在沒有實體的無光、無生、無死的影之墓碑之中。
- 魔力領域（マナゾーン）

用影子覆蓋領域，切斷領域內的所有光線

納哈特通過四個遺物，與四個惡魔簽訂了從魔契約，能夠自由使役惡魔並使用惡魔之力。通過惡魔同化可以將惡魔的特性賦予自己的影魔法

- 模式:卡尼斯 特性:群體

與奇摩德洛同化的形態。特性“群體”，能夠將“單一”變為“多個”。
- 模式:厄克斯 特性:剛健

與斯洛托斯同化的形態。特性“剛健”，防禦特化。
- 模式:菲里斯 特性:敏捷

與普爾梅德同化的形態。特性“敏捷”，速度特化。
- 模式:伽魯斯 特性:鳴聲

與瓦爾格納同化的形態。特性“鳴聲”。
- 模式:伽魯斯×菲利斯

與同時與瓦爾格納和普爾梅德同化的形態。能夠將魔力提升至最上級惡魔的程度，但只有一瞬間。
▲芬拉爾・爾拉凱斯（Finral Roulacase，另譯：費蘭爾，聲：福山潤（日本）；歐祖豪（台灣））
【23歲／173cm／2月6日／A型／喜歡的東西：女人】
一等下級魔法騎士。
比起完成任務更喜歡女人，幾乎到了有可能會妨礙任務的地步，使用稀有的空間魔法。出身於代代使用攻擊性空間魔法一族的貴族伯德家族，弟弟為金色黎明的副團長。由于常帮夜见跑腿和转移人员，因此被黑色暴牛外众人戏称“黑色暴牛的搬运工”，經常被夜見戲稱為「小弟」或「車伕」。在团内除了阿斯塔，虽然也是前辈但鲜少有人当回事。
因自身不想施暴也不想挨揍的性格導致被家族視為恥辱，因此選擇逃避。外表輕浮、吊兒郎噹，實則擁有極高的魔法控制力。在海底神殿中協助重傷的亞斯塔擊敗维特。為了亞斯塔的手臂而與诺艾兒和阿斯塔以及凡妮莎一起前往了魔女之森。鑽石王國侵入時與弟弟蘭吉爾斯相遇，並向他宣戰。
王選騎士選拔換了髮型（头发末端还做了染色），拉克和玛格那無法辨識，雖然亞斯塔看的出來但還是被說輕浮樣。王選騎士選拔E組（利奧波德、哈蒙）。對上蘭吉爾斯時展示了新的魔法，也得知他因為特訓，所以髮型受魔力影響才變的，但最後被打成重傷而輸了。在王都住院直至被夜见用脚踢床叫醒，了解情况后发誓这次一定要拯救兰吉尔斯。与夜见一起移动到四叶草城，在城门遇到「翠绿螳螂」团长杰克，一边支援夜见与杰克团长战斗一边救援。之后与赶到的王选骑士团汇合进入城内，与夜见、杰克一组前往救援国王所在。与夜见、杰克来到王座大厅，救下菲妮丝和送走双亲后支援夜见和杰克团长与拉特利展开战斗。最终利用“堕天使的振翅”传送进入忘我状态，无防备的拉特利到自己面前，用拳头使之冷静然后击倒，成功拯救了弟弟（转生魔法尚未解除）。
- 魔屬性：空間

- 空間魔法（くうかんまほう）

墮天使的通道
墮天使的振翅（だてんしのはばたき）
能追蹤對手，碰到就會被傳送。
▲瑪格那・斯威格（Magna Swing，另譯：馬古納，聲：室元氣（日本）；宋昱璁（台灣））
【18歲／169cm／ 4月7日／B型／喜歡的東西：辛辣的食物跟男子漢】
五等下級魔法騎士。下界拉亞卡村出身。口頭禪是講『男子漢』、『男子氣概』。加入魔法騎士團前是暴走族，後來受到索西村村長鼓勵而參加魔法騎士團考試。头发颜色是天生的，放下来以后是一个帅哥。额头有一道竖着伤痕。很中意亞斯塔，完全不在意他沒有魔法，甚至稱讚『帥呆了』。相當照顧亞斯塔的前辈。爱车（由扫把改造）名字叫“红零威灾驱乱号”。
在海底神殿的大逃殺遊戲中，一開場就在對他不利的潮濕地方擊敗了一位神官。和拉克聯手，與维特作戰，最後仍不幸敗陣。為了治好亞斯塔的手臂而與拉克前往魔宮探索，結果回來後卻變強了。
王選騎士選拔C組（索爾、基爾斯）。敗給了阿斯塔的隊伍。虽然入选王选骑士团失败，受打击但没有气馁之后独自在外进行「爆杀散弹魔球」训练，凡妮莎在旁探访。精靈袭击小镇时，发现是被转生的拉克，很快搞清楚是白夜魔眼搞的鬼以及王选骑士团的歼灭作战宣告失败，然后與凡妮莎以及后来赶到的阿斯塔一同阻止。拉克清醒以后，把他拥入怀里表示欢迎回来。與基地第一次見到亨利時，被他吸走了仅剩的魔力。
王都城堡前吩咐亞斯塔跟随团长们一起出发去「影之王宫」并让他快点回来。然后就与黑色暴牛伙伴一起处理剩下的精灵展开战斗了。
- 魔屬性：炎

- 炎魔法（ほのおまほう）

爆殺轟炎魔球
爆殺散彈魔球
爆殺散彈消滅魔球
定时爆殺散彈魔球
獄殺散彈魔球
滿壘全壘打
極殺消滅魔球
極大爆殺轟炎魔球
- 炎拘束魔法

炎繩緊縛陣
- 炎強化魔法（ほのおきょうかまほう）

盜壘（ばくちそうるい）
- 裏炎魔法

魂炎鎖死決鬥
- 複合魔法

炎雷爆盡砲
▲拉克・鮑爾提亞（Luck Voltia，聲：村瀨步（日本）；錢欣郁（台灣））
【18歲／167cm／10月11日／O型／喜歡的東西：強者、管閒事】
五等下級魔法騎士，與同團的玛格那和金色黎明的克勞斯為同期。
綽號為「狂喜的拉克」。總是面帶笑容的小個子男性。一開始見到玛格那時，覺得是一個危險（有趣）的存在，也曾小瞧他，不過將他視為第一個朋友。
異常的好戰，兴趣是找人约架。在入團測試時因為過度痛擊對手而有了現在的綽號。有著極高的魔力感知，被夜見稱讚超過貴族的水平，但因為性格缺陷，不然無論哪個團都會搶著要他。
在迷宮探索的時候率先察覺到鑽石王國人馬的魔力而先行趕到遇到了洛塔斯・弗莫爾特並打倒其手下，但卻中了弱煙魔法而趨於劣勢，此時被亞斯塔所救，並發現了同伴的重要，與其打敗了敵人頭頭。
在海底神殿的大逃殺遊戲中，一開場就擊敗了一位神官。和玛格那聯手，與貝多作戰，但最後仍敗陣。為了治好亞斯塔的手臂而與玛格那前往魔宮探索，結果回來後卻變強了。
王選騎士選拔K組（布里、克勞斯）。本想利用複合魔法來打倒水色幻鹿團長的小組，卻被其反彈魔法落敗。王選騎士選拔合格。
在里希特收集魔石完成，並讓精靈轉生時，成為轉生者之一。在轉生期間，在內心深處再一次見到母親。回來以後，嚎啕大哭由瑪格那擁入懷里歡迎回來。解除轉生魔法後，認為轉生魔法是一種非常可怕和悲傷的魔法。身體仍記得與精靈共存時的魔力感覺，實力貌似可以變得更強。
- 魔屬性：雷

- 雷創成魔法（かみなりそうせいまほう）

雷神的長靴（らいじんのながくつ）
- 雷魔法（かみなりまほう）

迅雷崩玉（じんらいのほうぎょく）
- 複合魔法（ふくごうまほう）

炎雷爆盡砲
神鳴之矢（かみなりのや）
- 真雷魔法
雷霆
雷究極魔法
雷霆剎那戰鬼

▲葛修・阿德雷（Gauche Adlai，聲：日野聰、景山梨彩〈幼年〉（日本）；陳彥鈞（台灣））
【19歲／181cm／6月27日／B型／喜歡的東西：瑪莉】
五等下級魔法騎士。左眼是魔导具义眼，平时存储魔力。前貴族，父母事故身亡，遺產被親戚私吞被趕出去流落街頭。曾入狱然后逃獄，但被夜見打敗。後來受邀加入黑色暴牛騎士團。
重度恋妹情结，只在乎妹妹瑪莉，时常带着妹妹的照片介绍给别人看，三句离不开“玛莉”，称呼玛莉“天使”还会鼻血流个不止，总之就是“好恶心”。工作时也总希望快点结束回去探望妹妹，回来后嘴巴会变得很坏。忽视身边其他人，抱持对人类心底深处不信任的态度（因为曾经被家族亲戚背叛），认为只要自己和玛莉幸福就足够。不过从阿斯塔来了以后有所改变。（在热切希望重要的人幸福的时候才会流鼻血）
由于一个月才能与托付给教会的妹妹见上一次，平时在妹妹身上放一枚镜子（魔导道具）方便通信。喜欢从镜子中发射/反弹光束进行蛮不讲理的攻击，对牵涉到妹妹有关的人予以制裁。觉醒阿宅属性后，还会做妹妹的模型。
為了妹妹，而將鏡子魔法施加在亞斯塔身上（也是首次施加在同伴身上），成功擊敗白夜魔眼的人馬。面對白夜魔眼領袖強大的光魔法，一度撤退的葛修最後靠著費蘭爾的協助重回戰場，並利用鏡子的特性將"神罰之光芒"完全反彈。
里希特说过自己不能伤害同胞，但葛修完全不知道在说什么。在海底神殿的大逃殺遊戲中，一開場就擊敗了一位神官。為了治好亞斯塔的手臂而與戈登前往王立圖書館，結果回來後卻變成阿宅了。
與戈登、格雷負責看家，但遭到白夜魔眼突襲，與後兩人拼命防衛基地。在里希特收集魔石完成，並讓精靈轉生時，成為轉生者之一。
解除转生魔法恢复以后，认为自己只会考虑自己和玛莉的事情，没有伙伴出手拯救的价值，但是其实只是在害羞以及不坦率地向伙伴表达了感谢。
- 魔屬性：鏡

- 鏡魔法（かがみまほう）

反射・光線（リフレクト・レイ）
真實・镜像
召唤出镜子里另一个自己。
重複反射（リフレクト・リフレイン）
雙重・反射・抑制（ダブル・リフレクト・リフレイン）
多重鏡旅團（ミラーズブリゲイド）
完全反射（フル・リフレクション）
巨型・反射・光線
- 複合魔法

断罪光帝剑之岚
- 複合魔法

反射之瞳
▲凡妮莎・艾諾泰卡（Vanessa Enoteca，聲：水樹奈奈（日本）；錢欣郁（台灣））
【24歲／170cm／5月16日／O型／喜歡的東西：酒、奶酪等小吃】
五等下級魔法騎士，被家族放逐的好酒魔女。可以毫不在意地穿著內衣四處行動。似乎精於裁縫，團員的衣物、披風都是她修補的。在海底神殿的大逃殺遊戲中，先利用蜘蛛網擊敗了一位神官，接著運用線輔助阿斯塔戰鬥，成功重創貝多。
揭露凡妮莎真正出身是來自「魔女之森」，為了救助亞斯塔，凡妮莎只好硬著頭皮回去請求幫助。以前被魔女王囚禁，但是跟著殺進魔女之森的夜見離開。在面對諾艾兒即將被殺害時，覺醒了以紅色絲線編織成一隻貓（ルージュ，露玖）的操縱命運的力量。
精靈袭击小镇，发现是被轉生的拉克，與瑪格那以及後來趕到的亞斯塔一同阻止。战斗中还负责救援平民。视拉克作自己弟弟看待。
王都城堡保卫中，与玛格那、拉克、恰咪、莎莉一起被转移到「幻惑之界」，对决被转生的「珊瑚孔雀」团长桃乐丝。过程中，被莎莉发现魔法其中的原理，并通过拉克想出的“点子”最后通过逼使「幻惑之界」成功“召唤”真正的桃乐丝的意识灵魂，让本人与转生者交战过程令魔法空间崩溃，与所有人成功逃离，并在外面的世界向对手全力施展一记攻击，结果未知。
- 魔屬性：線

- 線魔法

命運的紅絲带
紅絲線編成一隻貓（ルージュ，露玖），能操縱命運。被這隻貓觸碰過的人身上纏繞的命運，向著對術者有利的方向改變。就算擊中貓也不會改變。
作用对象限于黑色暴牛的同伴，因此也不会主动伤害黑色暴牛的成员。因为是强大的力量，魔力消耗厉害。
▲恰咪・帕皮特森（Charmy Papittoson，聲：安野希世乃（日本）；連婉鈞（台灣））
【19歲／142cm(平時)、約171cm(變化後)／6月3日／A型／喜歡的東西：食物】
一等下級魔法騎士。與葛修同年（19岁），但外表如同小孩子，因此经常被他人误会是小孩子，用葛修的话讲是“凸额头”。
暴食狂性格，遇到与食物有关的事情，就会变得强大，态度傲慢。基本上食物不離手，就連睡覺時都在吃東西。王都保衛戰期間因尤諾用魔法接住他的食物而喜歡上尤諾，因此称呼尤诺「接住食物的王子殿下」（救食の王子様）。戰後升级為一級下等騎士。
為了治好亞斯塔的手臂而與格雷前往森林尋找食材，結果回來後被魔法蘑菇寄身。精灵族骚乱时回到基地发现后花园被破坏，变得异常生气以及脸上纹路（酱汁）因此被误会精灵转生。了解情况以后，用魔法给黑色暴牛其他人补充了魔力。
後與尤諾闖入影之王宮，與亞斯塔、米莫薩會合。因被轉生的敵人在恰咪面前糟蹋食物，致使恰咪整個暴怒，身體也變成高挑的身材。被精灵發現恰咪其實是人类與矮人的混血兒，就连自身也没发现。矮人正好和精靈發展的方向不同，可以壓制或破解精靈所使用的魔法。
- 魔屬性：綿、食

- 綿創成魔法（わたそうせいまほう）

綿羊廚師（ヒツジのコックさん）
顯現出的綿羊為恰咪做料理。
沉睡綿羊的一擊（眠れる羊の一撃）
沉睡綿羊的─一拳、兩拳、慘劇
羊的軟綿綿緩衝墊
綿羊廚師先生・廚師長
做出來的料理能吃多少魔力就會增加多少。但没魔力的吃多少还是没魔力。
- 食魔法

大胃王的晚宴
显现能吞食魔法产物的一头狼，吸收的魔力会转化到使用者身上。
▲戈登・阿格里帕（Gordon Agrippa，聲：松田健一郎（日本）；陳彥鈞（台灣））
【26歲／187cm／1月13日／O型／喜歡的東西：收集可憐的娃娃（趣味の悪い人形コレクション）、草莓蛋糕（苺のショートケーキ）】
咒術魔法的行家。面相可怕，説話小聲，一般人聽不懂他的説話。表面看似是個陰沉的拒絕與他人接觸，實質是個想交朋友卻又做不到，容易寂寞的人。擅长制作人偶，但樣子太過恐怖而被當詛咒娃娃。因為家族不允許戈登與外界接觸因而洩露家族真身，所以沒辦法交朋友。因為交流障礙和可怕的毒魔法而被周圍人疏離，直至夜見邀請入團（因为有趣）。
為了治好亞斯塔的手臂而與葛修前往王立圖書館，結果回來後卻變成阿宅了。
與格雷、葛修負責看家，但遭到白夜魔眼突襲，與後兩人拼命防衛基地。
由于毒魔法不能对活人使用，一般很少出任務（也有因为被遗忘的原因）。但是對僵屍一類沒活著的目標效果很好。借助格雷的魔術轉換，現在也能很好做到輔助同伴。
父親是內森・阿格里帕，母親是尤恩娜，祖母是尼洛尼亞・阿格里帕，有一個妹妹叫羅克珊・阿格里帕，還有愛犬娜娜莉。
- 魔屬性：毒

- 毒詛咒魔法（どくじゅそまほう）

毒貛（アオフヴァッヘン　ダクス）
毒雲的栖息之家（どくぐものすみか）
- 毒魔法（どくまほう）

禁忌的果實
紫罗兰之伞
▲格雷・懷特利（Grey，聲：高桥未奈美〈本體〉、赤坂柾之〈變身時〉（日本））
【24歲／159cm／2月20日／AB型／喜歡的東西：變身並能完美的變化成他人、牛奶】
五等下級魔法騎士。原本是一個名為“懷特利家族”的名門望族的女兒，卻受到父親再婚後出現的繼母和兩個姊姊的冷遇，繼續像“灰姑娘”一樣被當作僕人對待。由於這種情況，形成了孤僻、自卑的性格。
在海底神殿時終於現出真面目，是個女性。被別人看到自己真正的姿態就會特別難為情，要是不變身就會羞得要死，话都说不好（最常說的話：請不要看著我！！！）。因为没有自信也从未展露真身，不被任何人信任被讨厌而孑然一身直至夜见邀请入团（因为有趣）。
為了治好亞斯塔的手臂而與恰咪前往森林尋找食材，結果回來後被魔法蘑菇寄身。與戈登、葛修負責看家，但遭到白夜魔眼突襲，與後兩人拼命防衛基地。
- 魔屬性：變身（能让自己和物品变化）

- 變身魔法

魔法轉換（マジックコンバート）
能將屬性轉換別的屬性。（曾经转换的属性：凝胶⇒结晶、凝胶⇒植物、冰⇒水、岩石⇒砂子、毒⇒棉、毒⇒镜）
镜子迷你暴牛号（岩⇒镜）
- 鍊成魔法

▲佐拉・伊德阿雷（Zora Ideale），聲：綠川光（日本）
【25歲／176cm／12月19日／A型／喜歡的東西：燉物（シチュー）、父親】
下民出身，以未知魔法打敗了紫苑虎鯨副團長並以“札克斯・琉格纳/谜之魔导士”名义去參加選拔。长相一副反派，红发，用黑色绷带包裹的下巴长着利齿，行动以自我为中心，爱恶作剧，说话恶毒，称呼亞斯塔“小矮子”。似乎认识魔法帝尤利乌斯。王选骑士团选拔與亞斯塔、米莫薩一組。對上基爾斯那組時，早在前一晚就設下陷阱，但是被亞斯塔給毀了，因为阿斯塔希望以小队合作形式获得胜利而不是作弊，因此只好重新想过临场对策。
王選騎士選拔合格。
实际上是亞斯塔的前輩，黑色暴牛的成员。父亲死后把自己扮成超级魔导士的样子（佐拉父亲设计的一个玩偶）教训魔法骑士团的害群之马和打架，直至某天在路邊被夜見见到邀请。本來的目標是成為超級魔導士，現在目標是成為真正的魔法騎士。他的父親曾經被紫苑虎鯨的人給背叛而死亡，所以極其厭惡以自我為中心的魔法騎士。
由于出身下民，天生魔力低。在白夜魔眼基地见到其他王选骑士团成员被转生以后，会形容每个人魔力都像怪物一样庞大。平时会在衣服上施加“反击陷阱”的魔法阵（长期维持消耗魔力），使用后衣服会破洞。动画版补充灰魔法可以用于挖洞。
和梅列歐雷奧娜一起逃出魔宮基地，然后與銀翼大鷲團長，諾艾兒一同出發去了王都。在王城城门再一次见到了夜见。之后一起进入城内，与诺杰尔、诺艾儿一组前往西尔法家，但是中途离开擅自行动了。在诺艾儿一伙被精灵包围时及时出现，通过设置好的反击陷阱打倒了精灵，还带来了治疗的仆人。通过话语刺激诺杰尔重新振作起来战斗。配合告知陷阱魔法设置的位置，使诺艾儿和诺杰尔成功打倒了全部精灵。之后佐拉推测，精灵族对经过长年累月派生的人类的魔法（例如反击陷阱之类的复杂魔法）很可能一无所知。
- 魔屬性：灰·陷阱（需要花時間、魔力製作，威力與付出成正比）

可以立即製作的陷阱則分為三種類型：束縛型、落穴型、地雷型
- 灰陷阱魔法 全發動（はいトラップまほう　せんはつどう）
灰魔法

比兴者的启示
告知他人施术者设所置的陷阱魔法的位置。
▲亨利・雷高蘭多（Henry Legolant），聲：齋賀光希（日本）
【26歲／190cm／2月12日／AB型／喜歡的東西：小動物、黑色暴牛的大家聚會】
正式出场在白夜魔眼偷襲基地，在格雷、戈登和葛修快要支撐不下去，基地在危急存亡之秋時出現，擋下了白夜魔眼的攻擊。
身上能自己出現燕雀，但從何而來不得而知。因為久未接觸人類，導致說話速度緩慢。
真实身份是黑色暴牛基地的前屋主，現成為不常出現真身的「幽靈」，基地内部不定期结构变换的「元凶」。事實上他還活著，只是全身雪白，被眾人（除了夜見、亞斯塔之外）當成鬼魂。由於阿斯塔沒有魔力，所以常常會找他玩并且约定等自己能更自如的控制魔力吸收时会自己走出去。188话提及，亨利原本出生于某个名门望族，因为罹患「怪病」而被认为替家族蒙羞，其双亲只好把他遗弃位于森林之中那座能为他储存魔力，将受害范围降至最小的房子中。
身上患有怪病，需要藉著有魔力的人每日自身散發出來的一點魔力活下去，只能生活在这样的房子里（外表七拼八凑而且能储存魔力的房子）。夜見在找基地時發現亨利所在的屋子，當時亨利以為自己快要過世，其父母久未歸，於是與夜見商量說當他死之後這屋子就給夜見當基地。不過夜見拒絕，認為這樣不吉利，但是同意讓亨利活著，所以亨利也就繼續活著。因此事實上，他才是黑色暴牛的元老，比其他人還早被夜見收為屬下。
由于黑色暴牛眾人（包含夜見）的魔力成了亨利的續命丹藥，而其他亂入的其他公會人員身上的魔力也是亨利的補藥來源，所以即使黑色暴牛众人不知道他的存在，亨利也认识他们每一个人。
魔法和海底神殿的大司祭同样是控住特定物体（屋子）的魔法，平日就一直注入魔法所以可以发挥出绝大效果（实现大规模的基地变形），即使房子破碎了也能控制组建。若亨利位于房子外面的话，魔力吸收的限制就会解除。
在白夜魔眼偷襲基地，在格雷、戈登和葛修快要支撐不下去，基地在危急存亡之秋時出現，擋下了白夜魔眼的攻擊。葛修发生“异变”破坏基地之后，與亞斯塔等黑色暴牛一夥同伴再会并一起吃飯，恢復了魔力讓基地重新組建並移動起來。在精靈引發黑卡依洛小鎮騷動一役中，首次與黑色暴牛眾人一起戰鬥，展現了完美的配合。
在王都城堡保卫中，运用黑色暴牛团员（拉克、凡娜莎、恰咪）的能力操作「黑色暴牛号」迎击精灵，最后打败一众精灵。
对峙精灵多罗瓦（即被转生的葛修）过程中，由于房子损毁以及恰咪被转移，导致亨利魔力供给跟不上，变得力不从心。本打算舍弃自己的生命也要阻止葛修，为同伴制造机会但被阿斯塔阻止并还是希望和同伴们一起活下去。
- 魔力吸收体质（本人内脏、血管、肌肉身体的一切组织都非常虚弱，因此需要通过魔力强化维持生命。若不消耗魔力，便活不下去的脆弱体质。由于并非自己的魔法，因此无法用魔法防御被吸收）
- 魔屬性：組換（能將物品整個變形）

- 組換魔法（くみかえまほう）

黑色暴牛號（くろのあばれうしごう）
能將基地任意變換模式
挺進模式
戰鬥模式
魔力回旋转
魔力火箭拳
亞斯塔大炮
將亞斯塔發射出去
▲塞蕾纳・斯瓦罗忒爾（聲：佐仓绫音，另译：塞科蕾）

于“魔法议会”篇正式加入，由夜见授予魔法骑士团披风承认。原為初代魔法帝的搭檔，後來因使用禁術變成了鳥，被取名為小黑。
- 魔導書：三葉草魔導書
- 魔屬性：封缄（自由开关物件的能力）

- 封缄魔法

逆解
用于打开「影之王宫」的入口
囹永
500年前用于通过魔石增幅魔力后封印言灵恶魔
忧瞑
用于封闭伤口防止伤痕裂开
- 封缄回复魔法

括牢・幽之刻桥
封印全身痛觉，提升集中力
- 魔言術式・封缄魔法『囹永』

### 基拉王族
Ａ・基拉・古洛巴13世（Augustus Kira Clover XIII，聲：宮本惇（日本））
【35歲／160cm／10月22日／AB型／喜歡的東西：被吹捧、從城堡俯視國家】
現任三葉草王國國王，擁有代代相傳的“神聖魔法”。非常在乎顏面，很自我中心。認為自己才是王國中最偉大而該受眾人景仰的人，但事實上魔法帝的名聲卻遠遠超過他，所以相當討厭深受民眾愛戴的魔法帝。也連帶討厭受魔法帝重用的金色黎明，尤其是威廉。
為了獲得被魔法帝吸引過去的民心，擅長將別人的說詞都攬為自己的功勞，视王选骑士团为自己的所有物，拥有一支屬於自己的「王城骑士队」（聲：赤坂柾之(骑士队队长)）。
拉特利入侵到王座大厅时，使用魔法对付他但被破解，被拉特利评价为“非常迟缓的光魔法”。费兰尔一行人赶到后，想离开但被拉特利阻挡，最后被杰克团长斩断墙壁的方式强行送出去。
- 魔屬性：光

- 光魔法（ひかりまほう）

神圣光辉的绝对王
用光制造一个自身的巨大幻影，效果未知。
菲妮絲・卡尔姆露兹（Finnes Calmreich，聲：秋山绘理（日本））
【25歲／163cm／6月2日／O型／喜歡的東西：溫暖的蔬菜湯、善良的人】
下任伯德當家的未婚妻。现任国王的侄孙女。雖然身體不好也不常外出，不過還是有很不得了的魔力。
與費蘭爾見過幾次面，認為他是個溫柔的人，比起天賦較為優秀的蘭吉爾斯，費蘭爾對她而言才是最棒的魔法騎士。因身體因素對蘭吉爾斯來說是個無趣的女人。是「基拉」王族家族少數清流
伯德家的现任家主、家主夫人向国王为兰吉尔斯施暴，被怀疑叛乱者一事解释时在一旁说情，请求宽恕兰吉尔斯。拉特利（即被转生的兰吉尔斯）入侵到王座大厅，试图阻止但失败，最后被及时赶到的费兰尔救下。之后与费兰尔的双亲一起被送走。
達姆納提奧·基拉（聲：土田大（日本））

### 西尔法王族
- 諾艾兒・西爾法(參見主要角色列表)
- 諾傑爾・西爾法(參見銀色大鷲)
- 內布拉・西爾法(參見銀色大鷲)
- 索利多・西爾法(參見銀色大鷲)
- 亞希艾・西爾法(參見前魔法騎士團)

### 凡米里歐王族
費根雷翁·凡米里歐
梅雷歐雷歐娜·凡米里歐
利奥波德·凡米里歐

### 魔法帝相關者
▲尤利烏斯・諾瓦克羅諾（Julius Novachrono，聲：森川智之（日本）；宋昱璁（台灣））
【42歲／180cm／10月15日／AB型／喜歡的東西：為了與新魔法相遇，會微服私訪】
三葉草王國最強魔導士兼第28代魔法帝，曾担任过“水色幻鹿”团团长，对夜见，威廉有过知遇之恩并同时提拔他们做為魔法骑士团团长。不折不扣的魔法狂，經常變身出宮去邂逅新奇魔法，看到的時候會眼神閃爍，充滿童真。在團長時期，在海边邂逅夜見，並邀請他來魔法騎士團參觀，相識期間教會了夜見有關三葉草王國的相關知識和文字。
曾經變身成老婆婆在黑市賭場與亞斯塔見過面。並在迷宮事件後首次與尤諾和亞斯塔以及諾艾兒正式見面。王都保衛戰中從王都消失，攔截白夜魔眼的人馬，成功救回阿斯塔，并初次与里希特见面交手。成功抓住其中一位襲擊王都的犯人，经审问证实魔法骑士团中有人与白夜魔眼勾结。後派遣夜见与「黑色暴牛」成员前往海底神殿收集魔石。
天生带着「夺取未来」魔法，成为魔法帝后目标致力於创造一个“没有阶级”的「未来」。所使用的時間魔法可以控制（他人或自己）时间的流动，既可以无限的减缓时间流动拘束敌人，也可以急剧加速时间消灭敌人，拥有一击致命的能力。会使用魔力领域和时间加速的复合招式，通过加速自身周围的魔力时间，用来读取未来的魔力流向从而感知短暂的未来，预判下一波攻击。虽然可以预知但是闪避的速度还是有限。可以利用储存好的时间回溯疗伤。
在王都城堡上与里希特战斗，因为尽量想活抓里希特不伤害威廉的身体而保有余力，但為了保護國民用尽积蓄的所有的时间和魔法後，被白夜魔眼的首領里希特（金色黎明團的團長威廉·凡强斯）用光刀刺殺重伤，同时其魔导书消散。
交代给夜见种种托付和自己的理想与经历以后，最后遗言表示很开心能见识各式各样的魔法以及邂逅各种人。
在漫畫215話中魔法帝神奇地復活（但身體變回13歲的模樣）主要是依靠古代魔導士的儲存魔法技術［燕紋］（魔法帝額頭左上角有米字型的標記就是燕紋），由於時間魔法跟燕紋儲存魔法非常相配，讓魔法帝在遭遇不測時可以用燕紋裡長期儲存的時間魔法得以復活，但復活成功後身體不但變回13歲，連魔導書也只剩下一張空白紙，可以說是戰鬥能力幾乎歸零了，對國王以及絕對主義派的貴族的影響力也變弱了。之後在阿斯塔和尼祿被魔法議會審判時出計保住兩人。新篇章中與紅心王國王女達成合作協議共同對付被惡魔控制的黑桃王國。 最終章的331話確定為最終boss，真實名字為盧修斯·佐格拉提斯，是時間惡魔附身者。
- 魔導書：巨大，無封面及封底，呈無限翻頁狀（无法具体分类）
- 魔屬性：時間（本質是從施展對象奪走時間並儲存隨時使用）

- 時間拘束魔法（じかんこうそくまほう）

時間存續
- 時間反轉魔法（じかんはんてんまほう）

計時復原
- 魔力領域

時間停滯 預見
▲馬爾克斯・弗朗索瓦（Marx Francois，聲：山谷祥生（日本））
【25歲／167cm／10月21日／A型／喜歡的東西：在工作期間喝紅茶、尤利烏斯】
蘑菇頭、魔法帝的親信，覺得自己每天都受盡煎熬。
被精靈附身的轉生者之一。被夜见击倒。
- 魔屬性：記憶

記憶通訊魔法
可看到他人的記憶並展示觀看。
废忘的梓弓
中箭者最近的记忆会被抹去。
▲歐本（Owen，聲：德本英一郎（日本））
魔法帝直屬的恢復魔導士。
被精靈附身的轉生者之一。被夜见击倒。
- 魔屬性：水

- 水回復魔法（みずかいふくまほう）

水母手術
用於治療的巨大的水母。能夠透視層層包覆的肉體，透視受傷的部位並進行準確的治療。
▲科布・波魯塔波魯特（Cob Portaport，聲：露崎亘（日本））
傳送王選騎士選手到戰鬥場地。因為魔法的便利性而加入王選騎士團。侵入进行时，在外面实行空间妨碍魔法让其他空间魔导士无法轻易进入。在里希特收集魔石完成，並讓精靈轉生時，成為轉生者之一。
- 魔屬性：空間

### 魔法騎士團

#### ⑴黑色暴牛
【 の  ，Black Bull Squad】
萬年吊車尾，造成的傷害比立下的功勞更大的流氓騎士團，前一年創下了負50顆星的慘淡成績，但亞斯塔與諾艾兒加入後，今年得到了第二名的成果。

#### ⑵金色黎明
【  の   け，Golden Dawn Squad】
現任最強騎士團，團長為威廉。除尤諾外，其餘成員皆為貴族或王族（米莫萨）。
现已知「金色黎明」成员（除了米莫萨）全是转生者，骑士团本部聚集着大部分的精灵。推测是金色黎明团长——里希特刻意为之。
在黑桃王國篇中, 基地被突襲過來的漆黑的三極性摧毀，死亡成員過半數
▲威廉・凡強斯（William Vangeance，另譯：維利亞姆・范傑思）　聲：小野大輔、小若和郁那〈幼年〉（日本）；歐祖豪（台灣）
【26歲／172cm／12月24日／O型／喜歡的東西：小鳥】
金色黎明騎士團團長。為最接近魔法帝的男人，是下屆魔法帝的得力候選人。平时带着犹如小丑一样的面具。某位贵族的私生子，8岁前生活在惠外界。臉上有魔法無法治癒的傷痕，因此曾经称为被“诅咒之子”。贵族的后嗣不见以后被当作贵族迎进家门。即使魔法属性（世界树）比较稀有，魔力较高，孩童时代也因为被继母嫌恶虐待而过着地狱般的生活。13岁时遇到尤利乌斯得到其看重和赠送的面具，想为这个人献出自己的魔导书因此總是戴著面具。
因氣與白夜魔眼的領袖利希特一樣被夜見懷疑，並要求他拿下面具。但拿下面具後又似乎不是里希特，也說自己不是，夜見判斷並無說謊。但是與魔法帝單獨見面後，解除偽裝、顯出真身，他就是里希特，是一個肉體寄宿兩個靈魂。理解了里希特的憤怒、悲傷、與憎惡而將身體給了他。
漫畫166話揭示維利亞姆的過去：小時候便就有感覺自己體內沉睡著另一個人，能感覺到他的憤怒與悲傷，也正因為想保護那樣弱小的存在並想著自己並非孤單一人，才度過痛苦而孤獨的幼年時期。在九歲開始，常常夢到帕特利精靈時期的記憶以及薄情与絕望與憎恨的結局。十三歲時遇到尤利烏斯，第一個認可他的不思議、溫柔而偉大的人，想將被授予的魔導書奉獻給他。十六歲時帕特利醒來，那時是作為新人在尤利烏斯所率領的水色幻鹿裡活躍，而那時也被賦予了另一本魔導書(光之四葉草魔導書)，確定了自己是兩個靈魂共用一副身體。漸漸地能通過靈魂交流意識，最終變得能切換靈魂。然而帕特利有個無論如何都要達成的使命，但那卻要背叛另一個重要的人(尤利烏斯)、背叛王國的舉動。不知該選擇誰，一邊傷害同伴，一邊兩頭都幫，然而他並沒有選擇站哪一邊，而是交給那重要的兩人(帕特利、尤利烏斯)去決定，帕特利贏了。
當精靈族復甦的時刻，威廉便陷入深深永不醒來的沉眠。费根里昂被转移受袭时，首先出现然后展示自己不为人知的秘密另一身份，这才导致费根里昂大意露出破绽战败。
活捉帕特利后，虽然尤诺想让阿斯塔利用灭魔之剑解除帕特利身上的转生魔法，但结果让帕特利恢复了理智，尤诺认为只好让凡强斯团长再等等。
被漆黑的三極性的澤農輕鬆擊敗至重傷， 在重傷的狀況下利用世界樹魔法拯救重傷的成員。因爲世界樹魔法和暗魔法可以讓惡魔降臨人間與同樣重傷的黑色暴牛團團長夜見介大一起被澤農帶走。

- 魔屬性：世界樹

- 魔樹降臨（まじゅこうりん）

從空中出現巨大的樹根。在魔法騎士團入團測驗中，從根部製造出掃帚。
- 世界樹魔法（せかいじゅまほう）

米斯特汀的大樹
四散的樹根以吸收魔力為養分成長為大樹，其樹根範圍能擴大至整個城鎮。
世界樹之種
魔守之梣
- 世界樹回復魔法
世界樹的萌芽

▲尤諾（Yuno，另译：由诺，聲：島﨑信長、關根有咲〈幼年〉／齊藤壯馬、小松未可子〈幼年〉（日本）；宋昱璁、連婉鈞〈幼年〉（台灣））
【15歲／172cm／10月4日／AB型／喜歡的東西：天空】

現任金色黎明副團長，一等上級魔法騎士
▲蘭吉爾斯・伯德（Langris Vaude，聲：石川界人（日本））
【20歲／166cm／9月27日／O型／喜歡的東西：諷刺、櫻桃塔】
前金色黎明副團長，一等上級魔法騎士
費蘭爾同父異母的弟弟、貴族伯德家的下任家主。与费兰尔的空间魔法不同，属于攻击性极强的空间魔法，因此被代代擅长进攻型空间魔法的家族当作优秀继承人培养。行事作風與其兄費蘭爾大相逕庭，因此看似溫和，事實上非常殘酷，就算有平民被敵人攻擊，若是無法短時間之內解救，會連同一起攻擊，不管平民的死活，因此被費蘭爾阻止。
由於在尤諾面前當場侮蔑阿斯塔，讓尤諾當場變臉，準備日後挑戰團長之位，且想無視其副團長的地位，讓蘭吉爾斯有點動怒。
王選騎士選拔G組（賽凱、芙拉吉爾）。與費蘭爾的比賽時，已經打倒並重創費蘭爾了卻還想痛下其手而被黑色暴牛的成員制止。 因為亞斯塔的舉動令他生氣而提議先行與他展開戰鬥，最後雙方平手退場。因亞斯塔的最後同歸於盡的攻擊擊倒蘭吉爾斯，且在對戰當中出現異於常人的魔力（諾艾兒認為與「三魔眼」之一的维特近乎類似）在稍後被帶走。而費蘭爾在被急救後仍未清醒，還是昏迷狀態。
转生者之一。被转生以后清醒过来，然后与金色黎明本部的其他转生者汇合，率领全员已精灵化的「金色黎明」团入侵四叶草城。最后通过发生在王座大厅的战斗，由哥哥费兰尔使用拳头使之唤醒拯救。
尤諾晉升一等上級魔法騎士後與其切磋，並提出輸的一方就離開金色黎明，一開始打算故意輸掉，但被尤諾的無禮話語的挑釁，其後開始認真戰鬥仍輸給尤諾，後本想直接退出金色黎明，但尤諾表示自己並沒有坦承答應這種約定，後與尤諾約定下次來一場認真的戰鬥，後與金色黎明團長威廉・凡強斯為自己擅自向尤諾發起切磋的事情而道歉，威廉・凡強斯認為蘭吉爾斯・伯德不會因為這樣就結束的，會等待著他回來，與親友、哥哥道別，並表示與哥哥的勝負現在才剛剛要開始後，暫時離開金色黎明，獨自踏上了旅程。
- 魔屬性：空間（與費蘭爾的空間位移不同，是切開空間）

- 空間魔法（くうかんまほう）

大天使的击坠
发出许多高速移动的空间小球，碰到小球部分后会被削去。被形容为正中一发就会当场死亡。
大天使的殲滅
▲米莫薩・凡米里歐（Mimosa Vermillion，聲：西明日香（日本）；連婉鈞（台灣））
【15歲／158cm／8月26日／O型／喜歡的東西：甜食、與甜食搭配的紅茶】
▲亞雷克德拉・山德勒（Alecdora Sandler，聲：大河元氣（日本）；宋昱璁（台灣））
【24歲／178cm／1月3日／A型／喜歡的東西：繪畫、維利亞姆・范傑思】
二等上級魔法騎士。
王選騎士選拔O組（索利多、德米托利）。看不起尤諾，就算得知他是四葉草魔道書的擁有者，依舊因其下等人的身分而看不起他。但見到尤諾經常被團長交付任務與關心，漸漸的怨恨起尤諾，加上有部分的團員也逐漸的對尤諾這位後起之秀另眼相看且與之交好，越來越恨尤諾。於是想在王選騎士選拔打擊尤諾好討回一點自己的自尊，但反被尤諾擊敗，於是其他團員也更看不起他了。
為被精靈附身的轉生者之一。陪同其他精灵一同入侵王城来到凡米里欧宅邸，但被安和基尔斯的魔法迷惑困住。190话突破基尔斯的魔法，和剩余「金色黎明」的转生者一起来到王都城堡前与留下来处理的「黑色暴牛」大部分成员展开战斗。
- 魔屬性：砂

- 砂拘束魔法

砂之匣
- 砂創成魔法

砂鎧之哨兵
砂鎧之重裝兵
- 砂魔法（すなまほう）

壓殺的砂塊（あっさつのさかい）
▲克勞斯・留涅特（Klaus Lunette，聲：寺島拓篤（日本）；孟慶府（台灣））
【18歲／176cm／4月19日／A型／喜歡的東西：讀書、建築鑑賞】
负责新人指导，三等中级魔法骑士。在魔宮探索時對出身卑微的亞斯塔（包括尤諾）感到不屑，甚至侮辱黑色暴牛是骯髒下流的騎士團。令亞斯塔生氣地罵他是『眼鏡』，並說金色黎明團是『怪異面具老大的團』。在與馬爾斯對戰時以國家任務優先為理由掩護尤諾離開，但尤諾選擇回來幫忙並稱幫助同伴為優先。最終認同亞斯塔跟尤諾的能力，為自己的想法感到羞恥，跟兩人道歉。之後也很關心亞斯塔。
是金色黎明中最先對尤諾伸出友誼之手的團員之一，另外也是少數願意站在諾艾兒這邊的貴族。
王選騎士選拔K組（拉克、布里）。在王選騎士選拔看到拉克進步的幅度有點吃驚，但隨後也展現經訓練過的成果擊敗對手。本想利用複合魔法來打倒水色幻鹿團長的小組，卻被其反彈魔法落敗。王選騎士選拔合格。
在里希特收集魔石完成，並讓精靈轉生時，成為轉生者之一。後來被阿斯塔、尤诺打敗。
- 魔屬性：鋼

- 鋼創成魔法

鋼城鎧壁
旋貫之激槍
- 鋼魔法（はがねまほう）

旋貫之烈槍（せんかんのれっそう）
- 複合魔法（ふくごうまほう）

神鳴之矢（かみなりのや）
玻璃之機動城塞
▲西連・提姆（Shirren Tium，聲：赤坂柾之（日本）；宋昱璁（台灣））
一等中級魔法騎士。因為魔法的便利性而加入王選騎士團。在里希特收集魔石完成，並讓精靈轉生。為轉生者之一。被突然襲擊金色黎明團基地的漆黑的三極性的澤農攻擊重傷致死
- 魔屬性：岩石

- 岩石創成魔法（がんせきそうせいまほう）

敘述世界的模型岩（せかいをかたるもけいいわ）
▲哈蒙・卡賽烏斯（Hamon Caseus，聲：鳥海浩輔（日本）；陳彥鈞（台灣））
【20歲／170cm／4月21日／O型／喜歡的東西：奶酪火鍋、生火腿哈密瓜、美術品鑑賞】
二等中級魔法騎士。愛吃，恰米被食物吸引時而分享給她。王選騎士選拔E組（費蘭爾、利奧波德）。輸給了蘭吉爾斯的隊伍。在里希特收集魔石完成，並讓精靈轉生時，成為轉生者之一。後來被阿斯塔、尤诺打敗。被突然襲擊金色黎明團基地的漆黑的三極性的澤農攻擊重傷致死
- 魔屬性：玻璃

- 玻璃創成魔法

玻璃之花（ヴェールフルール）
玻璃之劍（ヴェールエペ）
- 玻璃魔法

探知玻璃片（ヴェールデテクション）
- 複合魔法（ふくごうまほう）

玻璃之機動城塞
▲蕾托尔·贝克蕾尔（聲：绫濑有（日本））
转生者之一。草绿色头发，带无框透明眼镜的女性。与其他转生者一起迎接被转生的蘭吉爾斯回归。
- 魔屬性：罗盘

- 罗盘魔法

任性的逆针
能够改变对手魔法攻击的方向。
不顺的指针
用指针攻击，追踪指向的目标，不受分身的影响。
狂乱罗盘针乱世界
制造一个强制扰乱对手魔法操控的封闭空间，然而自己的魔法不受影响。
▲达彼得·斯沃罗（聲：佐原诚（日本））
转生者之一。男性，黄发蓝瞳。一开始疑惑为何身穿与人类王族相似的服饰。与其他转生者一起迎接被转生的蘭吉爾斯回归。
- 魔屬性：骰子（骰出来的点越大，就越会出现对其情况有利的效果）

?
转生者之一。男性。在四叶草城城门与「翠绿螳螂」团长杰克战斗，有着强大防御力但被转变镰刀属性的杰克团长打败。
- 魔屬性：刚玉

- 刚玉魔法

不屈的宝铠
?
转生者之一。男性。在西尔法宅邸内对「银翼大鹫」的团长诺杰尔与诺艾儿攻击，但被诺杰尔打败。
- 魔屬性：藤蔓

#### ⑶紅蓮獅子王
【  の   ，Crimson Lion Squad】
▲費根里昂・凡米里歐（Fuegoleon Vermillion，聲：小西克幸（日本）；孟慶府（台灣））
【30歲／188cm／8月5日／A型／喜歡的東西：有上進心的人、在大浴場悠哉悠哉的泡澡】
「紅蓮獅子王」前團長。性格诚实刚毅，深受人民信赖的大魔法骑士。王族「凡米里歐」家族长子，利奥波德的哥哥，梅列欧蕾奥娜的弟弟，米莫萨的堂哥。在王都袭击時對諾艾兒說過「引以為恥的並不是身為弱者，而是甘為弱者」來振奮她。在王都袭击中，被里希特設下的陷阱擊敗且失去右臂，治癒後呈昏迷狀態（33话）。
171話，在利奧波德面臨危險一刻，天上突然落下一道光使之蘇醒過來，還用火焰形成代替失去的右臂，右臂上還出現火精靈——火蜥蜴（サラマンダー），以红莲狮子王团长身份挺身對抗被轉生的副團長。由於火精靈選擇了費根里昂作為新的主人，精靈的魔力和生命力流進了費根里昂的身體使之得以完全康復，成功打敗了並制服被轉生的副團長。之后被团员们告知现在自己已经是前任团长，现在的团长是自己的姐姐梅列欧雷奥娜。
由火精靈告知王都感受到非人類的魔力，並回想起當初襲擊自己的人即里希特和威廉是同一个人的真相。
和姐姐一起来到王都城堡前与「黑色暴牛」汇合，接着和阿斯塔、诺艾儿、诺杰尔，加上米莫萨六人结队，先行进入「影之王宫」准备与精灵展开最终决战。
在影之皇宫对上有着“王国之盾”称号，被转生的紫苑虎鲸新任团长凱薩・格蘭波爾卡。
- 魔屬性：炎→精靈-炎

- 炎魔法（ほのおまほう）

小太陽光芒（ソル・リーネア）
- 炎創成魔法

大火炎獅子的咆哮（レオ・ルゼーナス）
螺旋火柱（イグニス・コルムナ）
- 炎拘束魔法

火炎獅子之掌（レオ・パルマ）
- 炎精靈魔法（ほのおせいれいまほう）

火蜥蜴的吐息
▲利奧波德・凡米里歐（Leopold Vermillion，聲：KENN（日本）；歐祖豪（台灣））
【16歲／164cm／8月13日／O型／喜歡的東西：有趣的人、哥哥】
王族「凡米里歐」家族的一員，二等中級魔法騎士。梅列欧蕾奥娜和費根里昂的弟弟，米莫萨的堂哥。崇拜仰慕着自己的哥哥。在费根里昂团长昏迷以后自发在自己的额头烙上和哥哥一样的标志，发誓总有一天超越兄长，甚至当上魔法帝。王国袭击篇以后和阿斯塔意志相投。被梅列歐雷奧娜抓去溫泉合宿。
王選騎士選拔E組（費蘭爾、哈蒙）。輸給了蘭吉爾斯的隊伍。
在「红莲狮子王」本部，与其他团里上级魔导士一起对抗被转生的兰德尔副团长。但因敌人散发强大的魔力空间，不能正常的施展魔法，但仍然独立坚持战斗。虽然开始逐渐掌握诀窍时，但是还是因不习惯的作战方式而消耗太多的体力而停下，期间被其他团员保护，并被承认是「红莲狮子王」团未来的领导者。之后感受到天上一股不可思议的魔力落入骑士团本部以为是增援，接着与其他团员一起见证费根里昂复活过来。看到兄长取得胜利后，仍然认定自己终有一天一定会超越他。
- 魔屬性：炎

- 炎魔法（ほのおまほう）

螺旋炎（らせんほむら）
爆亂焰（ばくらんほむら）
深炎螺旋炎
- 魔力領域

- 炎魔法（ほのおまほう）

螺旋炎（らせんほむら）
- 真炎魔法

紅蓮噴火
▲梅列歐雷奧娜・凡米里歐（Meleoleona Vermillion，聲：皆川純子（日本））
【32歲／178cm／7月26日／O型／喜歡的東西：在溫泉裡喝酒（温泉で酒を呑むこと）、野獵料理（ジビエ料理）】
王族「凡米里歐」家族的一員，目前是紅蓮獅子王的新任團長，費根里昂及利奧波德的姐姐，米莫萨的堂姐。對戰爭和政治毫無興趣，從不出現於表面舞台的幕後強者，就連夜見都會敬上三分，以前也鍛鍊過他，被他稱「列歐大姐」。在戰場上從未戰敗的強者。因此被稱為「無冕不敗的女獅子」。
脾氣比利奧波德還火爆，對於此屆騎士團的成績（第五，以往的排名只拿過第一或第二名）相當不滿意而當著所有團員面前揍了利奧波德並大聲自責。因為對政治毫無興趣，所以最初也沒接下紅蓮獅子王團長的職務，為此和弟弟費根里昂翻臉，姊弟之間展開幾乎掀翻家園旁森林和自家庭院的對戰。在姊弟經此一戰後，梅列歐雷奧娜旋即離家，去獨自修練。這場打鬥，被家族成員稱為「焚燒的週二」。
什麼也不說的，把看見的阿斯塔、尤諾、夜見、夏洛特、諾艾兒帶到強魔地帶─尤魯提姆火山『泡溫泉』。知道諾艾兒母親的事情，所以對諾艾兒非常愛護，是目前貴族中除了魔法帝和少數知道詳情的人當中少數挺身站在諾艾兒這邊的強者。勉勵諾艾兒要超越其母，做給看不起她的兄姊看看。
由於長期在野外鍛鍊，魔力皮膚已修煉致極限並打破框架，能吸收空氣中的魔力，並直接使用，能直接用拳頭瓦解任何屬性魔法。
被任命為王選騎士團長，迅速找到白夜魔眼的巢穴並對上萊亞。
精靈族復甦後，把阿斯塔與佐拉丟開自己身邊，獨自一人對上五名精靈。在魔力耗尽，站着动不了时被及時趕來的阿斯塔和佐拉給救起。
与佐拉一起逃出魔宫基地，硬朗地昏迷着。目前與其餘王選騎士團共同前往王都。虽然伤已经接受了魔导具治疗仍沉睡，过了一天后就可以起身和战斗。和弟弟费根里昂一起来到王都城堡前与「黑色暴牛」汇合，接着和阿斯塔、诺艾儿、诺杰尔，加上米莫萨六人结队，先行进入「影之王宫」准备与精灵展开最终决战。
在影之皇宫对上“复活”后的精灵族维特。由于双方都是体术的高手，因此战斗过程非常激烈。并让梅列欧雷奥娜认为在年纪比她小的人中，维特是最强的一个。
- 魔屬性：炎

- 炎魔法（ほのおまほう）

灼熱腕（カリドゥス・ブラキウム）
只是單純將巨大的魔力纏繞在手上，簡單且超強力的，燒盡萬物的魔法。
業火的化身
將魔力纏繞在身上，仿佛自身變為了魔力一般，提升身體能力。
- 魔力領域

灼熱腕 連擊（カリドゥス・ブラキウム　れんげき）
在魔力領域內，以對象為中心，全方位對其使用灼熱腕
- 魔力領域 全開

- 炎魔法（ほのおまほう）

灼熱腕 煉獄（カリドゥス・ブラキウム　れんごく）
在魔力領域內，傾瀉全魔力，將領域變為藍色的烈焰（灼熱腕），融化一切。
灼熱腕 煉獄.深淵
在魔力領域內，釋放一連串的拳頭連打，用火焰吞沒對象。
▲法爾蒂・古力斯（Forte Gris，聲：露崎亘（日本））
王選騎士選拔A組（瑞克、柯帝斯），對上阿斯塔的B組，四級中等魔法騎士。
动画版增加加入一起对抗兰德尔的四位上级魔导士之列，最终被兰德尔的「爆裂空波掌」打败。
- 魔屬性：炎

- 炎魔法（ほのおまほう）

爆裂投槍（バーストジャベリン）
▲本・班凡克（Ben Benfunk，聲：宫本淳（日本））
四等上級魔法騎士。
王選騎士選拔被尤諾組秒殺，不過還是被選為騎士團之一。
在里希特收集魔石完成，並讓精靈轉生時，成為轉生者之一。
- 魔屬性：銅

- 銅魔法（あかがねまほう）

紅閃重錘（レッドシャインメイス）
▲盧本・夏戈（Ruben Chagar，聲：露崎亘（日本））
在里希特收集魔石完成，並讓精靈轉生時，成為轉生者之一。
- 魔屬性：砂岩

- 砂岩魔法（さがんまほう）

剛柔變成禁獄（ごうじゅうへんせいきんごく）
- 複合魔法（ふくごうまほう）

魔調的五重奏（エレメンタル・クインテット）
▲兰德尔·卢弗特艾尔（聲：伊藤健太郎（日本））
「紅蓮獅子王」副團長。额头有一道伤痕，褐色长发男子。以前会帮助利奥波德注入空气让他的火焰燃烧得更厉害。
轉生者之一。在「紅蓮獅子王」騎士團本部引發騷亂，打倒了眾多上级魔导士。使用類似中國氣功的體術。因為被轉生的關系，空氣魔法更進一步成為大氣魔法。现已被得到火精灵加护的费根里昂团长击败制服。
- 魔屬性：空氣、大氣（被轉生後）

- 空氣魔法

能通過蹬踏空氣在空中自由行動，並用肉眼不可見的空氣塊攻擊。
爆裂空波掌
碎破空壓彈
- 大氣魔法

遮断空壁
碎破空壓彈
▲加雷斯（聲：松田健一郎（日本））
王選騎士(H組)選拔落選。
- 魔屬性：钢

钢铁炮弹
?
- 魔屬性：水

?
- 魔屬性：风

ロッケソ（聲：室元气（日本））
- 魔屬性：岩

坚硬石锁
最终被兰德尔的「碎破空压弹」打败。
以上四位上級魔導士和利奧波德一起在「紅蓮獅子王」本部對抗被轉生的蘭德爾副團長。虽然一一不敌，但坚持保护了利奥波德。

#### ⑷銀翼大鷲
【  の  ，Silver Eagle Squad】
由西爾法（另譯：席爾法）家族領軍，主要成員都是諾艾兒的親人。
▲諾傑爾・西爾法（Nozel Silva，另譯：諾賽爾・席爾法）　聲：鳥海浩輔（日本）；陳彥鈞（台灣）
【29歲／177cm／12月30日／B型／喜歡的東西：秩序、烤鴨】
「銀翼大鷲」團長，為王族「西爾法」家族的長男，也是諾艾兒的大哥，米莫萨的表哥。魔法是通过缜密的魔法控制施展出变幻自在，攻防一体兼具灵巧的水银魔法，是西尔法四兄弟姐妹里面唯一继承母亲钢铁特性的。為人傲慢，看不起平民，更看不起不會魔法的阿斯塔（在和三魔眼作戰後改觀）。
與「紅蓮獅子王」團長費根里昂是從小長大的亦敵亦友，看到費根里昂受傷昏迷感到十分憤怒。在三魔眼現身後出現，協助夜见對付三魔眼的「憎惡」法娜。
表面上 雖然看不起諾艾兒，但其實是怕妹妹上戰場後像母親一樣死去（諾艾兒與母親幾乎長的一樣），故意說些難聽的話讓妹妹遠離戰場，而且母親真正的死因是因為惡魔的詛咒（不能說出來）。
隨著諾艾兒逐漸的進步，也慢慢地改變其看法，開始稍微關心諾艾兒。在諾艾兒被那不長進的弟弟索利多當眾嘲衊時，是冷眼瞪著索利多，示意後者住口，不過索利多似乎沒看到。
國王任命而加入王選騎士團。和安・林加德一起逃出魔宮基地。借出恢復用魔導具给阿斯塔和尤诺、米莫薩治療。後取得與其他團通訊得知魔法騎士們因為轉生魔法突然暴動，到處引發破壞，代替昏迷的梅列欧雷奥娜作为团长，下令必須拯救三葉草王國。經過阿斯塔與尤諾所成長的村子且被襲擊，本來打算優先保卫王都，隨即命令兩人盡快解決敵人然後趕去王都。諾艾兒想一同幫忙但被諾傑爾阻擋，以王族為由要她與他一同守卫王城。然后與諾艾兒与其餘王選騎士團成员一起前往王都。赶在白夜魔眼基地前赶到了王城，接着在四叶草城城门见到夜见一行人。汇合之后一起进入城内，分开三组后与诺艾儿、佐拉一组前往西尔法家。在宅邸内找到了最强的精灵，从敌人手里救下弟弟索利多。之后与精灵族展开战斗，但在敌人施展“狂乱罗盘针乱世界”魔法影响下，无法逃走也变得难以控制魔法，在敌人的攻击下于是请求诺艾儿一起并肩作战。在竭尽全力，却也只能进行着极近距离范围内的简单操作的状况下只能防御，但在诺艾儿故意引发“魔力暴走”——使整个魔法空间充满水，让敌人不得不解除魔法露出空隙，在一瞬间内恢复魔力操控成功重创了敌人。但是之后被振作的敌人偷袭刺伤了而倒地。在诺艾儿觉醒新魔法后，目睹其快速移动的身姿与母亲亚希艾“战场舞姬”的表现简直一模一样。
176话坦白以前厌恶诺艾儿是因为害怕与母亲相似的身姿会再次消失，故意疏远排挤诺艾儿从而让她远离战场，不过因为诺艾儿变强了而表示道歉。(妹控)
178话被佐拉的话语刺激下重新站起，通过魔力填补伤势，加强身体机能。然后与诺艾儿配合，利用设置好的反击陷阱成功反击了精灵们。
190话治疗结束后，现与回归的梅列欧雷奥娜和费根里昂团长，妹妹诺艾儿和阿斯塔，加上米莫萨六人先行进入「影之王宫」准备与精灵展开最终决战。
恶魔出现后，与夜见分开行动。在阿斯塔与尤诺被陷入绝望而“黑化”的帕特利阻拦时出手相救，以王族的强大实力成功打败了黑化后的帕特利并制服，一雪耻辱并表示能成为魔法帝的是自己。本来打算直接杀死他，但尤诺想让阿斯塔利用灭魔之剑解除他身上的转生魔法，但最终结果是帕特利恢复了理性。
- 魔屬性：水銀

- 水銀魔法

銀之雨
銀之槍
銀之劍
銀之彈
白銀煌王槍
- 水銀創成魔法

刑戮的銀星
- 魔导具： 区域的小房间

能大幅度提高身体自然恢复力。仅限部分王族所有的上级魔导具。消耗品。
▲內布拉・西爾法（Nebra Silva，聲：逢澤由理香（日本）；錢欣郁（台灣））
【24歲／170cm／10月23日／型／喜歡的東西：炒豬肉、捉弄人】
為王族「西爾法」家族的長女，也是諾艾兒的姐姐，米莫萨的表姐，三等上級魔法騎士。
精灵转生者在王都引发骚乱时，被入侵到西尔法宅邸的「金色黎明」团转生者刺伤。
- 魔屬性：霧

- 霧魔法

霧現分身（むげんぶんしん）
迷惑的雾林
霧幻泡影
- 霧拘束魔法

霧蜘蛛之縛絲（きりぐものばくし）
▲索利多・西爾法（Solid Silva，聲：山本匠馬、小若和郁那（幼年）（日本）；歐祖豪（台灣））
【18歲／169cm／2月26日／B型／喜歡的東西：烤羊排、說諷刺話】
為王族「西爾法」家族的二男，也是諾艾兒的二哥，米莫萨的表哥，三等中級魔法騎士。王選騎士選拔O組（亞利特克拉、德米托利）王選騎士選拔前不斷對旁人嘲衊諾艾兒，但最終被諾艾兒擊敗，顏面盡失。
精灵族转生者在王都引发骚乱时，正在家里养病。被「金色黎明」团转生者闯入宅邸，看见内布拉被刺伤后察觉城外传来更加异乎寻常的魔力。在敌人魔法干扰下，自身的攻击打不中而陷入危机被及时赶到的诺杰尔和诺艾儿拯救。
在诺艾儿临出发去「影之王宫」前，承认了诺艾儿的实力并让她以王族西尔法家族的身份去战斗。
- 魔屬性：水

- 水拘束魔法

海蛇之卷縛（かいじゃのかんばく）
- 水創成魔法

聖水之凶彈（せいすいのきょうだん）
斬渦之海蛇（ざんかのかいじゃ）
大海蛇的激吼
▲卡斯塔・沃倫（Curtis Warren）
三級上等魔法騎士。
王選騎士選拔A組（瑞克、伏迪），對上阿斯塔的B組，敗。
- 魔屬性：石

- 石魔法（いしまほう）

磐石長弓（ストロングボウ）
巨石要塞（ロック フォートレス）
▲羅布・溫特斯（Rob Vitesse）
二等上級魔法騎士。被稱為全團第一機動力的風魔導士。
王選騎士選拔L組，敗於K組。
- 魔屬性：風

▲尼爾斯・拉古斯（Nils Ragus，聲：室元气（日本））
王選騎士團之一，轉生者之一。
四等上級魔法騎士。
- 魔屬性：冰

?
轉生者之一。留胡子的男性。侵入魔法骑士团总部地下牢房，但被雷布奇，格尔多二人制服，已被锁链魔法抓住。
- 魔屬性：水

#### ⑸碧之野薔薇
【 の   ，Blue Rose Squad】
一個由多數女性組成的軍團，曾經想邀諾艾兒入團，但是被後者的親人阻撓，遂而做罷。男性團員都是跑腿的，另外其團長夏洛特也曾想要尤諾入團，但尤諾直接選擇金色黎明團而沒有成功。
▲夏洛特・洛絲蕾（Charlotte Roselei，聲：小林優（日本）；錢欣郁（台灣））
【27歲／171cm／9月8日／A型／喜歡的東西：私宅中庭院的清靜時間、夜見（他除外的男人，幾乎都討厭）】
「碧之野薔薇」的團長，是個美人。個性傲嬌，有個妹妹（义妹）。善长中距离攻击，既可使用荊棘魔法攻擊對手，也可用來防禦。协助夜见对付“三魔眼”的莱亚。虽然身中诅咒，却反过来利用诅咒之力当上一团之长。少数被夜见认可的人。
喜歡夜見，但顧慮到團員，所以不敢表白。儿时受到了诅咒，荆棘魔法的蔷薇变成了蓝色。18歲時因詛咒发动，遇见夜见被其所救。虽然当时解开了诅咒，但是诅咒仍然持续（蓝色的蔷薇）。
酒量極差。被夜见称呼「刺刺面瘫女王」或「刺刺面瘫」。被梅列歐雷奧娜抓去溫泉合宿。
為轉生者之一。因为体内的精灵的缘故，诅咒对魔法的影响消失（变成深红野蔷薇），得以展示原本的荆棘魔法。221話向團員吐露對夜見的心意。
- 魔屬性：荊棘

- 荊棘創成魔法

軀狩的荊棘樹（くがりのおどろじゅ）
創造荊棘，捕捉纏繞對手，形成荊棘之樹
四肢裂きの棘槍
绯威的丽战枪
- 改荊棘魔法

碧薔薇的樂園
在地上創造出兩層同心圓魔言術式，從術式中生成出大量的碧薔薇蔓延地面、長滿牆壁，捕捉觸碰到的敵人。如果敵人有詛咒之力，則會對其削弱並吸收，從而增強自身。
- 真荊棘魔法

荊棘女王
通過魔言術式創造出真正的紅與碧薔薇，組成荊棘製成的禮裙、王冠與鞭子。可以同時操控自己原本的魔力（紅薔薇）與詛咒之力（碧薔薇）。
▲索爾・瑪隆（Sol Marron，聲：書上春菜（日本）；連婉鈞（台灣））
【18歲／180cm／5月13日／B型／喜歡的東西：土的感覺（土の感触）、夏洛特】
夏洛特的妹妹（自称），黑色皮肤，身材性感，姐控，三等中級魔法騎士。以前在出身的城镇被盗贼袭击时被夏洛特所救，受起影响才加入的魔法骑士团。因为被袭击时被男性朋友见死不救，所以讨厌着男人，也不允许其他男人接近姐姐大人（魔法帝是少数可以认可接受的男人）。个性粗枝大叶，与男性竞争时不服输，对手是女性则不感兴趣。為了姊姊大人而自願跟去溫泉合宿。被夜见称作“任性丫头”。
王選騎士選拔C組（馬古納、基爾斯）。敗給了亞斯塔的隊伍。在王都遇上和被转生的夏洛特团长战斗中的夜见，试图阻止姐姐大人但因高浓度的魔力空间而失败。在被夜见吩咐藏好魔法帝遗体到安全的地方去（实际不知道黑球里面是什么）后听从夜见指挥，与其他骑士团成员汇合一起救助国民。后被尤诺带到王都城堡会合的一员。
- 魔屬性：土

- 土創成魔法

發狂地母神（あばれじぼしん）
- 土魔法（つちまほう）

土壁橫斷（どへきおうだん）
土塊封鎖（どかいふうじ）
▲布里・安潔爾（Puli Angel，聲：小若和郁那（日本））
四等上級魔法騎士。個性超開朗。
王選騎士選拔K組（拉克、克勞斯）。本想利用複合魔法來打倒水色幻鹿團長的小組，卻被其反彈魔法落敗。王選騎士選拔合格。在里希特收集魔石完成，並讓精靈轉生時，成為轉生者之一。
- 魔屬性：翼

- 翼魔法（つばさまほう）

天使的振翅（エンジェルフラッピング）
天使的魔翼 贈送（エンジェルウイング　ギフト）
- 複合魔法（ふくごうまほう）

神鳴之矢（かみなりのや）
魔調的五重奏（エレメンタル・クインテット）
▲丽萨卡・昂黛爾（聲：小若和郁那（日本））
轉生者之一。外表為盤起髮髻的女性。在黑卡依洛小鎮引發騷動的三人之一。現已被阿斯塔解放。
- 魔屬性：水
水魔法

洶湧浪潮

#### ⑹翠綠螳螂團
【  の  ，Green Praying Squad】
都是由平民组成的骑士团。
▲開膛手・傑克（Jack the Ripper，聲：浪川大輔（日本）；陳彥鈞（台灣））
【28歲／197cm／6月1日／O型／喜歡的東西：在酒吧喝醉後纏人絮絮叨叨、享受撕裂的快感】
「翠綠螳螂」的團長，脸上一道长红色伤疤的短发瘦削身材男子。平民出身，綽號「開膛手傑克」，主武器為類似螳螂前臂的長彎刀。笑声是“咔咔咔咔”。喜歡虐待敵人。
與夜見不合，連最輕微的吵架都可以將小山丘鏟平。協助夜見對付三魔眼中的「絕望」貝多，當然免不了與夜見鬥嘴一下。称呼夜见“肌肉笨蛋”，被夜见称作“瘦长奇男子/个儿”、“天才变态”。
精灵转生者在王都引发骚乱时，出现在四叶草城城门，声称寻找值得斩断的对手。与「黑色暴牛」团长夜见一起与转生者战斗并取胜。之后与赶到的王选骑士团汇合一起进入城内，与夜见、费兰尔一组前往救援国王所在。解决了城外的转生者后与夜见、费兰尔来到王座大厅与拉特利展开战斗。战斗结果最终由费兰尔一拳把进入忘我状态，无防备的拉特利击倒昏厥。
之后与夜见一起进入「影之王宫」去追里希特一行。现与诺艾儿汇合，一起对战着精灵法娜。
- 魔屬性：裂斷（其魔法性质本身会通过其天性的直觉，仅仅遵从其「想要斩断」的欲求而变化，那甚至能转变为与特异的空间魔法相等的性质，即斩断空间。）

- 裂斷魔法（れつだんまほう）

死亡鐮刀（デスサイズ）
能够在交锋中配合敌人的魔法改变镰刀的性质并令其愈加锋利。斩速还会愈来愈快。
死亡鐮刀・狂斩
- 强化魔法

脚力上升
▲賽凱・布隆薩薩（Sekke Bronzazza，聲：逢坂良太（日本）；宋昱璁（台灣））
【16歲／175cm／4月22日／B型／喜歡的東西：帥氣的氣氛、稍微賭賭博】
一等上級魔法騎士。魔法騎士團考試看中阿斯塔最弱而耍詐的魔道士，招牌口頭禪是自己特殊的笑聲「噗哈」。卻不料在一對一時被阿斯塔擊敗。事後不滿自己僅加入翠綠螳螂而試圖暗算阿斯塔，被尤諾警告。後面出現大多以搞笑類型出現。輸給亞斯塔後，總被亞斯塔、諾艾兒戲稱為「噗哈」，但自己似乎不是很喜歡這個綽號。
王選騎士選拔G組（蘭吉爾斯、芙拉吉爾）。對上費蘭爾的隊伍，中了他的新魔法傳送到正在上廁所的夜見。 因為蘭吉爾斯的原因而先行與亞斯塔組對決，雙方平手。
轉生篇後誤打誤撞受到國王的重視，成為國王的隨從，甚至成了一等上級魔法騎士，與副團長們同級。
- 魔屬性：青銅

- 青銅詛咒魔法

銅泥之毒蜥蜴（セッケポイズンリザード）
- 青銅創成魔法

青銅的防護魔砲球（セッケマグナムキャノンボール）
青銅的流星魔車輪（セッケシューティングスター）
▲威利
王選騎士選拔D組。
- 魔屬性：泥

- 泥拘束魔法

閃耀沼澤
▲安・林加德（En Ringard，聲：日野聪（日本））
【24歲／176cm／9月3日／O型／喜歡的東西：蘑菇燴飯（キノコのリゾット）、弟弟妹妹】
四等上級魔法騎士。
王選騎士選拔P組（尤諾、諾艾兒）。在王選騎士選拔以「竊聽蘑菇」將索利多嘲衊諾艾兒之事告訴諾艾兒。由於自己有十個弟妹，而他是大哥，必須要有保護弟妹、為其挺身而出的勇氣。所以對索利多的作法頗不以為然，認為索利多根本就沒有一個可以稱之為哥哥的身分，因此讓諾艾兒終於覺醒，最後擊敗二哥索利多。王選騎士選拔合格。
- 魔屬性：菌

- 菌魔法

跑跑蘑菇
傳導蘑菇
竊聽蘑菇
加重蘑菇

#### ⑺水色幻鹿
【  の  ，Misty Blue Deer Squad】
▲利爾・玻瓦莫提耶（Rill Boismortier，聲：花江夏樹（日本））
【19歲／163cm／3月16日／AB型／喜歡的東西：繪畫、瓦爾特的華夫餅茶】
「水色幻鹿」的團長同樣也是最年輕的騎士團長。大魔法騎士。性格開朗。認為阿斯塔很厲害，開口希望成為他的朋友。有錢人家少爺，附有管家跟隨。想像力、創造力無限，曾因魔導書及龐大魔力導致爆發，被管家阻止。
戴著滑稽的大叔面具並以「X」之名參加王選騎士選拔，之後現出真身，眾選手一度因團長是否可參加選拔一事而訝異。王選騎士選拔I組（尼爾斯、盧本）。在比賽一開始輕易中了J組的人的魔法，之後在面臨對方火與冰魔法的雙重夾攻下以「炎與冰的雙嵐」（對方弱點屬性）輕鬆化解對方的攻勢，從而幫助队友贏得勝利。
與尤諾的比賽中使出了全力硬碰硬，最後因自身魔力的關係，破壞掉了己方的魔水晶落敗。在里希特收集魔石完成，並讓精靈轉生時，成為轉生者之一。
- 魔屬性：繪畫（能再現所有屬性）

- 繪圖魔法（かいがまほう）

束縛之泉
用各種顏料將對象困在畫中
炎與冰的雙嵐（ほのおとみずのドゥータンペット）
冰與火屬性的二重攻擊
神之嬉鬧（かみのたわむれ）
將對手的遠程雷屬性或風屬性攻擊原樣彈回
幻龍維維爾的咆哮
用所有顏料畫出的幻龍維維爾發射的巨型光束
四頭的林德蟲
地底巨人的鐵腕
- 複合魔法（ふくごうまほう）

魔調的五重奏（エレメンタル・クインテット）
育熱之冰的侵略
展開魔言術式，生成大量的冰，將目標冰封
陸上浪濤
生成一群土偶與大地的波浪，將對象淹沒在泥土之中
海妖的嬉戲
生成一群由水構成的美人魚，將對象浸沒在水中
黃昏的瓦爾哈拉
生成一座巨型宮殿，從中飛出眾多女武神進行戰鬥，並在幾分鐘內增強友方的魔力，即使受到致命傷也暫時不會死去。
瓦爾哈拉之主
生成一個巨型神靈，能夠操控暴風與雷電進行攻擊。
▲芙拉吉爾・托爾梅塔（Fragri Tormenta，聲：内田彩（日本））
【20歲／162cm／2月21日／A型／喜歡的東西：檸檬果子露、真誠的人】
三等中級魔法騎士。
王選騎士選拔G組（蘭吉爾斯、賽凱）。因為蘭吉爾斯的原因而先行與亞斯塔組對決，雙方平手。在里希特收集魔石完成，並讓精靈轉生時，成為轉生者之一。
- 魔屬性：雪

- 雪魔法（ゆきまほう）

幻雪的庭院（げんせつのはこにわ）
- 複合魔法（ふくごうまほう）

魔調的五重奏（エレメンタル・クインテット）
?
转生者之一。男性。阿斯塔一伙在王都城堡战斗后吃饭途中，从王都方向来的两个转生者之一，被梅列欧雷奥娜打败。
- 魔屬性：岩

#### ⑻珊瑚孔雀
【  の  ，Coral Peacock Squad】
▲桃樂絲・安茲華斯（Dorothy Unsworth，聲：伊濑茉莉也（日本））
【27歲／145cm／3月21日／O型／喜歡的東西：色彩斑斓的东西、马卡龙】
珊瑚孔雀的團長，是個在打瞌睡的偷懶團長。來自魔女之森。
常引發夜見的吐槽，因此被夏洛特誤會喜歡此類無防備的女人。
183话证实转生者之一，「賽飛拉之眾」十位精靈之一，也是第一次醒过来和展现她的魔法。
事实上本人是一个童颜属性，但实际上已经27岁，性格相當活潑開朗的人。
185話藉由恰咪的綿花、凡妮莎的線制造的人偶，以及瑪格那產生的阳炎爆風令其模糊不清的所形成的“假象”，逼使幻惑之界創造出桃樂絲本人的靈魂意識，並與精灵的意识发生短暫交戰。消失前拜托「黑色暴牛」的成员夺回自己的身体后退场。222話告知諾艾兒的母親是被惡魔詛咒而死。
- 魔屬性：梦

幻惑之界
将指定的对象带进自己的梦境空间。就连命运魔法也无法回避。
一个随意识想象实现，一切皆有可能奇妙空间。①施术者在其中不管什么属性的魔法都能使出（使用过藤蔓、水、岩石、冰、炎、水、防御、影等多种属性）以及生成奇怪的生物（貘和刀刃之鱼等）②创造出来的一切都按照施术者的印象原原本本创造出来，连构造也一样所以通用现实的道理③已发生过的事情与现象和被转移进来的人所使出的魔法本身都无法按照施术者的意愿而变④身处「幻惑之界」的人会渐渐地变得困意难消，并且睡着的人再也醒不过来。
最大的缺陷：一旦浮现在脑海里的东西，要想有意识地消除，一般来说很困难。
被莎莉评价作为单人施放的魔法而言是规模最大的。
▲基爾斯・凡米里歐（Kirsch Vermillion，聲：浪川大輔（日本））
【20歲／182cm／4月24日／O型／喜歡的東西：蔬菜法式醬糜（野菜のテリーヌ）、美麗的東西（美しいもの）】
一等上級魔法騎士，珊瑚孔雀的副團長。身兼代理團長，經常代替沈睡（偷懶）的團長處理實務。
王族「凡米里歐」家族的一員，米莫薩的哥哥，被米莫薩評斷為自戀，諾艾兒則解釋如果只用一個字形容就是「嘔」。外表閃亮、臉皮超厚的自戀狂，三句不離「美」字。米莫萨主要的毒舌对象。對於自己不喜歡的人會很毒舌，尤其是阿斯塔，認為無魔力的他是個不美的存在。
王選騎士選拔C組（索爾、馬古納）。雖然整體給人的感覺不是很好，但是有很好的洞察力能有效指揮。本來與隊友合作不錯，但是被阿斯塔打亂了自己自戀的想法，自己一人衝上前攻擊結果落入陷阱，被亞斯塔打倒而昏迷一下，被索爾給打醒，但還是輸給了亞斯塔的隊伍。
入选王选骑士团后剪了短发。与诺艾儿、拉克、安、本一组入侵白夜魔眼的巢穴。被精灵化的拉克袭击，变得伤痕累累。逃离后伤被治好。
回到王都后，与米莫萨和安一起进入凡米里欧宅邸，救援人员和施魔法困住精灵。精灵族突破魔法后，嘱咐妹妹米莫萨与团长们一起出发「影之王宫」，然后留下来支援「黑色暴牛」与精灵的战斗。
- 魔屬性：櫻

- 櫻魔法（さくらまほう）

魔櫻的猛花吹雪（まおうのもうはなふぶき）
那由多美刃櫻舞（なゆたびじんおうぶ）
我美麗的分身
▲利克・科内爾（Rick Cornell）
三級中等魔法騎士。留着蘑菇头和八字胡。
王選騎士選拔A組（伏迪、科帝斯），對上阿斯塔的B組，敗。
- 魔屬性：水晶

- 水晶魔法

水晶望遠鏡
▲德米托利・布里托（Dmitri Brint）
王選騎士選拔O組（山德勒、索利多）
- 魔屬性：炎

- 炎魔法（ほのおまほう）

連鎖爆炎（コンボイラブション）
▲普罗托柏・科里纳（聲：松田健一郎）
轉生者之一。外表肥胖的男性。在黑卡依洛小鎮引發騷動的三人之一。現已被阿斯塔解放。
- 魔屬性：土
土魔法（つちまほう）

陣地牆
隆起地面
?
转生者之一。阿斯塔一伙在王都城堡战斗后吃饭途中，从王都方向来的两个转生者之一，被费根里昂打败。
- 魔屬性：藤蔓

#### ⑼紫苑虎鯨
【  の ，Purple Orcas Squad】
▲格爾多・波伊索特（Gueldre Poizot）
因协助白夜魔眼入侵王国被发现已被除名。
- 魔屬性：透過

▲凱薩・格蘭波爾卡（Kaizer Granvorka）　聲：松田健一郎（日本）
紫苑虎鯨的现任團長。星果祭篇首次出场，是一个高大，身形肥胖，头发像翅膀一样两边翘起的老人。已婚。
為三葉草王國第一的防禦魔導士，被譽為「王國最強之盾」。
191話證實為转生者之一，「賽飛拉之眾」十位精靈之一。
- 魔屬性:漩渦（能用自身的魔力來沖走敵人的魔法，使對手的攻擊無效，並能將漩渦擴大來攻擊對手，同時自身的攻擊能沖走對手用來防禦的魔力，甚至連魔力皮膚都無效。）

- 漩渦魔法

螺旋結界
▲札克斯・琉格納（Xerx Lugner，聲：露崎亘（日本））
紫苑虎鯨的副團長，被稱為「麗冰的聖者」，紫苑虎鯨能重新崛起都是靠他的魅力。
在從遠征歸來，要去參加王選騎士團選拔前被佐拉・伊德阿雷攻擊，斗篷也被拿走。佐拉会袭击他的另一个原因似乎是为了帮一位孙女被该骑士团带走的老奶奶出头的缘故。由於他一直待在邊境地帶，所以沒幾人了解，也就沒什麼人能辨別。
為轉生者之一。在黑卡依洛小镇引发骚动的三人之一。现已被阿斯塔解放。
- 魔屬性：冰

- 冰魔法

冰之切片機
▲温斯顿（聲：赤坂柾之（日本））
王选考试选拔开始前炫耀自己的实力强大，但被身为王族的米莫萨反呛这点程度魔力不要造成他人困扰。
王选骑士选拔L组
- 魔屬性：岩

▲阿德里安（聲：赤坂柾之（日本））
王選騎士選拔D組
- 魔屬性：水

- 水創成魔法

古代魚瀧登
▲吉吉特·塔利斯（聲：露崎亘（日本））
轉生者之一。赤红发。被阿斯塔新召喚的劍消除了轉生魔法。被阿斯塔和尤諾带走，和尤諾一組負責解決平界精靈族騷亂。现已带回王都。
- 魔屬性：毒草

- 毒草魔法（どくそうまほう）

佐夫尼爾的執烙園
佐夫尼尔的吐息
佐夫尼尔的指尖

#### 王選騎士團選拔
|  | 十六強賽                                            | 十六強賽                      |                                     |    |  |  |  |  |  |  |  |  | 決賽 | 決賽 |
|  |                                                     |                               |                                     |    |  |  |  |  |  |  |  |  |      |      |
|  |                                                     |                               |                                     |    |  |  |  |  |  |  |  |  |      |      |
|  |                                                     |                               |                                     |    |  |  |  |  |  |  |  |  |      |      |
|  | Ａ組 卡斯塔（）、利克（）、法爾蒂（）               |                               |                                     |    |  |  |  |  |  |  |  |  |      |      |
|  |                                                     |                               |                                     |    |  |  |  |  |  |  |  |  |      |      |
|  | Ｂ組 札克斯（）（佐拉（））、米莫薩（）、亚斯塔（） | 勝                            |                                     |    |  |  |  |  |  |  |  |  |      |      |
|  | Ｂ組 札克斯（）（佐拉（））、米莫薩（）、亚斯塔（） | 勝                            | Ｂ組 札克斯（佐拉）、米莫薩、亚斯塔 | 勝 |  |  |  |  |  |  |  |  |      |      |
|  |                                                     |                               | Ｂ組 札克斯（佐拉）、米莫薩、亚斯塔 | 勝 |  |  |  |  |  |  |  |  |      |      |
|  |                                                     | Ｃ組 基爾斯、索爾、馬古納     |                                     |    |  |  |  |  |  |  |  |  |      |      |
|  | Ｃ組 基爾斯（）、索爾（）、馬古納（）               | 勝                            |                                     |    |  |  |  |  |  |  |  |  |      |      |
|  | Ｃ組 基爾斯（）、索爾（）、馬古納（）               | 勝                            |                                     |    |  |  |  |  |  |  |  |  |      |      |
|  | Ｄ組 塞斯克（）、阿德里安（）、威利（）             |                               |                                     |    |  |  |  |  |  |  |  |  |      |      |
|  | Ｂ組 札克斯（佐拉）、米莫薩、亚斯塔                 | 平局，無法再戰                |                                     |    |  |  |  |  |  |  |  |  |      |      |
|  | Ｂ組 札克斯（佐拉）、米莫薩、亚斯塔                 | 平局，無法再戰                |                                     |    |  |  |  |  |  |  |  |  |      |      |
|  |                                                     | Ｇ組 蘭吉爾斯、芙拉吉爾、賽凱 |                                     |    |  |  |  |  |  |  |  |  |      |      |
|  | Ｅ組 利奧波德（）、哈蒙（）、費蘭爾（）             | 勝                            |                                     |    |  |  |  |  |  |  |  |  |      |      |
|  | Ｅ組 利奧波德（）、哈蒙（）、費蘭爾（）             | 勝                            |                                     |    |  |  |  |  |  |  |  |  |      |      |
|  | Ｆ組 玻爾哈（）、凱爾（）、加斯頓（）               |                               |                                     |    |  |  |  |  |  |  |  |  |      |      |
|  | Ｅ組 利奧波德、哈蒙、費蘭爾                         |                               |                                     |    |  |  |  |  |  |  |  |  |      |      |
|  |                                                     |                               |                                     |    |  |  |  |  |  |  |  |  |      |      |
|  |                                                     | Ｇ組 蘭吉爾斯、芙拉吉爾、賽凱 | 勝                                  |    |  |  |  |  |  |  |  |  |      |      |
|  | Ｇ組 蘭吉爾斯（）、芙拉吉爾（）、賽凱（）           | Ｇ組 蘭吉爾斯、芙拉吉爾、賽凱 | 勝                                  | 勝 |  |  |  |  |  |  |  |  |      |      |
|  | Ｇ組 蘭吉爾斯（）、芙拉吉爾（）、賽凱（）           |                               |                                     | 勝 |  |  |  |  |  |  |  |  |      |      |
|  | Ｈ組 加雷斯（）、赛门（）、梅迪欧（）               |                               |                                     |    |  |  |  |  |  |  |  |  |      |      |
|  | Ｐ組 安、尤諾、諾艾兒                               | 勝                            |                                     |    |  |  |  |  |  |  |  |  |      |      |
|  | Ｐ組 安、尤諾、諾艾兒                               | 勝                            |                                     |    |  |  |  |  |  |  |  |  |      |      |
|  |                                                     |                               |                                     |    |  |  |  |  |  |  |  |  |      |      |
|  | Ｉ組 Ｘ（利爾（））、尼爾斯（）、盧本（）           | 勝                            |                                     |    |  |  |  |  |  |  |  |  |      |      |
|  | Ｉ組 Ｘ（利爾（））、尼爾斯（）、盧本（）           | 勝                            |                                     |    |  |  |  |  |  |  |  |  |      |      |
|  | Ｊ組 罗兰（）、溫斯利（）、尼克斯（）               |                               |                                     |    |  |  |  |  |  |  |  |  |      |      |
|  | Ｉ組 Ｘ（利爾）、尼爾斯、盧本                       | 勝                            |                                     |    |  |  |  |  |  |  |  |  |      |      |
|  | Ｉ組 Ｘ（利爾）、尼爾斯、盧本                       | 勝                            |                                     |    |  |  |  |  |  |  |  |  |      |      |
|  |                                                     | Ｋ組 布里、克勞斯、拉克       |                                     |    |  |  |  |  |  |  |  |  |      |      |
|  | Ｋ組 布里（）、克勞斯（）、拉克（）                 | 勝                            |                                     |    |  |  |  |  |  |  |  |  |      |      |
|  | Ｋ組 布里（）、克勞斯（）、拉克（）                 | 勝                            |                                     |    |  |  |  |  |  |  |  |  |      |      |
|  | Ｌ組 羅布（）、弗朗西斯（）、溫斯頓（）             |                               |                                     |    |  |  |  |  |  |  |  |  |      |      |
|  | Ｉ組 Ｘ（利爾）、尼爾斯、盧本                       |                               |                                     |    |  |  |  |  |  |  |  |  |      |      |
|  |                                                     |                               |                                     |    |  |  |  |  |  |  |  |  |      |      |
|  |                                                     | Ｐ組 安、尤諾、諾艾兒         | 勝                                  |    |  |  |  |  |  |  |  |  |      |      |
|  | Ｍ組 本（）、布拉德（）、埃里克（）                 | Ｐ組 安、尤諾、諾艾兒         | 勝                                  | 勝 |  |  |  |  |  |  |  |  |      |      |
|  | Ｍ組 本（）、布拉德（）、埃里克（）                 |                               |                                     | 勝 |  |  |  |  |  |  |  |  |      |      |
|  | Ｎ組 巴烏（）、馬克（）、維斯（）                   |                               |                                     |    |  |  |  |  |  |  |  |  |      |      |
|  | Ｍ組 本、布拉德、埃里克                             |                               |                                     |    |  |  |  |  |  |  |  |  |      |      |
|  |                                                     |                               |                                     |    |  |  |  |  |  |  |  |  |      |      |
|  |                                                     | Ｐ組 安、尤諾、諾艾兒         | 勝                                  |    |  |  |  |  |  |  |  |  |      |      |
|  | Ｏ組 山德勒（）、索利多（）、德米托利（）           | Ｐ組 安、尤諾、諾艾兒         | 勝                                  |    |  |  |  |  |  |  |  |  |      |      |
|  |                                                     |                               |                                     |    |  |  |  |  |  |  |  |  |      |      |
|  | Ｐ組 安（）、尤諾（）、諾艾兒（）                   | 勝                            |                                     |    |  |  |  |  |  |  |  |  |      |      |
|  | Ｐ組 安（）、尤諾（）、諾艾兒（）                   | 勝                            |                                     |    |  |  |  |  |  |  |  |  |      |      |

#### 王選騎士團
共20位，目前多數隊員精靈化，只剩梅列歐雷奧娜、諾艾兒、阿斯塔、佐拉、尤諾(意識清醒)、米莫薩、諾傑爾、安、基爾斯，負傷休息後回到王城討伐白夜魔眼。
梅列歐雷奧娜・凡米里歐（Meleoleona Vermilion）
為王選騎士團長。
亚斯塔（Asta）

諾艾兒·西爾法（Noelle Silva）

拉克・鮑爾提亞（Luck Voltia）

佐拉・伊德阿雷（Zora Ideale）

尤諾（Yuno）

克勞斯・流奈特（Klaus Lunette）

米莫薩・凡米里歐（Mimosa Vermilion）

西連・提姆
因便利性而加入。
哈蒙・卡賽烏斯（Hamon Caseus）

諾傑爾・西爾法（Nozel Silva）

尼魯斯・拉古斯

本・班凡克

盧本・夏戈

布里・安潔爾

安・林加德（En Ringard）

利爾・玻瓦莫提耶（Rill Boismortier）

芙拉吉爾・托爾梅塔（Fragri Tomenta）

基爾斯・凡米里歐（Kirsch Vermilion）

科布・波魯塔波魯特
因便利性而加入。

### 魔法议会
三葉草王國的司法機構
達姆納提奧·基拉（聲：土田大（日本））
“基拉”王族家族的一员，魔法议会的议长，使用天平魔法。也是“基拉”王族家族少數清流
十分服从法律与规则，是绝对正义的执行者。战后负责审判拥有恶魔之力的阿斯塔。

### 前魔法騎士團成員
雷布奇（Revchi，聲：鈴木裕斗／青山穰（日本））
【32歲／176cm／1月16日／O型／喜歡的東西：錢】
被稱作鎖鏈魔法的雷布奇，原「紫苑虎鯨」騎士團（當時的團長是格爾多）的成員，格爾多的前輩，左臉有傷痕並用頭發遮掩。兩年前在任務中被格爾多陷害不僅毀了容，還將任務失敗的責任推咎於雷布奇一人，被趕出騎士團因此淪為盜賊。想要奪取尤諾的四葉草魔導書賣到黑市，但被阿斯塔阻止，最後被獲得五葉草魔導書的阿斯塔擊敗。後被投入了魔法騎士團總部地下牢房。
170話再次出場。因為精靈在王都引發的騷亂，得以逃獄並重遇格爾多團長。遇見入侵牢房的精靈，和格爾多二人聯手制服並成功抓住，以“洗脫污名”（阿斯塔）為目標決定合作行動。
现与格尔多来到王都城堡，打算进入「影之王宫」。
- 魔屬性：鎖鏈(能感受和封印接觸的人的魔力)

鎖蛇之舞（ざじゃのまい）
端部有著蛇樣貌的鎖鏈作為攻擊。
- 創成魔法（そうせんまほう）

魔縛鐵鎖陣（まばくてっさじん）
能夠封印被捕者的行動和魔力。
特蕾姬亞・拉普爾（Theresa Rapual，聲：五十嵐麗（日本）；錢欣郁（台灣））
【65歲／162cm／3月28日／O型／喜歡的東西：南瓜湯、教會的孩子們】
涅安教会里照顧葛修兄妹的老修女，是葛修兄妹名義上的監護人。與妹控葛修經常為了瑪莉而鬥嘴，葛修常沒禮貌的稱呼為「妖怪老太婆」，她則回敬葛修為「超級妹控」，但事實上感情非常好，所以容許葛修這樣的「沒大沒小」。
曾是紅蓮獅子王魔法騎士團的一員，封號為「紅蓮的女豹」。曾在宫廷任职，費根里昂是她学生，称呼费娃。蒼老的面容上被歲月刻劃皺紋，在眼角下還有疤痕。從前線退下來後为保护弱小的孩子们成為了修女。认识修女莉莉（动画补充）。
在與里希特對陣時，以身體為盾，掩護亞斯塔因此重創倒地。正在急救中時，將自身的部分魔力給了葛修（葛修以为她是临终托付），讓葛修能在緊要關頭將里希特的魔法反彈而自爆。
- 魔屬性：炎

- 炎回復魔法

治癒之聖燈
- 炎魔法

煌炎之十字架
- 炎創成魔法

指引之燈魔豹
格爾多・波伊索特（Gueldre Poizot，聲：杉田智和（日本））
【28歲／194cm／12月5日／B型／喜歡的東西：錢、地位、稀少的魔導具、牛排】
紫苑虎鯨的前團長。被夜見說長得像去骨火腿。在阿斯塔破除白夜魔眼兩人的記憶魔法後，被指認為叛徒而想落跑，但先是被阿斯塔拖住，再被利爾的繪畫魔法『束縛之泉』困住。遭讀取記憶後被指認的罪名有幫助白夜魔眼、私下走私危險的魔法藥、侵佔國寶魔導具、以及對自己的團員施暴。後被投入了魔法騎士團總部地下牢房。
因為王都精靈騷亂導致魔法封印之牢被破壞，得以解放並遇見了同樣逃獄的雷布奇，稱呼雷布奇為前輩。遇見入侵牢房的精靈，察覺出這事為白夜魔眼導致，和雷布奇二人聯手制服並成功抓住，以“洗脫污名”（阿斯塔）為目標決定合作行動。
现与雷布奇来到王都城堡，知道「影之王宫」的事情与里面沉睡着古代的魔导具和至宝。
- 魔屬性：透過（變透明，能穿過任何魔法攻擊並且察覺不到任何魔力）

- 穿透創成魔法

看不見的士兵（みえざるぐんぺい）
看不見的探索者
看不見的同行者
亞希艾・西爾法（Acier Silva，聲：优木加奈（日本））
【32歲逝世／167cm】
諾傑爾、內布拉、索利多、諾艾兒的母親。封號為「鋼鐵戰姬」。於回憶中出現，外貌與諾艾兒一樣，在生下諾艾兒後去世（因为恶魔的诅咒）。以前常陪梅列歐雷奧娜訓練，即便兩人屬性相剋，也都贏過她。在诺杰尔的回忆提到，母亲似乎也是魔法骑士团团长（银翼大鹫?）。
- 魔屬性：鋼鐵

札拉・伊德阿雷（Zara Ideale，聲：绿川光（日本））
【30歲逝世／176cm】
下民，佐拉的父親，前紫苑虎鯨團員。樂天派，常常會捉弄佐拉。已经落选骑士团入团考试几次，虽然已成人父但还是不懈努力最终成为第一位魔法骑士的下民。在任务中与魔法帝偶然相识成为朋友。只因為是下民而被不喜歡下民的同伴在战场上從背後攻擊死亡。而佐拉聽到了成員所說的話感到憤怒並不信任魔法騎士。死后尤里乌斯也有来拜祭，听说死因后给了尤里乌斯成为魔法帝以后建立無阶级社会一些思考。
- 魔屬性：炎

### 哈吉村教會
惠外界-哈吉村裡的一間教會，阿斯塔及尤諾長大的地方。特产是烤山芋。村子外坐落在当年初代魔法帝和魔神战斗后遗留的巨大魔神头骨。
歐魯吉（Orji，聲：中尾一貴／上田燿司（日本）；陳彥鈞（台灣））
【55歲／180cm／3月22日／O型／喜歡的東西：がっつリした肉料理、教会的孩子们】
教會的神父。把阿斯塔和尤诺看作自己的儿子，常常担心阿斯塔会不会闯祸，视尤诺为教会的希望。在精靈转生後，被转生的魔法騎士攻擊而中毒倒下，意识模糊时候见到阿斯塔来到以为是幻觉而感到欣慰，后来和其他村民一起被阿斯塔的第三把剑所得救。
- 魔屬性：火

修女・莉莉（Sister Lili，聲：久保田未夢／茅野愛衣（日本）；錢欣郁（台灣））
【26歲／160cm／7月2日／A型／喜歡的東西：ホットココア、教会的孩子们】
負責照顧阿斯塔和尤諾所在孤兒院的修女，拒絕了阿斯塔的求婚。不太擅长料理。在动画原创提及，修女莉莉曾经到特蕾姬亚所在的涅安教会实习（漫畫有一格證實）。在精靈转生後，与被转生的「紫苑虎进鲸」魔法騎士战斗，但是反擊不成要被攻擊時被尤諾、阿斯塔擋下。曾经被精灵猜测是出身贵族（無否认）。
- 魔屬性：水

- 水創成魔法（みずそうまほう）

愛的聖拳突擊（あいのせいけんづき）
手背有著十字的水做的巨型拳頭。
莱卡（Rekka，聲：景山梨彩／大龜明日香（日本）；連婉鈞（台灣））
13歲，教會的孤兒。
那修（Nash，聲：佐藤花／石上靜香（日本）；錢欣郁（台灣））
10歲，教會的孤兒。曾经揶揄阿斯塔不会魔法以后会找不到工作。阿斯塔和尤诺走后年纪最大的长男，承诺如果阿斯塔当上魔法骑士就愿意相信自己努力。精靈转生後，被转生的魔法騎士与修女战斗时，主动站出来保護修女但要被攻擊時被尤諾、阿斯塔擋下。
- 魔屬性：炎

阿露露（Arlu，聲：咲咲木瞳／山本希望（日本）；連婉鈞（台灣））
5歲，教會的孤兒。
霍洛（Horo，聲：真野步（日本）；錢欣郁（台灣））
3歲，教會的孤兒。

### 平民界街道─涅安
特蕾姬亞・拉普爾（Theresa Rapual）

瑪莉・阿德雷（Marie Adlai，聲：咲咲木瞳（日本）；連婉鈞（台灣））
【10歲／135cm／12月21日／O型／喜歡的東西：哥哥、教會的大家、布製玩偶】
葛修的親妹妹。（因曾经入狱的原因）现与葛修分开居住，在涅安的教会生活，每个月葛修都会探望一次和买礼物给她，因不常见会经常晒自己妹妹的照片和介绍名字而知晓。有时候葛修会通过镜子通信介绍黑色暴牛的情况给她。
喜歡阿斯塔，還說要嫁給阿斯塔。結果被諾艾兒偷聽到因此吃醋，更讓剛完成任務的「妹控」葛修直接將阿斯塔視為「敵人」，晚上袭击阿斯塔。曾被白夜魔眼手下將她與镇上其他孩子一同擄走，因怀有葛修送的镜子解除了施加的魔法清醒过来，被涅如发现伤害。因怀有较多魔力，被巴罗首先看中作拳头商品。准备抽取魔力时，被葛修和阿斯塔救回。原本葛修只想將瑪莉救回就好，其他人都不管死活，但被瑪莉罵醒，回去與阿斯塔並肩作戰。回来镇上后，主动借出自己的魔力给葛修让他去回去帮助阿斯塔。
在里希特收集魔石完成，並讓精靈轉生時，成為轉生者之一。解除转生魔法后，因为没有伤到任何人感到万幸而哭了。
蕾貝卡・史卡蕾特（Rebecca Scarlet，聲：山口立花子（日本）；錢欣郁（台灣））
【16歲／165cm／4月18日／A型／喜歡的東西：兄弟姊妹、料理】
喜歡阿斯塔。家里一边经营着餐馆一边照顾弟妹，所以厨艺很好。相亲会上得到阿斯塔解围，亲了一口阿斯塔作为报答。得知诺艾儿也喜欢阿斯塔后，表示仍不会放弃。
馬可・史卡蕾特（Marco Scarlet，；待补充（日本））
蕾貝卡的弟弟。被巴洛與涅如的魔法拐走後，因魔力較少被巴罗丟棄而後被阿斯塔、特蕾姬亞發現，阿斯塔帮他解除魔法还借出披风御寒和鼓励他。
路卡
蕾贝卡的妹妹，马可的姐姐。被绑架的孩子之一，阿斯塔救回后与弟弟和其他被绑孩子一起回来。

### 其他國民
沙利姆・哈普夏斯（Salim Hapshass，聲：下妻由幸（日本）；陳彥鈞（台灣））
哈普夏斯家族，貴族。在入團試中被尤諾打敗。
最早出现在漫画连载前短篇的一个角色。
- 魔屬性：雷

魔导书之塔的老人（聲：待确认（日本））
待补充。他把因被雷布奇打败的两个人进入魔法骑士团考试的资格留给阿斯塔和尤诺，让他们两个参加入团考试。
厨师长（聲：待确认（日本））
- 魔屬性：火

巴羅（Baro，另譯：巴洛）　聲：室元氣（日本）；歐祖豪（台灣）
协助白夜魔眼綁架小孩竊取魔力，换取金钱。带围巾的胖子，佩戴能看出魔力多寡的单镜眼镜。涅如的哥哥，使唤弟弟保护自己。看见阿斯塔没有魔力而且不戴骑士团披风以为是杂碎，亲自解决但是被阿斯塔打伤。然后被特蕾姬亚拘束起来。用泥人呼唤白夜魔眼增援。在瘋狂科學家─莎莉的支援下，把他變成泥巴怪物，阿斯塔在葛修的魔法協助下擊敗他，最终因魔力过度膨胀，失去本性生命力彻底吸空，只留下衣服而死去。
- 魔屬性：泥

- 泥魔法

泥人
涅如（Neige，聲：天崎滉平、奈波果林（童年）（日本）；宋昱璁（台灣））
視巴洛為哥哥，綁架小孩的共犯之一，利用大范围降雪施加魔法让孩子们离开家。相貌中性的带围巾白长发少年，想要朋友，魔力强大。在洞穴里与葛修战斗时，因玛莉被要挟作人质不能轻举妄动，阿斯塔和特蕾姬亚来到协助后，利用“真实·镜像”打败了涅如。因打过玛莉，打败后又被葛修出气。被葛修骂作“死娘炮”。
哥哥变成怪物死后，被里希特制裁而受傷。对于哥哥的死，不能原谅莎莉但更不应该原谅的是对哥哥要求言听计从的自己。之后与受伤的特蕾姬亚和葛修、孩子们一起被芬拉尔送回平民街，并且送上自己的魔力给葛修去帮助阿斯塔。主动承认错误，会去魔法骑士团自首和连同哥哥的份赎罪，因为阿斯塔约定赎罪后会做他好朋友。现已回归平民街。阿斯塔觉得他的魔法很厉害，一定会受大家喜欢。
- 魔屬性：雪

- 雪魔法

雪哭（スノウクライ）
- 雪創成魔法

雪之朋友（スノウフレンズ）
- 雪拘束魔法

雪之石灰岩（スノウライムロック）
范傑爾・古魯加（Fanzell Kruger，聲：三上哲（日本））
【28歲／178cm／10月7日／O型／喜歡的東西：學生的成長、開放的時尚、多米娜的料理（大致上是美味的）（だいたいなんでも美味しいと言う）】
於小說出現的角色，漫畫第82話出現。
從鑽石王國逃離，曾被阿斯塔與黑色暴牛搭救。是教導亞斯塔劍術的人，鑽石王國軍前指揮官，也稱「傑爾」，與多米娜是夫妻。在魔女之森的戰鬥中與馬爾斯合伙引誘拉多羅斯到亞斯塔的身邊。一切塵埃落定後，和妻子多米娜和瑪莉艾拉幫忙馬爾斯照顧解除轉生魔法的法娜。
- 魔屬性：風

- 風創成魔法（かぜそうせいまほう）

斬風皇・凩（カザキリノスメラギ・こがらし）
斬風皇・嶺渡（カザキリノスメラギ・ねわたし）
斬風皇・疾風（カザキリノスメラギ・はやて）
- 風拘束魔法（かぜこうそくまほう）

斬風皇・颶（カザキリノスメラギ・つむじかぜ）
多米南特・戈多（Dominante Code，聲：富冈美沙子（日本））
【26歲／167cm／9月15日／O型／喜歡的東西：錢、魔導具開發及改造、一般的肉類料理】
於小說出現的角色，漫畫第82話出現。
從鑽石王國逃離，曾被阿斯塔與黑色暴牛搭救。也稱「多米娜」，是個技藝精湛的魔導具手藝人，與范傑爾為夫妻。
原住魔女之森。
瑪莉艾拉（Mariella，聲：千本木彩花（日本））
【15歲／157cm／10月26日／A型／喜歡的東西：（隙を突くこと）、與傑爾和多米娜一起度過的時光、棒棒糖巧克力】
於小說出現的角色，漫畫第82話出現。
前鑽石王國暗殺部隊成員，從王國逃離，曾被阿斯塔與黑色暴牛搭救。稱范傑爾為老師。
- 魔屬性：冰

瓦爾特（Walter，聲：松田健一郎（日本））
水色幻鹿團長利爾的管家，很高興利爾有阿斯塔這個朋友，令他流淚。额头上的伤疤因为曾经阻止少爷利尔魔力失控留下。
拉克的母亲（聲：関根有咲（日本））
已殁。相貌与拉克像似。生前灌输“一定要赢，赢下去，要靠自己的力量”的伴有暴力的家庭教育思想。直至拉克与贵族魔力对战赢了，第一次才称赞了拉克。最后因为精神问题去世，留下了拉克。
勒迪欧爾・伯德、莉莉安涅・伯德（Ledior Vaude、 Liliane Vaude，聲：松田健一郎、高橋未奈美（日本））
伯德家的现任家主和家主夫人，贵族家。為兄弟倆的的父親，以及兰吉尔斯的母親。母亲溺爱着蘭吉尔斯，爱称“小蘭吉尔斯”。父母二人同时轻视费兰爾和知道费兰爾在黑色暴牛的外号是「搬运工」。家族代代在魔法骑士团擅长进攻型空间魔法而活跃。
正式出场在173话，谒见国王为兰吉尔斯在王选骑士团施暴，被怀疑是叛乱者一事求情。拉特利（即被转生的兰吉尔斯）入侵到王座大厅时，由费兰尔的父亲阻挡但也无法完全抵消掉其空间魔法攻击。之后双亲由费兰尔先行送走。
- 魔屬性：空间

帕布罗・艾斯普马（聲：ボールドウィン零（日本））
西尔法王族的隨從。精灵入侵西尔法宅邸时，被佐拉所救然后被带到诺艾儿等人面前，负责替受伤的内布拉疗伤，还有诺杰爾治疗。
- 魔屬性：泡泡

- 泡泡恢复魔法

泡泡恢复
戈登的家人
戈登的父親：內森
母親：尤恩娜
祖母：尼洛尼亞
妹妹：羅克珊
- 魔屬性：黑油

- 黑油創成魔法

咒盡爪
咒燭的典盤

## 鑽石王國

### 简介
鑽石王國
位於三葉草王國東部的鄰國。與三葉草王國有著敵對關係。那裡幾乎沒有綠化，有許多荒地和礦山，據洛塔斯說，由於缺乏資源所以不斷進行侵略。目前國王病危，據說魔導學者莫里斯在幕後控制著國家，進行殘忍的試驗，人工培養魔導士。國內有革命運動。

### 八輝將
鑽石王國最強八人，相當於三葉草王國騎士團團長。
馬爾斯（Mars，聲：梅原裕一郎／石川界人（日本）；歐祖豪（台灣））
【19歲／170cm／1月8日／AB型／喜歡的東西：法娜】
鑽石王國的王牌魔導士。额头的矿石是魔导具。小時受過極為殘酷的訓練，接收摯友的魔力。因為被植入魔導具，能使用2種屬性的魔法。
在魔宮宝物殿前先是碰上三位金色黎明团员，击伤了米莫萨，靠著強勢的礦石魔法取得上風。后来被黑色暴牛的阿斯塔赶到成功击败。宝物殿内，发动炎回复魔法取回魔导书。雖然一度被取得宿魔之劍的阿斯塔攔阻打傷，但卻發動炎回復魔法並重創阿斯塔。不過最後被風精靈希爾芙輕易擊敗。
在魔女之森，原本拉多羅斯打算殺了多米娜之時，出手解救多米娜與范傑爾。最後解救了法娜，與阿斯塔互稱朋友，並打算回國將王國改革為和平的國家，到那时再和法娜一起环游世界。
- 魔屬性：鑛石、炎

- 鑛石創成魔法

勝利之劍
塔羅斯的人偶
尼米亞之鎧
塔羅斯的人偶群
泰坦之重鎧
彎刀
- 炎回復魔法

不死鳥的羽衣（フェニックスのはごろも）
拉格斯（Ragus，聲：露崎亘（日本））
堅持戰鬥也要保持美感，後被尤諾擊敗。
- 魔屬性：雷

- 雷創成魔法

雷鳥戰騎・裂空魔弓之裝
布洛克斯（Broccos，聲：松田健一郎（日本））
被維利亞姆的世界樹魔法打倒。
- 魔屬性：赭（紅褐之意）土

- 赭土創成魔法（しゃどそうせいまほう）

大豬猛激進
赫鎧的重砲（かくがいのじゅうほう）
亞格斯（Yagos，聲：室元气（日本））
先被兰吉尔斯的空间魔法打倒，复仇时被黑色暴牛（阿斯塔、恰咪、费兰尔）打败。
- 魔屬性：黏液（被此黏液困住的人，魔力會慢慢衰弱）

- 黏液創成魔法（ねんえきそうせいまほう）

黏液蝸牛
巨大蝸牛。
拉多羅斯（Ladros聲：草尾毅（日本））
【20歲／180cm／7月4日／O型／喜歡的東西：紅色、肉醬】
原本是無屬性，但是接受軍隊改造手術而賦予魔法。
在魔女之森被范傑爾與馬爾斯引誘至亞斯塔身邊，被法娜的攻擊擊中，因魔力量太大吸收不了而被打飛，之後完全抗壓了這股魔力後，吸收了法娜的魔力與亞斯塔對決，但卻被新型態的阿斯塔給打敗。
在魔女之森戰敗後，個性大轉。協助馬爾斯對王國的改革。
- 魔屬性：吸收與釋放（吸収と放射，きゃうしゅうとほうしゃ）

百萬鐳射

### 軍團所屬
洛塔斯・弗莫爾特（Lotus Whomalt，另譯：蓮花）　聲：堀内賢雄（日本）；陳彥鈞（台灣）
【36歲／184cm／12月1日／O型／喜歡的東西：妻子與女兒們】
鑽石王國的魔導士。有著性格灑脫的中年男子，已婚並有三個女兒。戰鬥經驗豐富的實力者，有「奈洛之蓮」的稱號。
在魔宮與三葉草王國人馬碰頭。具有出色的魔力感知能力，可以在魔法產生的煙霧中高速移動時掌握敵人的位置。原本對上拉克處於對戰優勢，但卻被沒有魔力的阿斯塔砍傷。帶著馬爾斯逃出魔宮時，偷走了大量寶貝。
鑽石王國的一支部隊作為副將與八輝將的三人入侵三葉草王國。在向八輝將的三人報告戰士的情況時，試圖抓住“金色黎明”的團長維利亞姆，但是被夜見妨礙而失敗，並立刻撤退。然後將戰場上獲得的信息報告給鑽石王國。以前與夜見戰鬥而在胸部留下很大的傷疤，是目前唯一兩度被夜見擊敗的鑽石王國主帥。
- 魔屬性：煙

- 煙弱體魔法

侵奪之煙庭
- 煙創成魔法

煙縛十字牢
墮王之煙獄
奔走的懶人車
- 煙魔法

隱者的濃煙
莫里斯（Morris，聲：赤坂柾之（日本））
對馬爾斯進行洗腦與人體實驗的魔導學者。暗地操縱著鑽石王國。
莫西加（聲：露崎亘（日本））
陪同马尔斯、拉多罗斯一起进攻魔女之森，负责指挥军队阵型。

## 黑桃王国

### 简介
黑桃王國
位於三葉草王國以北橫跨中立區的一個國家。 它是一個有諸多謎團的軍事大國，被稱為寒冬之國和迷霧之國，也被稱為“魔神之國”。 該領土是四大國中最大的，它們試圖利用在遼闊的大地中所沉睡的古老災厄使其臣服來實現統一霸權 。和鑽石王國同樣被認定為侵略性的國家。
與三葉草王國是敵對關係，將領的首級被威廉斬去而大敗。恶魔的发源地。而15年前統治黑桃王国的原王族被獲得惡魔之力的漆黑的三極性所推翻
但丁（Dante Zogratis，聲：小山力也）
【？？／182cm／4月28日／B型／喜歡的東西：？？
為黑桃王國統率者「漆黑的三極性」之一，澤農與瓦妮卡的哥哥，寄宿著惡魔「路西法羅」。性格驕傲自大，喜歡傷害他人，因有著自身的肉體魔法及路西法羅的重力魔法，而認為自己是不滅的。
在15年前與另外兩兄妹推翻黑桃王國政權，並成為黑桃王國首領。在紅心王國篇中，派澤農前去攻打鑽石王國。而在半年後，自己前去襲擊黑色暴牛基地試圖帶走夜見，並以壓倒性的力量輕鬆擊潰其他成員，而在與亞斯塔的對決也占上風，隨後與趕上的夜見及振作起來的亞斯塔對戰，最後被亞斯塔以「斬魔之刃」重傷擊敗，最後被澤農救走。
邪惡之樹篇中，傷勢被莫里斯治好，在治療期間渴望著能再與亞斯塔打一架。在三葉草王國襲擊黑桃王國中，與納哈特和傑克對陣，起初因傑克能把重力也能切開而有些占下風，但冥府之門開啟使但丁的惡魔之力開啟了100%，且釋放了兩隻最高級惡魔，迫使納哈特利用影魔法將最高級惡魔帶走，使傑克單獨與但丁對陣。之後瑪格那加入戰場，以「魂炎鎖死決鬥」平分了但丁的魔力，最後以肉搏戰決鬥，並被瑪格那打倒，路西法羅也斷開了與但丁的連結。隨後眾人離開時，但丁的肉體魔法暴走，而傑克則在後面等著，目前生死未卜。
- 魔屬性：肉體＋重力

- 重力魔法『魔王的聖宴』
重力魔法『惡神的加壓技工』
重力魔法『沉重之戰角鬥士』
重力魔法『沉重之戟』
重力魔法『重力特異點』

- 寄宿惡魔：路西法羅（ルチフェロ）
- 惡魔之力解放等級：50～100％

澤農（Zenon Zogratis，聲：鈴木達央）
【？？／178cm／12月28日／A型／喜歡的東西：？？】
為黑桃王國統率者「漆黑的三極性」之一，為但丁及瓦尼卡的弟弟，寄宿著惡魔「別西卜」。性格話少且冷淡，動手時毫不留情，認為在壓倒性的力量面前，不管做什麼都是徒勞。有著自身的骨魔法及別西卜的空間魔法。
小時候曾因自身的魔法奇特而遭受欺負，被童年玩伴艾倫拯救，隨後為了一同進入魔法防衛隊，拒絕了盧修斯的惡魔附身計畫。在一次任務中被封印的惡魔襲擊，為了保護其他人避免團滅而忍痛犧牲艾倫，隨後明白沒有力量無法做到任何事，轉而向盧修斯要求成為惡魔附身者。
在紅心王國篇中，被但丁派去鑽石王國襲擊，以壓倒性的實力僅憑一人就把八輝將和其他士兵給全滅，並被前來鑽石王國的黑色暴牛成員目擊到，拉克甚至看到他而顫抖的表示「自己不想跟他打架」。
在半年後，為了邪惡之樹的儀式，帶著兩名漆黑的使徒前往金色黎明團，並僅憑兩人就將金色黎明團趨近團滅，而自己則打敗並帶走凡強斯，在對決時認為凡強斯過於保護受傷的同夥，才導致自己占下風。準備帶走時被趕來的尤諾攔下，在尤諾攻擊時，僅用55%的惡魔之力，就擋下了尤諾的攻擊並重傷尤諾。在之後，夜見與亞斯塔擊敗但丁後，前來帶走夜見並回收但丁。
邪惡之樹篇中，對陣恢復的尤諾及蘭吉爾斯，在對決過程中，因冥府之門開啟而讓惡魔之力提升至100%，並在之後將蘭吉爾斯及前來支援的芬拉爾擊倒，在對陣尤諾時與別西卜達成交易，獲得了惡魔的心臟，最終仍被尤諾的「西風 • 聖域之靈」擊殺。認為尤諾的某些特質總能想起自己，並在湮滅前問尤諾自己跟他有什麼不一樣，尤諾則表示「自己一直信守著與他立下的誓言」。
- 魔屬性：骨＋空間

- 骨魔法『無間骨牙』
空間魔法『空魔掌握』
空間魔法『空魔斷絕』
骨+空間魔法『魔劍達因斯萊夫』

- 寄宿惡魔：別西卜
- 惡魔之力解放等級：55％～100％

瓦妮卡（Vanica Zogratis，聲：小倉唯）
【待補充】
為黑桃王國統率者「漆黑的三極性」之一，右眼配戴黑桃圖案眼罩，寄宿著惡魔「梅基丘拉」。
- 魔屬性：血液＋詛咒

- 血液魔法『紅色野獸』
咒符魔法『衰弱的世界』
咒符魔法『爆發的生命』

- 寄宿惡魔：梅基丘拉（メギキュラ）
- 惡魔之力解放等級：50％～100％

### 漆黑的使徒
加德羅亞·戈德羅克（Gaderois Godroc）　聲：菊池通武（日本）
【26歲／180cm／5月20日／B型／喜歡的東西：鍛鍊身體、辛辣的肉料理】
- 魔屬性 - 岩石
- 魔導域階 - 第零域

弗亞爾·米古斯托（Foyal Migusteau）　聲：露崎亘（日本）
【25歲／182cm／10月28日／AB型／喜歡的東西：昏暗的地方、清淡的魚料理】
- 魔屬性 - 霧
- 魔導域階 - 第零域

斯文金·嘉塔特（Svenkin Gatard）
【27歲／201cm／4月21日／O型／喜歡的東西：漆黑的三極性中的瓦妮卡、健身】
- 魔屬性 - 皮膚
- 魔導域階 - 第零域

斯弗瓦爾·斯奈爾　聲：佐原誠（日本）
【25歲／179cm／9月14日／A型／喜歡的東西：探詢事物】
- 魔屬性 - 眼
- 魔導域階 - 第零域

哈爾貝特·修薇兒（Halbet Chevour）　聲：佐藤美由希（日本）
【25歲／168cm／9月19日／B型／喜歡的東西：美麗的自己】
- 魔屬性 - 髮
- 魔導域階 - 第零域

羅貝洛・林格利特（Robero Ringert）　聲：露崎亘（日本）
【24歲／210cm／1月18日／O型／喜歡的東西：舔喜歡的東西】
- 魔屬性 - 舌
- 魔導域階 - 第零域

希沙·昂歌（Hischer Ongg）
【24歲／191cm／4月26日／O型／喜歡的東西：最近喜歡做料理】
- 魔屬性 - 爪
- 魔導域階 - 第零域

## 红心王国

### 简介
紅心王國
クローバー王国の西に位置する隣国。水と緑の国・秘境国家とも呼ばれる中立国で、資源豊かな国である。クローバー王国とは友好関係にある。その豊かな自然の魔とそのまま受け入れることで独自の魔法を究めているとされる。
建國一千二百年以上的國家，位於三葉草王國的西邊，兩國的邊界互相接壤，與三葉草王國是友好關係。王城依山而建，與大自然融為一體的湿地城市，有豐富的森林和水源，充滿著自然魔力，一直由紅心王國的公主及水精靈守護著。

### 王族
羅洛佩迪卡（Lolopechka）　聲：芹澤優（日本）
【待補充】
紅心王國的女王，繼承了歷代女王的力量、知識和經驗，因為有著如此龐大的魔力和情報量而被稱為全知全能的巫女，與水精靈溫蒂尼定下契約，一同守護紅心王國。單憑一己之力，支撐著王國的日常運作，可見魔力之強大。平常載上眼鏡，只穿便服，平易近人，而且行為糊塗，看起來不像個女王，但只要認真起來打扮起來，穿上正裝，就充滿了女王的高貴和氣質。愛民如子，非常關心紅心王國的一切，但不幸地被一名叫作梅基丘拉的惡魔下咒，壽命只剩下半年時間。現在與亞斯塔等人，聯合攻打黑桃王國。
- 魔屬性：水

- 魔力領域＋魔言術式 水精靈魔法『巫水戲之聖域』

### 精靈守護者
總共有五位成員，職責是守護紅心公主與紅心王國，每一位都是屬於零域的魔法騎士，相當於三葉草王國的騎士團長。
加查（Gadjah）　聲：置鮎龍太郎（日本）
精靈守護者之一，雷之精靈守護者，亦是五位之中最強。負責指導及訓練亞斯塔等人，提升他們的魔法及作戰能力。長期守候在羅洛佩迪卡身邊，作貼身的保護，亦經常為她糊塗的行為感到操心。
- 魔屬性：雷

- 雷魔法『天迅亞音走』
真雷魔法『來自天頂的奏轟』

薩拉德　聲：桃江トウコ（日本）
精靈守護者之一，土之精靈守護者，負責訓練夏洛特及米莫薩，能夠迅速的使出發動速度較慢的土魔法。
- 魔屬性：土

波特羅夫　聲：藤井隼（日本）
精靈守護者之一，植物之精靈守護者，負責訓練利爾及恰咪，紅心王國波隆浮爾姆森林的管理者。
- 魔屬性：植物

弗洛嘉　聲：左座翔丸（日本）
精靈守護者之一，火之精靈守護者，個性開朗沉穩，負責訓練利奧。
- 魔屬性：火

斯姆里克　聲：槙野旦（日本）
精靈守護者之一，風之精靈守護者，沉默寡言，負責訓練芬拉爾。
- 魔屬性：風

## 白夜魔眼
【  の  】

### 首领
里希特／帕特利（Licht / Patry，聲：櫻井孝宏（日本））
【26歲／172cm／12月24日／O型／喜歡的東西：精靈的同胞們】
白夜魔眼的領袖，組織裡的人士尊稱為殿下。使用即使在三叶草王国历史上罕见的光属性魔法。
魔法帝拦截白夜魔眼人员时，首次现身展现光魔法，救回部分成员，但一只手臂被魔法帝的时间魔法所伤害，变得枯枝一样。
拥有和尤诺一样的四叶草魔导书，所以被夜见确认是出身三叶草王国的人。在手下被黑色暴牛擊潰時現身，和隨後趕來的夜見交戰。被夜見重創，正當使用最強一擊時，被即時趕到的葛修使用鏡子反彈自爆。似乎认识葛修，但是葛修表示不认识他。被阿斯塔的劍砍斷身上的限制魔法後徹底失控，後被三魔眼聯手封印帶走。偽裝成金色黎明的團長威廉・凡强斯，在魔法帝面前顯出真身，讓魔法帝不想相信最信任的可靠二人組之一的威廉・凡強斯竟是敵方首領，是一個肉體寄宿了兩個靈魂。视魔法帝为实施违背世界之理的最后壁垒，解除封印魔法以全国人民的性命相威胁施展「审判之剑」，成功刺杀了魔法帝。
在魔石收集完並鑲嵌於石板中，以剩下的拉迪斯、莎莉、維魯托斯與其餘成員作為犧牲，喚醒眾精靈的轉生。
第148話中，被以第一人稱的視角敘述過去。很久以前里希特是精靈一員，是（劍）四葉草魔導書的擁有者，在特提婭的風魔法失控時救了她，也認識她的哥哥，而後娶了身為人類的她為妻。但是某天突然無法使用魔法，族人也被攻擊。里希特使用了禁術的轉生魔法，但是只有一人成功轉生到很像里希特的人類身體裡。其轉生的靈魂是過去精靈裡名為帕特利的人，並非過去精靈的里希特。目的是用盡手段復活精靈並毀滅人類。
精靈轉生魔法完成後在魔石集齊的石板前醒來，由於維利亞姆陷入永不醒來的沉睡，確認自身的轉生徹底完成。在把維利亞姆的魔導書放在石板前，告別唯一的人類朋友後，為向人類復仇，以王族居住地四葉草城為目標從魔神之骨飛了出去。抵达四叶草城前的白夜魔眼基地后，见到同胞多罗瓦和艾克拉（即被转生的葛修兄妹）以及莱亚，得知里希特和城中的目前状况后，表示只要把最后一颗魔石镶嵌到位于封印在四叶草城的“影之王宫”的底座中，发动作用于整个王国的古代魔法，便能去除转生魔法副作用「邪心」彻底完成转生契约，最后灭绝掉人类实行属于精灵的世界。
来到格尔比特岩石上面的魔法阵上再次见到复活后的族长里希特，与包括自己和族长在内的九位同胞通过魔力灌注岩石之中一起打开了通往“冥府之门”（影之王宫）。
“赛飞拉之众”十位精灵之一。
看到「黑色暴牛」再次出场阻挠，感到非常生气。在「黑色暴牛号」防御瓦解后，与多罗瓦一起施展复合魔法“断罪光帝剑之岚”击溃了黑色暴牛基地然后与其他「赛飞拉之众」成员先行出发去影之王宫。
- 魔導書：四葉草魔導書
- 魔屬性：光、魔光

- 光魔法（ひかりまほう）

神罰的光芒（しんばつのこうぼう）
審判之剑（しんぱんのや）
裂天的閃光（れってんのせんこう）
- 光創成魔法

制裁的光鞭（さばきのこうべん）
斷罪的光劍（だんざいのこうけん）
- 光回復魔法

治癒的光粒（こうりゅう）
- 封印魔法

封印一度被阿斯塔解除后来三魔眼出现重新封印起来。解除封印后，可以施展足以覆盖全王国的光魔法刺杀全国民。
- 自爆魔法

- 複合魔法

断罪光帝剑之岚
- 魔光魔法

里希特（Licht）　聲：櫻井孝宏（日本）
精靈的村長。真正的里希特，肉体是人造的（由莎莉制造，来自威廉的身体细胞复制而来），白色的着装和头发，金色的眼睛，腰带上系着白夜魔眼的徽章。与帕特利脸上（额头两个点）条纹不同，额头有四个点，两颊有两划，沉睡已久。過去發動過禁术魔法召唤遠古魔神。不需要魔法就让自己和其他物体飘浮于空中，惊人的魔力密度。移动速度很快，仿佛融入了空气之中，读不出气。也无法感知魔力，与自然的魔力融为一体，仿佛魔力就是其本身。
在外貌為里希特的帕特利復活下，雖然還未完全覺醒，但見到自己的同胞被打倒後自身召喚自己的劍又奪走阿斯塔的宿魔之劍對付尤諾、阿斯塔。然後濃縮了尤諾發出的魔力把倆人從基地底部轟了出去，連同阿斯塔的魔導書和另外兩把劍。接着，道出“那本魔導書已經不屬於我了”。後與萊亞一起，與其餘精靈轉生者見面，乘坐飛起來的格尔比特岩石迎接其他同伴，共同前往王都消滅人類。不知因为人造肉体还是发动禁术魔法的缘故，目前记忆还没完全恢复，正睡着。
貌似特地放棄自己的劍留給了阿斯塔，來解除精靈的轉生魔法。自身在使用灭魔之剑和宿魔之剑时，剑呈银白色无锈（可能就是剑原本的样子）。
目前意识尚未清醒，与其他精灵同胞，在格尔比特岩石上面的魔法阵上迎接帕特利，通过魔力灌注岩石之中一起打开了通往“冥府之门”（影之王宫）。
“赛飞拉之众”十位精灵之一。
目前位于影之王宫最顶层的房间里，看守着出口。正面对上想离开影之皇宫的恶魔，虽然还是保持意识睡着的状态但仍与恶魔战斗（持有阿斯塔的宿魔之剑）。直至后来夏尔拉和夜见赶到协助，目前正一起对峙着恶魔。其後，被後來趕到的塞蕾納，使用她的魔法，將其喚醒，並與初代魔法帝等人，一起迎戰惡魔。初代魔法帝與他，二人合作無間，初時的攻勢更令惡魔措手不及，但即使使用了集合精靈族力量的究極魔法，也不能擊敗惡魔。之後兩人退居次位，負責守護眾人，最後由亞斯塔，由諾及夜見聯手擊倒惡魔。解決了惡魔後，他亦解開了精靈族對人類的仇恨的心結。他以这“已不属于我的魔导书，想早点回去与忒缇娅见面”为由，把魔導書送給亞斯塔，同时抚慰被召回的帕特利至今所做的努力。跟眾人告別与路米艾尔一起向人们送上新旅程的祝福後，亞斯塔使用滅魔之劍，解除了轉生魔法的效果，使其靈魂離開了寄宿的身體。
待补充
- 魔導書：四葉草魔導書
- 魔屬性：劍

- 禁術魔法（きんじゅつまほう）

最高級別的禁術魔法，能召喚巨大魔神（真实情况是里希特吸收过多负面能量变身产生）
- 劍魔法（つるぎまほう）

開辟之一閃（かいびゃくのいつせん）
開辟之一閃・連击
- 劍究極魔法

宿魔之劍・霸劫
里希特的最強魔法，透過集合精靈族的力量在劍上，發動威力強大的斬擊。
- 复合魔法

宿魔之劍・護光
與初代魔法帝的合體魔法，把初代魔法帝的光魔法，集合在劍上，再傳送給精靈族，形成一道護光，來保護精靈族人。
宿魔之劍・靈光之樹
與威廉的合體魔法，兩人透過宿魔之劍，創造出靈光之樹，連結所有精靈族人，最後亞斯塔把滅魔之劍刺進樹裡，來消除轉生的效果。

### 三魔眼
「虛偽」萊亞（Rhya，聲：新井浩文→森田成一（「白夜魔眼」讨伐篇、精灵转生篇）（日本））
【25歲／181cm／喜歡的東西：精靈的同胞們】
黑色短发，些许白色，性格慵懒的青年。脸颊一侧与里希特类似的红色纹路（另外两位三魔眼也有类似的不过更对称）。實力凌駕於里希特之上。被里希特（帕特利）称爱给人添麻烦的性格。在里希特身上的限制魔法被阿斯塔砍破後，和另2位三魔眼聯手將里希特封印帶走。潛入騎士團模仿騎士團中的某個團長。被模仿魔法的人：維魯托斯、里希特、夜見、亞斯塔（只能模仿出劍的外型）...等多個。
作者曾经在后记提到莱亚这个角色设计原型来自演员新井浩文。
134话曾梦到过去与精灵同胞聚会场景，宣布“觉醒”时刻要来了。
模仿阿斯塔的分身被發現後，以开启第三只眼姿态對上梅列歐雷奧娜。称呼梅列欧雷奥娜“姐姐”、“王族大姐”。但攻击都被后者统统連續毆打化解，陷入苦战。本來要自爆卻被阿斯塔阻擋。在里希特收集魔石完成，并让精灵转生时，体内精灵灵魂完全觉醒（头发也几乎变成白色）。原本怪物一样的魔力变得更加巨大了，虽然察觉阿斯塔的话语“人可以和精灵互相理解”是发自内心的而感动但为了斩断迷惘还是决定要杀了阿斯塔。
與復甦的部分精靈（卢本、布里、利尔、芙拉吉尔）一同對抗梅列歐雷奧娜。現與復活的里希特一起，與其餘精靈轉生者見面，乘坐飛起來的格尔比特岩石迎接其他同伴，共同前往王都消滅人類。之后与帕特利、多罗瓦兄妹见面，与其余同胞汇合。接着唤醒维特和法娜的复制体并让他们迅速拿到魔导书。与帕特利一起来到格尔比特岩石上面的魔法阵，与另外九位精灵同胞通过魔力灌注岩石之中一起打开了“影之王宫”。同时派了人去找尤诺。
“赛飞拉之众”十位精灵之一。
目前重伤中。待补充
- 魔屬性：模仿

- 模仿魔法（もほうまほう）

只要觸摸到他人的魔導書，就可模仿。本身庞大的魔力甚至可以发挥出超越本尊的威力。但缺點是一次只能使用一種，且不能疊成加乘，不能像原使用者能多重使用加乘方式。
但在精靈族復蘇後，便可加乘使用。
- 禁術魔法（きんじゅつまほう）

邪眼（じゃがん）
- 自爆魔法

- 複合魔法（ふくごうまほう）

魔調的五重奏（エレメンタル・クインテット）
「絕望」維特（Vetto/另譯：貝多，聲：高塚正也（日本）；歐祖豪（台灣））
【28歲逝世／196cm／喜歡的東西：精靈的同胞們】
實力凌駕於里希特之上。被里希特形容能与动物心灵相通，心地善良。在里希特身上的限制魔法被阿斯塔砍破後，和另2位三魔眼聯手將里希特封印帶走。
身材魁梧，相貌野兽派而且是「三魔眼」中反射神经最优秀。视人类作小虫子痛恨着，但被阿斯塔看穿他自己才是最绝望，内心脆弱的一个人。
為了得到海底神殿的魔石，帶領部下亂入，還輕鬆擊敗了海底神殿最強的神官吉歐，並讓黑色暴牛身陷絕境。过程中被诺艾儿的「海龙的咆哮」攻击，失去大半边身体，后来通过开启第三只眼，兽魔法进化为魔兽魔法恢复身体。使用魔兽语言施展魔法。
靠著費蘭爾以及凡妮莎，阿斯塔重重擊傷了维特，最後在無意識的情況下（「邪心」的影响）打算同歸於盡時，被夜見擊殺。
- 魔屬性：獸→魔獸

- 獸魔法

禿毛烏鴉
犀牛盔甲
獵豹衝擊
熊掌
- 魔獸魔法

noitanega
恢复身体用的治愈魔法，但排斥魔法造成的伤害无法完全治愈
iporapuevigu
兽属性的冲击波咆哮
savaroku donashata
以自身为中心向四周发射红色的尖牙突击
- 强化身体魔法

- 禁術魔法（きんじゅつまほう）

邪眼（じゃがん）
- 自爆魔法

- 诅咒魔法

施加在阿斯塔双手的的古代诅咒魔法，最后经由魔女王的血液回复魔法解开
「憎恨」法娜（Fana，聲：M·A·O（日本）；錢欣郁（台灣））
【19歲／162cm／3月24日／A型／喜歡的東西：馬爾斯、陽光】
實力凌駕於里希特之上。据里希特所说身体，名字和外貌都和精灵时期一模一样。在里希特身上的限制魔法被阿斯塔砍破後，和另2位三魔眼聯手將里希特封印帶走。
真實身份是當初鑽石王國的被選為特別訓練的兒童之一，也就是馬爾斯的玩伴。當到最後的大亂鬥結束之後，將部分魔力給馬爾斯，然後昏迷，馬爾斯還以為法娜已經死去而痛哭。
事實上法娜沒有死，当时还留有一口气（因为“不死鸟”魔法），接受莫里斯的人体实验改造，额头镶上矿石魔导具，但情况仍然没有好转后被遗弃。接着遇到里希特施与禁术魔法「邪眼」使精灵法娜灵魂进入其体内转生，成為目前之樣子。为了得到魔石和替维特报仇，率领部下袭击魔女之森，轻松击败魔女王制作的土人偶以及烧毁森林。
因为阿斯塔的话语，记忆变得有点混乱。在与黑色暴牛战斗中火蜥蜴变得更加强大而且出现另外一种矿石属性。
过程中，火蜥蜴被诺艾儿的“海龙的咆哮”削弱后通过炎恢复魔法回复。最后火蜥蜴被由阿斯塔想出联同费兰尔、凡妮莎使出的必杀技“暴牛突刺”击败。
因形势处于下风，打算使用捨命自爆的攻擊（「邪心」的影响），被阿斯塔和馬爾斯阻止。
據魔女王所說，法娜的第三隻眼為禁術魔法而發動者另有其人，其發動必須有龐大的魔力以及某種犧牲，也被推測白夜魔眼都是精靈的後裔也不一定。重新恢复儿时记忆后，施展在法娜身上邪眼禁术也解开了（根据后续剧情可知道精灵族“法娜”灵魂同时离开了她）。
而現是由范傑爾等人照顧，隐居起来，与马尔斯约定等钻石王国变革以后一起环游世界。根据后续剧情可知，其魔导书寄宿的火蜥蜴已经离开了她，寻找其他强大的人类魔导士了。
- 魔屬性：精靈-炎→炎、鑛石

- 炎回復魔法（ほのおかいふくまほう）

不死鳥的羽衣（フェニックスのはごろも）
- 鑛石創成魔法（こうせきそうせいまほう）

彎刀
- 禁術魔法（きんじゅつまほう）

邪眼（じゃがん）
- 自爆魔法

### 一般魔導士
西斯・葛萊斯（Heath Grice，聲：置鮎龍太郎（日本））
【31歲／184cm／11月14日／A型／喜歡的東西：依照計畫、遵守時間】
脸上有一道划痕的男人。為了魔石而襲擊索西村，後來被阿斯塔打倒，為了不讓情報外洩，利用魔法讓其中之一部下逃脫，與剩下的兩名部下用冰葬自殺。其上司似乎是金色黎明的其中一人。
- 魔屬性：冰

- 冰魔法

天擊冰牙
結晶冰盾
冰葬
- 冰霧複合魔法

無限冰礫檻
西斯的手下 1號
- 魔屬性：霧

- 霧魔法

幻霧漩渦
西斯的手下 2號
- 魔屬性：水

- 水魔法

狹川的運流
拉迪斯・斯皮里特（Rades Spirito，聲：赤坂柾之（日本）；陳彥鈞（台灣））
【21歲／174cm／10月17日／A型/喜歡的東西：烤牛肉、聽他說話的人】
原紫苑虎鯨的團員，平民，六年前入团考试第一名，魔力量比一般人多。被指認屍靈魔法為危險的禁術，甚至被國家驅除。魔导书只有一页，也就只会一种魔法，为此感到屈辱。
利用殭屍大軍進攻王都。
與維魯托斯、莎莉偷襲黑色暴牛的基地。
當魔石都齊全時，被里希特犧牲了。轉生的瞬間就只剩下生命將逝的危機感，強烈的憎恨與憤怒操縱死者的肉體，而令他的魔法成長。進化的魔法將險些被獻祭給轉生的靈魂喚回肉體。同时將附近的維魯托斯及莎莉的靈魂喚回，並為了復仇找到黑色暴牛打算利用他們。提议利用维鲁托斯的空间魔法，结合莎莉的里魔导具强化，让众人与基地一起传送到王都标记地点。但被阿斯塔立马拒绝，要求现在必须先赎罪，为拯救王国而行动。最后被阿斯塔及恰咪的料理折服，合作一起前往王都拯救王国而行动。
「黑色暴牛号」被击溃后，与维鲁托斯一起为追里希特一行人先行进入「影之王宫」。
- 魔屬性：屍靈

- 屍靈魔法

NO.0 米歇爾凱薩（ミカエルカエサル，Michael Caesal）：利用里魔导具将兩具屍體所組成的，生前都是騎士團團長。能使出風及荊棘。由亨利击败。
NO.1 卡爾（カール，Carl）：生前是防禦魔法的高人。由费根里昂打败。
NO.2 艾爾弗雷特（アルフレッド，Alfred）：能夠漂浮，发出电击。由费根里昂击败。
NO.3 大衛（デイヴィッド，David）：泥水魔法。由利奥波德击败。
NO.4 吉米（ジミー，Jimmy）：攻擊含有咒力的咒彈。由阿斯塔击败。
灵魂诱拐者

維魯托斯（Valtos，另译：瓦尔托斯/瓦鲁托斯）　聲：濱野大輝（日本）
【25歲／178cm／12月27日／A型／喜歡的東西：寂靜的場所】
利用黑洞令魔法騎士團的人被轉移到王都數百公里外。
與拉迪斯、莎莉偷襲黑色暴牛的基地。
當魔石都齊全時，被里希特犧牲了。但是受到拉迪斯的魔法，靈魂被喚回。复活后希望再见一次里希特确认事实，愿意协助黑色暴牛。因为看起来枯瘦，被恰咪用食物拉拢。
- 魔屬性：空間

- 空間魔法（くうかんまほう）

黑洞降臨（ブラックアウト）
無盡黑暗（ミリアドブラック）
凱薩琳（Catherine，聲：實川貴美子（日本）；錢欣郁（台灣））
【56歲／165cm／4月20日／O型／喜歡的東西：覆盆子派、年輕英俊】
來自魔女之森。吸取他人的精力來讓自己保持年輕，但只要被叫怪物或大嬸之類的話就會發飆。被尤諾的風精靈魔法打飛後，被恰咪的綿創魔法打敗。現已被捉住。在魔法骑士团总部地下牢房，当魔石都齐全时，被里希特牺牲了。
- 魔屬性：灰詛咒

- 灰詛咒魔法

喜喜壞灰（ききかいかい）
莎莉（Sally，聲：津田美波（日本）；錢欣郁（台灣））
【17歲／160cm／3月17日／B型／喜歡的東西：有趣的研究對象】
瘋狂科學家，對亞斯塔自身沒有魔力很感興趣。因为可以随心所欲做实验，不受魔法骑士团妨碍所以跟随里希特。
曾经在「白夜魔眼」基地，在两个巨大容器（魔导具）面前秘密进行某项活动。
與拉迪斯、維魯托斯偷襲黑色暴牛的基地。
當魔石都齊全時，被里希特犧牲了。但是受到拉迪斯的魔法，靈魂被喚回。以阿斯塔承诺借出身体，不伤害他人，为他人着想的研究的话为前提让莎莉研究，愿意协助黑色暴牛。
与「黑色暴牛」一起被转移到附身在「珊瑚孔雀」团团长桃乐丝的转生者制造的魔法「幻惑之界」后变得异常兴奋，对「魔女」们的魔法十分感兴趣，非常想研究一番。在精灵族转生者发动的无限的攻击中发现魔法其中的原理和缺点，并通过拉克想出的“点子”最后通过逼使「幻惑之界」成功“召唤”真正的桃乐丝的意识灵魂，让本人与转生者交战过程令魔法空间崩溃，与「黑色暴牛」成员一起成功逃离。
- 魔屬性：凝膠（能够折射光线，中和毒素，吸收冲击）

- 凝膠魔法

黏液火蜥蜴
裏魔導具「特性+α（とくせいプラスアルファ）」--吸收
超巨大黏液火蜥蜴
利用裏魔導具「魔塊蠍的項鍊（まかいさそりのくびわ）」在十分鐘內提升十倍魔力。
格奧魯克（George，聲：露崎亘）
現已被捉住。在魔法骑士团总部地下牢房，当魔石都齐全时，被里希特牺牲了。
- 魔屬性：風

- 風創成魔法

穿通龍捲針
？
被夜見擊敗。
- 魔屬性：空間

- 空間魔法（くうかんまほう）

異次元球體
？
- 魔屬性：樹木

- 樹木創成魔法

引魔之根
？
控制神官，且被恰米打倒。
- 魔屬性：吸收（會吸收被捕捉到的人的魔法）

希丹
在魔女之森捕捉魔女，被阿斯塔打倒。
- 魔屬性：藤蔓

## 精靈族
【】

### 简介
发源地不详，五百年前生活在惠外界一带的拥有高魔力，受魔力眷顾的异种族。偶然会帮助人类利用他们的力量对抗灾害。在与数量取胜的人类斗争中战败并灭亡。每个人魔力都非常高，其中不乏与魔女王不相上下的。
為過去精靈村长的里希特對眾精靈使用轉生魔法後，於現在白夜魔眼首领帕特利使用魔石（曾经属于精灵的村子，能增强佩戴者魔力，连接异界的魔导具）以及大量靈魂（除帕特利以外的白夜魔眼成員）讓精靈全员復活並取回記憶。
精靈的靈魂都是需大量靈魂作为祭品，然後再进入波長相近的的人類體內復活轉生，且沒有原来人类的記憶，原来人类灵魂会被强制沉睡着。
要完成精灵的彻底转生的方法就是让接受了神的启示的十位精灵——「赛飞拉之众（セフィラの徒）」将魔力灌注于格尔比特岩石中来打开过去按照盟约由古代精灵交托给人类的被封印在四叶草城的位于这个世界与那个世界（冥界）交界处的魔法空间——「影之王宫」（沉睡着古代魔导具和至宝），把最后的魔石嵌入其深处的底座上启动古代魔法就能完成精灵的转生契约。但作为交换条件，身体中的人类灵魂就会送到冥府。
复活后大部分表现为憎恨，瞧不起人类并对人类进行报复性攻击，目前在王国各处引发骚乱，以王都为中心聚集。据帕特利所说，这是禁术・转生魔法的副作用「邪心」的影响，而且容易陷入发狂，失控状态。
当充满恶意的精灵到达顶点时，就会变成皮肤黝黑，巩膜变黑的“黑暗精灵”（Dark elf），帕特利曾经变成这个的模样。实力变得更加强大，但会失去精灵的本我，变成邪恶的不明物（呼应阿斯塔和拉克的预感）。
对于王族有莫大的怨恨，称王族是污秽一族。目前的转生者都没有王族，全是贵族和平民。
不幸地多數王選騎士和「金色黎明」团员都是其轉生（多數為貴族），臉上出現與里希特和三魔眼一樣的红色紋路，耳朵变尖，闪着金光，魔力变得不同而且庞大。
並不能用断魔之剑解除。不過阿斯塔第三把劍（灭魔之剑）可以消除。
据佐拉的推测，精灵对经过长年累月派生的人类的魔法（例如反击陷阱之类的复杂魔法）很可能一无所知。
精灵与人类矛盾幕后黑手解决后，因里希特和威廉的复合魔法和阿斯塔“灭魔之剑”效果全部精灵（除了三魔眼和帕特利）都已被告知真相，不再怨恨人类解除转生法术离去。

### 转生灵魂
里希特（Licht）

靈魂：帕特利（Patolli）
【15歲（当时）→25歲（现在灵魂年龄）／159cm（当时）／12月24日／A型／喜歡的東西：里希特】
生前（15岁）就很喜欢和亲近里希特，但因里希特发动的转生魔法，转生到长得像里希特脸的人类身体（威廉・凡强斯）里，并对此感到疑惑，认为这是自己的命运，并且靠着自己的天赋获得了光的四叶草魔导书。
（故事开始前）6年前打着“里希特”的名字用禁术魔法「邪眼」转生了「三魔眼」作为最强战力干部，用“集齐魔石就可以与魔密切联系，重生成真正的姿态并获得强大的力量，建立新国家”的对外宣传，组织了一群对三叶草王国怀恨在心的人类，建立了「白夜魔眼」并开始策划了一系列以此为目标的恐怖活动。真正目的是收集所有魔石，完成精灵转生魔法和复活真・里希特，最终毁灭掉人类，实行属于精灵的世界。
利用担任「金色黎明」团长的职务，聚集了一群以前精灵的同胞作为团员。
拉特利的表弟。与葛修同相貌的的精灵（多罗瓦）是朋友，因此当时选择不伤害葛修。
200话由阿斯塔进入帕特利的内心世界看到，帕特利自我还保持着生前少年模样。（因此转生魔法发动后尊称莱亚、多罗瓦、罗尼等同胞时为“先生”）
萊亞（Rhya）

靈魂：莱亚
【25歲（生前）／181cm／1月18日／A型／喜歡的東西：宴会、日向ぼっニ、精靈族的同胞們】
与维特、法娜一样，最初借助里希特（帕特利）施与禁术魔法「邪眼」使之灵魂进入波长相近的人类体内转生，从而得以复活的三人之一。被转生的人类名字，外貌都和生前一模一样。但是副作用是「邪心」的影响较大，性格变得善于撒谎，讨厌麻烦的虚伪的一个人（因此容易辨认他人是否在说谎）。
生前性格懒散、怕麻烦，与帕特利爱起争执但被族长里希特形容实质个性温柔，善于观察和非常喜欢人们。
在里希特收集魔石完成，并让精灵族转生时，体内精灵族灵魂也完全复活（头发也几乎变成白色）。
精灵复苏以后，模仿魔法变得可以加乘使用。
維特的复制体

靈魂：维特
与莱亚、法娜一样，最初借助里希特（帕特利）施与禁术魔法「邪眼」使之灵魂进入波长相近的人类体内转生，从而得以复活的三人之一。被转生的人类名字，外貌都和生前一模一样。但是副作用是「邪心」的影响较大，性格变得憎恨人类，充满绝望悲观的一个人。
生前按照族长里希特描述，个性温柔，能与动物交心。
182话从白夜魔眼基地（莎莉制造）巨大魔导具中再次复活。是从原来人类的身体组织培养，所以与本体的魔力完全相同，但由于时间不够，肉体年龄只有15岁。
由于重回年轻，性格变得青涩害羞。
在格尔比特岩石上面的魔法阵上迎接帕特利回归，然后将魔力灌注岩石之中一起打开了「影之王宫」。
“赛飞拉之众”十位精灵之一。
在影之皇宫与梅列欧雷奥娜对战着。由于双方都是体术的高手，因此战斗过程非常激烈。
- 魔屬性：獸

法娜的复制体

靈魂：法娜
与莱亚、维特一样，最初借助里希特（帕特利）施与禁术魔法「邪眼」使之灵魂进入波长相近的人类体内转生，从而得以复活的三人之一。被转生的人类名字，外貌都和生前一模一样。但是副作用是「邪心」的影响较大，性格变得非常憎恨人类，情绪易激动的一个人。
与人类容器（钻石王国「法娜」）身体、外貌和名字（除了性格）最为接近“三魔眼”成员，火蜥蜴会选择“法娜”作为主人貌似就是因为她的强大。附身期间，与人类“法娜”儿时记忆共存，所以造成记忆混乱。
182话从白夜魔眼基地（莎莉制造）巨大魔导具中再次复活。从原来人类的身体组织培养，所以与本体的魔力完全相同，但由于时间不够，肉体年龄只有15岁（胸部比原来的要大一点）。
这一次自己的意识非常清楚，显示真实性格大大咧咧，活泼开朗。虽然失去了火蜥蜴，但被莱亚评价实力依然强大。
在格尔比特岩石上面的魔法阵上迎接帕特利回归，然后将魔力灌注岩石之中一起打开了「影之王宫」。
“赛飞拉之众”十位精灵之一。
在影之皇宫对战着落单的诺艾儿，虽然属性不利但凭借着“不死鸟”的恢复力和地利，战况陷入僵局。后来杰克突然插手双方战斗加入，之后的战斗过程未提及不过仍持续着。
- 魔屬性：炎

尤諾（Yuno）

靈魂：??? （里希特的孩子）
或許有被寄宿，但意識主體還沒清醒。脸上的纹路只有一侧。但在阿斯塔的話語下清醒並對抗其他精靈。
拉克・鮑爾提亞（Luck Voltia）

靈魂：盧夫爾（ルフル）
【18歲（生前）／166cm／10月11日／O型／喜歡的東西：カロコの実】
转生魔法发动后刚觉醒时，首先与本（???）相互拥抱并表示“我们回来了”。魔力变得黄金而且夹杂着不详（和伯德家的兰吉尔斯当时类似），魔力比拉克高出数段。
脱下王选骑士团的披风开始战斗。雖然轉生，但或許本人的靈魂在抵抗，並未攻擊到諾艾兒而打偏。战斗中用雷电覆盖四肢进行战斗，行动迅速。发现诺艾儿和基尔斯是王族后表示更值得杀了（因此基尔斯变得伤痕累累）。
在小镇引发骚动破坏，對上瑪古那、凡妮莎以及后来趕上的阿斯塔。一度被玛古那和凡妮莎二人压制但召唤了雷电解除束缚。见识到玛古那、凡妮莎和拉克的羁绊后，虽然不相信人类的羁绊但变成一只眼睛流泪的表情。怒气勃发的卢夫尔，散发的气变得非常强烈。本应感知不到没有魔力的阿斯塔但战斗感知力变得惊人。再来暴走失控打算自爆（「邪心」的影响），最後成功被解除了轉生魔法。
解除前回想起魔法帝說過的話語，內心希望與人類做好朋友然後笑著離去。
葛修・阿德雷（Gauche Adlai）

靈魂：多罗瓦（ドロワ）
【24歲（生前）／182cm／6月27日／O型／喜歡的東西：妹妹】
雖然轉生，但或許本人的靈魂在抵抗，破坏基地后並未對基地其他同伴發出最後一擊就離去前往王都。
与葛修兄妹相似，与艾克拉（被转生后的玛莉）是兄妹。生前与帕特利和莱亚是朋友，知道帕特利与里希特的关系。
在白夜魔眼基地与妹妹艾克拉一起与帕特利、莱亚见面，与其余同胞汇合。在格尔比特岩石上面的魔法阵上迎接帕特利回归，然后将魔力灌注岩石之中一起打开了「影之王宫」。
“赛飞拉之众”十位精灵之一。
在「黑色暴牛号」防御瓦解后，与帕特利一起施展复合魔法“断罪光帝剑之岚”击溃了黑色暴牛基地，并留下来解决剩下的人。
战斗风格，行动模式和葛修接近。与妹妹艾克拉先是通过施展复合魔法「反射之瞳」使阿斯塔一伙（亨利、戈登、格雷）等所有人无法动弹和施展魔法，再从镜子发射光线攻击。但魔法效果被持有村长里希特「灭魔之剑」的阿斯塔解除，认出后表示要取回来。战斗中一度看穿了阿斯塔黑色状态的原理。后来因为亨利打算舍身吸收自己的魔力但没成功，准备解决掉亨利时被阿斯塔解救，与此同时连同妹妹被阿斯塔的灭魔之剑打中。解除前，回忆当初灭族场景见到人类王族利用某样魔导具正在抽取精灵族的魔力到自己身上，感到愤怒和不可饶恕。但在自己恶意爆发之前，自愿选择接受解除转生魔法。临走前还对阿斯塔留下不存在什么都能消除便利的力量，人类必定要为所做的一切付出代价的话语就逝去。
瑪莉・阿德雷（Marie Adlai）

灵魂：艾克拉（エクラ）
【11歲（生前）／138cm／12月21日／O型／喜歡的東西：哥哥，小动物】
与葛修兄妹相似，与多罗瓦（被转生的葛修）是兄妹。与哥哥多罗瓦一起在白夜魔眼基地与其余同胞汇合。
不知道是记忆还未恢复还是怕生的性格，一直伴随哥哥身边。虽然还没拿到魔导书，但已经可以与哥哥施展复合魔法。最终与哥哥一起自愿接受解除转生魔法。
- 魔屬性：瞳（能束缚住眼睛看到的人的动作，甚至连魔法都能束缚）

- 複合魔法

反射之瞳
利用镜子反射，让目标与镜像中的艾克拉的「魔眼」四目相对，使目标的行动受到拘束，连魔法也施展不出。
克勞斯・流奈特（Klaus Lunette）

雖然轉生，但本人的靈魂對亞斯塔的話語有反應。被阿斯塔，尤诺打敗后晕厥，但尚未解除轉生魔法。
按莱亚说的，从以前就是面冷心热的代表。
带领另外七位精灵同胞（大部分剩余被转生的王选骑士团成员）从基地出发进攻王都，不允许人类妨碍赛飞拉之众，但被突然出现在王都的「黑色暴牛号」中途阻挡，攻击都被避开和化解，最后被「黑色暴牛号」打败。
哈蒙・卡賽烏斯（Hamon Caseus）

被阿斯塔，尤诺打敗后晕厥，但尚未解除轉生魔法。进攻王都的一员，最后被「黑色暴牛号」打败。
西連・提姆（Shirren Tium）

利用岩石魔法制造舵操纵整座白夜魔眼基地据点移动前往王都。
进攻王都的一员，最后被「黑色暴牛号」打败。
蘭吉爾斯・伯德（Langris Vaude）

灵魂：拉特利（ラトリ）
因为被转生的关系，从昏迷中清醒过来和被看守中离开。
帕特利的表兄，与帕特利同为别扭一族。性格扭曲，执拗难缠。
与金色黎明本部的其他同胞汇合，率领全员已精灵化的「金色黎明」团入侵四叶草城，打倒城门的“王城骑士队”，选择笔直进入城内，抵达王座大厅。在王座大厅想逮住国王然后杀掉但被赶到的费兰尔、夜见、杰克阻挡并展开战斗。发动自动防御的空间魔法常备于身，其空间魔法级别被费兰尔的父亲评价为国内找不到与之相抵的空间魔导士。由于被两位魔法骑士团团长逼入绝境，进入暴走的忘我状态，失去觉察最终被费兰尔传送到面前，用拳头使之冷静击败而失去意识，但转生魔法尚未解除。之后被夜见的暗魔法拘束制服。
蕾托尔·贝克蕾尔

灵魂：吉文（キヴソ）
在金色黎明骑士团本部转生，与其他同胞一起迎接拉特利回归。在拉特利带领下，入侵四叶草城选择往右进入城内，抵达西尔法王族居住的宅邸后滥杀无辜，用魔法刺伤了内布拉。打算杀死索利多的时候被及时赶到的诺杰尔和诺艾儿阻止，之后与之展开战斗。施展“狂乱罗盘针乱世界”魔法，制造了强制干扰对手魔法控制的封闭空间，使诺杰尔和诺艾儿难以控制魔法。本来占据上风，但在诺艾儿故意引发“魔力暴走”——使整个魔法空间充满水，不得不解除魔法空间，在一瞬间被恢复魔力操控成的诺杰尔重创。之后再次振作，偷袭刺伤了诺杰尔，还使魔法空间变得更加广大和强大。但是最后被觉醒新魔法“海神女武神之羽衣铠”的诺艾儿以凌驾于自身的魔力强制之上的控制力而打败。精灵与人类矛盾幕后黑手解决后，因里希特和威廉的复合魔法与其他精灵一起被解除转生。
达彼得·斯沃罗

灵魂：巴瓦尔（バヴァル）
在金色黎明骑士团本部转生，与其他同胞一起迎接拉特利回归。在拉特利带领下，入侵四叶草城选择往左进入城内，抵达凡米里欧宅邸。性格表现悠哉，劝导米莫萨等人放弃战斗抵抗。没有受到安和基尔斯的魔法影响。
因為被轉生的關系，原本骰子魔法使得低点数（2点）出现有利收益也显著扩大。
告诉米莫萨关于出现在四叶草城上空的「影之王宫」和精灵族完成转生契约就是要把身体里人类灵魂送进冥界的事，然后就离去。
195话被阿斯塔和米莫萨发现晕倒在影之王宫某一个房间里，其后证实凶手是精灵族罗尼。
精灵与人类矛盾幕后黑手解决后，因里希特和威廉的复合魔法与其他精灵一起被解除转生。
?

被杰克打败。
?

被诺杰尔打败。
亞雷克德拉・山德勒（Alecdora Sandler）

与其他「金色黎明」团的精灵一同入侵王城来到凡米里欧宅邸，但被安和基尔斯的魔法迷惑困住。190话，突破基尔斯的魔法，带领剩余精灵族一起来到王都城堡前，然后与留下来处理的“黑色暴牛”大部分成员展开战斗。精灵与人类矛盾幕后黑手解决后，因里希特和威廉的复合魔法与其他精灵一起被解除转生。
本・班凡克（Ben Benfunk）

转生魔法发动后刚觉醒时，首先与拉克（卢夫尔）相互拥抱并表示“我们回来了”。
进攻王都的一员，最后被「黑色暴牛号」打败。
盧本・夏戈（Ruben Chagar）

靈魂：羅薩（ロッサ）
表示不认识像梅列欧雷奥娜这么残暴的人，但由于出身红莲狮子王团，被梅列歐雷奧娜盯上并要求清理门户，身体认识并害怕她。
进攻王都的一员，最后被「黑色暴牛号」打败。
兰德尔·卢弗特艾尔

在「红莲狮子王」骑士团本部引发骚乱，打倒了众多上级魔导士。因为被转生的关系，空气魔法更进一步成为大气魔法。身边散发着强大的魔力空间，令人难以施展魔法。对战利奥波德时，感叹他作为王族的魔力感知和成长速度在不利的环境也快得惊人。
准备要杀死作为王族的利奥波德时，看到重新苏醒过来的费根里昂团长而且火炎右臂上出现火蜥蜴，认出正是火精灵（サラマンダー，Salamander）。最后不敌得到火精灵加护的费根里昂团长，被击败制服。
尼爾斯・拉古斯（Nils Ragus）

转生成功后和同胞（西连身体）也有袭击诺杰爾和安，但被他们的蘑菇障眼法和灵巧魔法成功逃走没有受伤。
进攻王都的一员，最后被「黑色暴牛号」打败。
?

侵入魔法骑士团总部地下牢房，但被雷布奇，格尔多二人制服，已被锁链魔法抓住。
夏洛特・洛絲蕾（Charlotte Roselei）

靈魂: 夏尔拉（チャルラ）
【27歲（生前）／172cm／9月18日／O型／喜歡的東西：ミロイの実】
因為被轉生的關系，令原来身体主人的荊棘魔法開出紅色的薔薇。虽然气和魔法，行动方式都是夏洛特的，但魔法战斗风格发生转变:原本擅长的中距离攻击，加上蔷薇的气味扰乱魔力，近距离攻击变得多样化。而且身边散发着高浓度的魔力空间。
有一个弟弟（卢夫尔）。
在王都与夜见・介大对战。使出必杀技“绯红的丽威枪”但被夜见使出“次元斩”一刀两断削弱，还被砍断了臂甲，打成平手。对于人类通过魔法修习足以颠覆魔力量差距，开始有所改观。
之后带着两位被打倒的同胞撤退，等待与里希特汇合。现人身处影之王宫，协助着族长里希特以及后来赶到的夜见对峙着恶魔。
精灵与人类矛盾幕后黑手解决后，因里希特和威廉的复合魔法与其他精灵一起被解除转生。解除前告诉夜见她对夜见态度冷若冰霜并不是她的本意，是这幅身体本身抗拒着。说完便让身体躺倒在夜见怀里离去。
布里・安潔爾（Puli Angel）

在战斗中，为其他精灵赠予“天使的魔翼”，提高机动性。
进攻王都的一员，最后被「黑色暴牛号」打败。
丽萨卡・昂黛爾

已解除轉生魔法。
利爾・玻瓦莫提耶（Rill Boismortier）

靈魂：里拉（リラ）
生前的魔法為塗鴉魔法。
生前跟萊亞很要好。精灵族复苏以后和一部分同胞前来帮助莱亚，攻击梅列欧雷奥娜小组，但被佐拉的灰陷阱魔法解除。
魔力变得更加庞大，表示不认识阿斯塔，自己没有人类的朋友，让梅列欧雷奥娜确定身体里面似乎换成另外一个人。即使被阿斯塔的的断魔之剑打中，但仍然没有解除转生。后来与莱亚、复活后的里希特见面，与同胞汇合。
在格尔比特岩石上面的魔法阵上迎接帕特利回归，然后将魔力灌注岩石之中一起打开了「影之王宫」。
“赛飞拉之众”十位精灵之一。
在影之皇宫里先是对战着阿斯塔、米莫萨组并占据上风，后来恰咪误闯入战局，现与觉醒变身的恰咪激烈对战中。
精灵与人类矛盾幕后黑手解决后，因里希特和威廉的复合魔法与其他精灵一起被解除转生。
芙拉吉爾・托爾梅塔（Fragri Tormenta）

利用“幻雪的箱庭”强行钝化了梅列欧雷奥娜的感觉，削弱了攻势。但魔力领域全开后，雪魔法被消去。
进攻王都的一员，最后被「黑色暴牛号」打败。
?

被梅列欧雷奥娜打败。
桃樂絲・安茲華斯（Dorothy Unsworth）

灵魂：雷韦（レーヴ）
在格尔比特岩石上面的魔法阵上迎接帕特利回归，然后将魔力灌注岩石之中一起打开了「影之王宫」。
“赛飞拉之众”十位精灵之一。
183话证实转生魔法发动后正附身于「珊瑚孔雀」团长桃乐丝身体里，并首次睁开眼睛醒来与使用原来身体主人的魔法属性。
据帕特利所说，加上生前到现在总共几百年没用过魔法了。
通过把拥有干涉常理的命运魔法的凡妮莎和其他人（玛格那、拉克、恰咪、莎莉）转移到自己的魔法空间——「幻惑之界」，轻易瓦解了「黑色暴牛号」的防御。凡娜莎的操纵命运魔法也无法回避。
在「幻惑之界」里以刚睡醒的样子对凡娜莎一伙发动攻击，但被恰咪的魔力供给与凡娜莎的绝对回避配合下改写了结果。针对有限的魔力恢复，发动了无尽的水攻击但被莎莉看穿了魔法其中的原理和找到破解的方法。
藉由恰咪的綿花、凡妮莎的線制造的人偶，以及瑪格那產生的阳炎爆風令其模糊不清的所形成的“假象”，逼使幻惑之界創造出原来身体主人桃樂絲的靈魂意識，並與桃乐丝本尊的意识发生短暫交戰，过程因无法支持双人份的幻想令「幻惑之界」崩溃。让凡娜莎一伙得以逃脱，在外面的世界被其全力施展的一击击中，结果未交代。
普罗托柏・科里纳

已解除轉生魔法。
?

被费根里昂打败。
凱薩・格蘭波爾卡（Kaizer Granvorka）

灵魂：???
在格尔比特岩石上面的魔法阵上迎接帕特利回归，然后将魔力灌注岩石之中一起打开了「影之王宫」。
“赛飞拉之众”十位精灵之一。
191話證實為转生者之一，在影之皇宫里与费根里昂对战着。
精灵与人类矛盾幕后黑手解决后，因里希特和威廉的复合魔法与其他精灵一起被解除转生。
吉吉特·塔利斯

在阿斯塔和尤诺的家乡哈吉村攻擊無辜平民。被尤諾、阿斯塔阻擋。被阿斯塔的第三把劍解除轉生魔法。
札克斯・琉格納（Xerx Lugner）

已解除轉生魔法。
科布・波魯塔波魯特（Cob Portaport）

靈魂：阿德（アド）
离开原来待命地点来到里希特和莱亚身边问好，之后还用空间魔法把基地内其他同胞一起聚首再次问好。后来，被莱亚派去寻找尤诺和最后一颗魔石。195话提到已经被尤诺打败。
精灵与人类矛盾幕后黑手解决后，因里希特和威廉的复合魔法与其他精灵一起被解除转生。
馬爾克斯・弗朗索瓦（Marx Francois）

因為被轉生的關系，魔法的射程距離和速度都提高了許多。
被夜見打敗，尚未解除轉生魔法。现被夏尔拉（即被转生的夏洛特团长）带走与里希特汇合。精灵与人类矛盾幕后黑手解决后，因里希特和威廉的复合魔法与其他精灵一起被解除转生。
歐本（Owen）

因為被轉生的關系，原本恢復的魔法超越變成破壞身體的魔法。
被夜見打敗，尚未解除轉生魔法。现被夏尔拉（即被转生的夏洛特团长）带走与里希特汇合。精灵与人类矛盾幕后黑手解决后，因里希特和威廉的复合魔法与其他精灵一起被解除转生。
?（聲：露崎亘）
灵魂：罗尼（ロンネ）→恶魔
“赛飞拉之众”十位精灵之一。
最早出现在134话，莱亚梦中参与精灵聚会中一员。一头茂密头发盖住眼睛的沉默青年，说话小声。据莱亚说，在以前就是玩捉迷藏游戏的能手。
195话正式以赛飞拉之众身份登场，在影之王宫准备完成转生魔法的底座的房间，与帕特利、莱亚对峙着尤诺，打算夺取尤诺的项链。夺取成功后，却被莱亚发现自己在撒谎并察觉真正身份，转而重创莱亚使其肚子上开了一个洞。
真实情况是转生召来的灵魂并非精灵族罗尼，魔力变得既非精灵也非人类，同时也被证实是在另一个房间打倒精灵巴瓦尔的人。在完成转生魔法————通过收集魔石帮助恶魔在冥府化身成功的仪式后，体内的灵魂回归原处最终倒下了。

精灵与人类矛盾幕后黑手解决后，因里希特和威廉的复合魔法与其他精灵一起被解除转生。
- 魔屬性 :交換

强制交换触摸过的物体的位置。
- 交换位置

## 海底神殿
【   】
強魔地帶之一，黑色暴牛為了取魔石而來此地。
吉伏索（Gifso，聲：チョー（日本））
【88歲／150cm／9月5日／O型／喜歡的東西：遊戲、海鮮卡帕奇歐（魚介のカルパッチョ）】
海底神殿(high priest)。色胚一枚，喜愛遊戲，提議玩柔胸遊戲，被諾艾兒揍。
- 魔屬性：遊戲

- 遊戲魔法

海底神官大變革（テンプルシャッフル）
怪魚玩具（モンスタートイ）
卡和諾（Kahono，聲：潘惠美（日本））
【15歲／157cm／11月15日／A型／喜歡的東西：唱歌、金錢、冰淇淋】
阿斯塔與諾艾兒在海邊認識的少女，實際上是大司祭的孫女，夢想是成為一名偶像，然後成為特別有錢的人。
對上貝多時，與哥哥齊亞特一同使出合體魔法，卻無用，反被攻擊而傷到脖子、喉嚨。
102话受阿斯塔的邀約來到地面，也多虧阿斯塔帶來的魔女王的魔法而治癒喉嚨。
- 魔屬性：歌

- 歌魔法

母親的搖籃曲（マザーララバイ）
破壞的節拍
旋律緩衝
- 歌回復魔法

治癒的搖籃曲（ヒールララバイ）
- 合體魔法

海神降
齊亞特（Kiato，聲：細谷佳正、小若和郁那（童年）（日本））
【17歲／176cm／2月4日／A型／喜歡的東西：跳舞、（ラクエで食べた肉料理）】
大司祭的孫子，夢想是成為能迷倒整個王國的舞者。
對上貝多時，與妹妹加穗乃一同使出合體魔法，卻無用，反被攻擊而斷右腳。
喜歡上諾艾兒，称呼诺艾儿「海之女神」（海神の女神） 。
102话受阿斯塔的邀約來到地面，也多虧阿斯塔帶來的魔女王的魔法而治癒右腳。
- 魔屬性：舞

- 合體魔法

海神降
吉歐（Gio，聲：赤坂柾之（日本））
大司祭的兒子，海底神殿最強。被突如其來的貝多打倒。
- 魔屬性：水

- 水創成魔法

海神的鐵鎚
？
- 魔屬性：軟體(能夠避開任何攻擊)

？
被貝多的手下控制。
- 魔屬性：藤蔓

- 藤蔓陷阱魔法

束縛藤蔓

## 魔女之森
【  の 】
位於三葉草王國的東邊，與鑽石王國的交界處附近，不隸屬任何國家的自治區域。居民全是女性，並且擅長咒術及精靈魔法等特殊魔法，也就是所謂「魔女」。普遍討厭男性。
地形是绿色植被覆盖的丘陵地区，居民生活在森林里建筑的房子里，移动工具是扫帚。魔女王把魔力覆盖在森林的每一处，一旦发动一点魔力，就会暴露位置所在。就算不发动魔力，只要被专门负责警戒的泥人怪发现会召集同伴，发射魔弹攻击直到对方彻底死亡。
魔女生存的铁则就是只能生活在魔女之森，像凡妮莎與多米娜在外界生活的魔女是逃亡者；而要回魔女之森得需要相應的覺悟。
魔女王（Queen of Witches，聲：魏凉子（日本））
【年齡不明／170cm／11月3日／O型／喜歡的東西：紅酒、魔女之森的晨霧】
本名不明
魔女之森的女王，自稱是所有魔女的母親，認為凡妮莎、多米娜等魔女都是自己的女兒。慾望強烈，實力很強，強到鑽石王國也不敢輕舉妄動。會古代解術魔法，口頭禪是「完美、不完美（完全，不完全）」。似乎活了上百年。很久以前曾經奪得一枚魔石（耳墜），所以知道這是會吸引白夜魔眼襲擊的原因。似乎知道小黑的身份。
在女王宮殿懲罰凡妮莎，然後被突入的阿斯塔一夥阻止。用烏鴉抓住阿斯塔後發現他沒有魔力，認為其骯髒至極，殘缺不全。在對他講述凡妮莎與她進行條件交換後，透過水晶球得知白夜魔眼和鑽石王國比預想的還早襲擊魔女之森。被諾艾爾說服後決定先替阿斯塔治療手臂，讓他們成為保護魔女之森的戰力。
在阿斯塔解決拉多羅斯後，同時使出「鮮血的處刑場」囚禁凡妮莎等人，並用「傀儡的血潮」控制阿斯塔，命令他殺死其他人，但是在凡妮莎的魔法覺醒後，計畫並未成功。以前為了想得到操縱命運的力量而囚禁凡妮莎一段時間。最後，把魔石送給了阿斯塔一行人還告訴了他們關於精靈的情報，並表示隨時歡迎凡妮莎回到自己的故鄉。
- 魔屬性：血液

能夠控制血液，及附著於血液上的魔力或反魔力
- 血液回復魔法（けてえきかいふくまほう）

滅咒的血籠繭（めつじゅのちごもりまゆ）
將對象關進血籠，通過微細的血流治療對象，甚至能夠治好古代的咒術魔法
- 血液創成魔法（けてえそうせいまほう）

鮮血的處刑場（せんけつのしょけいじょう）
創造大片血泊，將對象束縛在鮮血鑄成的十字架之上
鮮血的大鐮
由血液創造的巨型鐮刀
- 血液魔法（けてえまほう）

傀儡的血潮（かいらいのちしお）
控制對象的血液，讓其成為自己的傀儡
阿奇摩（聲：秋本帆华（日本））
魔女王製造的巨大泥人偶，迎擊白夜魔眼但被法娜擊敗。

## 生物

### 元素精靈
由四大元素（火、风、水、土）魔力构成的四只传说生命体。吐息带有强大威力，实力相当一国军队。
喜欢选择强大的人类魔导士作为主人，寄宿在他们的魔导书里。精灵的体型大小，样貌也会随着主人的力量增强改变，甚至能与主人进行“精灵・同化”。
已知精灵魔法使用者：尤诺、法娜→费根里昂・凡米利欧、羅洛佩迪卡
貝爾／希爾芙（Bell／Sylph）　聲：內田彩（日本）
最初寄宿在宝物殿的卷轴，后来寄宿於尤諾的四葉草魔導書的風精靈，非常喜歡黏著尤諾，不允许其他女性接近他。尤诺转生魔法清醒以后，贝尔再一次成长了。动画版尤诺出场时几乎都在身边很会替他说话，台词变多和戏份增加不少。
火蜥蜴／沙拉曼達（Salamander）
四大精灵中攻击性最强。最初外表为一条红色的带小翅膀的喷火蜥蜴，匍匐在法娜的肩膀。成长后翅膀和身躯会变大，肌肉发达和爪子锐利，背上可以站人，外表与西方龙无异。
性格不明。「三魔眼」法娜是它的主人。漫画172话，火精灵已经离开了法娜并选择了费根里昂团长作为新主人。虽然不能直接说话，但可以通过精神上与主人沟通，告知了费根里昂王都其余转生者的位置。
水精靈/溫蒂妮（Undine）　聲：植田佳奈（日本）
與紅心王國歷代女王定立契約的水精靈，一直都在守護著紅心王國。外表是一位美艷動人的美女，而且能夠說話，與主人羅洛佩迪卡關係極好，雖然經常為她糊塗的行為感到操心，但依然很愛惜她。

### 魔神
精灵族长里希特发动禁术魔法召唤的远古恶魔。白色的巨大身躯，头上三只眼，四只手臂。破坏城镇，即將消灭人类之際被初代魔法帝給消灭。
死後其巨大的头骨坐落于哈吉村郊外，上面則有一尊初代魔法帝的雕像。也是阿斯塔以前秘密锻炼身体的地方。

### 矮人（ドワーフ）
米莫萨小时候听管家讲故事说的，拥有特殊技能不同于精灵的传说古老的其他种族。目前已知恰咪・帕皮特森是人类与矮人的混血儿（因而有两种魔法属性）。

### 恶魔
“传说三叶草魔导书三片叶子分别代表爱，希望和诚实，而第四片叶子代表着幸运，而如果出现第五片叶子，那就是里面寄宿着「恶魔」」，作为本作品的主题出现。
札格萊德(言靈惡魔)（聲：森久保祥太郎（日本））
黑色短髮，深眼圈红瞳灰色皮肤，前額有著一對黑角，身著黑色开裂緊身衣，黑色翅膀的性状诡异存在。魔力乌黑又冰冷，夜见和阿斯塔都读不出他的「气」只有满满的恶意，被夜见半开玩笑地说是“面色很差的家伙”。假扮成精靈羅尼混入「赛飞拉之众」，是500年前誘騙人類（三叶草王国王族）去消滅精靈的真正元凶。在「影之王宫」当罗尼将最后一颗魔石嵌入底座时以化身现形。在五百年前被初代魔法帝和里希特聯手打敗後，開始籌備著尋找下一個化身的計畫，透過轉生魔法令帕特利誤以為是里希特希望自己復甦族人，並一步步引導他走向解開封印的騙局。認為轉生後有著與里希特相同面貌的帕特利因受魔力寵愛，年輕且容易動搖的性格，是能為新的化身（祭品）的最佳人選。夜見的暗魔法對之有效，在影之王宮最頂端的房間與還有精靈族長裡希特、夏爾拉(被轉生的夏洛特）三者交戰，呈膠著狀態。最後被夜見・介大、亞斯塔、尤諾給聯手消滅了
- 魔屬性：言靈

說出口的一切話語都能變為現實的魔法。能生成物质。
- 言靈魔法

利貝(寄宿在黑色五葉草魔導書的惡魔)（聲：岡本信彥（日本））
最早出现在漫画97话，在之前多次出现在阿斯塔发挥黑色魔导书力量时以黑影形状出现在其背后。通过言灵恶魔的话语，得知阿斯塔获得的这本魔导书中寄宿的是另一只不同的恶魔，来源处不详，是从言灵恶魔唆使里希特计划失败以后才进入他的书里。
觊觎着阿斯塔的身体目的化身成功，但魔女之森篇时被阿斯塔意识压制回去，学会使用了「黑色之姿」。言灵恶魔还提到由于这恶魔阿斯塔活不长了。
於漫畫268話揭露其為阿斯塔生母利西塔之養子，並且取名利貝。真實樣貌是白髮紅眼的惡魔，跟亞斯塔同樣身高，當初是因為在冥府被上位惡魔戲弄被踢到了現世，後來遇到了亞斯塔生母，亞斯塔生母為了保護養子利貝，用魔力將利貝封印在五葉草魔導書裡，後來亞斯塔被這本書選中而與亞斯塔戰鬥到現在。
梅基丘拉
待補充
亞德米勒
路西法羅

### 其他
黑/尼禄（Nero，聲：咲咲木瞳（日本））
神秘黑色小鳥，外形像燕子。一般人称之为“避魔鸟”，喜欢聚集着魔力低的地方。不知為何跟著阿斯塔。能感應到魔石。魔女之森女王知道牠的真身。漫画201话首次显示会说话（聲：佐仓绫音），真正身份是500年前初代魔法帝路米艾尔的助手兼仆人，一名穿黑色连衣裙的人类少女。详细介绍见

## 其他角色
黑市的盜賊
实际上是魔法帝尤里乌斯假扮的。
魔屬性：風
- 風魔法

盜賊之雲風
特提婭（Tetia，聲：宝木久美（日本））
里希特的妻子，人類（三叶草王国）王族的王女。初代魔法帝的妹妹。在使用風魔法時失控，被里希特解救。与里希特结婚时已经怀有精灵的孩子，精灵被灭族时被人类王族抛弃，与精灵一起遇害。
从漫画和动画版对比看得出，样貌与米莫萨・凡米里欧颇为相似。
- 魔屬性：風

初代魔法帝／路米艾爾・西爾法米利翁・库罗巴（Lumière，聲：光秀（島崎信長）（日本））
特提娅的哥哥，500年前三叶草王国的王子。四葉草魔導書的擁有者，三叶草王国王族（基拉、西尔法、凡米利欧三家）的姓氏祖先。以前和精灵族人关系良好，希望借助精灵的拥有的魔力和人类制造魔导具的技术共同前进。精靈的滅亡似乎與他所制造的魔导具有關。之後證實是言靈惡魔誘騙人類盜取他所制造的魔导具去消滅精靈。
在202話中，芬拉爾使用魔石把站立在魔神骸骨上的他解開封印，重新復活過來。並和化身為魔鳥的塞蕾納一同趕往戰場，对现代的魔法骑士抱有很高期待。與亞斯塔等眾人汇合決戰惡魔。經過一番激烈的戰鬥，最終合眾人之力，擊敗惡魔，亦化解了與精靈的誤會。与众人逃离「影之王宫」的途中，身上的魔石开始掉落遗失。由于身體因戰鬥而耗盡了魔力，最後與塞蕾納告別以及很高兴看到自己的后人（米莫萨和诺艾尔的样子）後，与好友里希特一起为众人送上展开新旅程的祝福后化為飛灰。
- 魔導書：四葉草魔導書
- 魔屬性：光

- 光魔法（ひかりまほう）

阿維奧之燈
- 魔力領域（マナゾーン）

阿維奧之燈之荣光
- 复合魔法

宿魔之劍・護光
與精灵族长里希特的合體魔法，将初代魔法帝的光魔法，集合在里希特的劍上，再傳送給精靈族，形成一道護光，來保護精靈族人。
塞蕾纳・斯瓦罗忒爾（聲：佐仓绫音，另译：塞科蕾）
「小黑」的正体，頭发上長角的人类少女。魔法為「封缄」魔法。精灵转生事件后正式加入「黑色暴牛」由夜见邀请。
在這之前由于使用魔石的副作用不得不把自己封进「避魔鸟」（即“尼禄”）体内独自度过500年并且等待可以协助打败恶魔的强大魔法骑士，目前可以隨意切換鳥型態。自從打敗言灵惡魔後，对阿斯塔产生好感。
大臣（聲：松田健一郎（日本））
是500年前被言靈惡魔所強制附身的對象，也是言靈惡魔利用他來誘騙三叶草王国的其他王族盜取初代魔法帝所制造的魔导具去消滅精靈。並在困住初代魔法帝後就被言靈惡魔奪走其性命
利西塔
是亞斯塔生母，因身懷詛咒而迫拋棄亞斯塔

### 劇場版角色
第二十七代魔法帝／康拉德．雷托（聲：關俊彥（日本））
豪門家的康拉德誕生，康拉德出身名門貴族，卻因擁有盜賊般的鑰匙魔法而被周圍的人避而遠之，導致了孤獨的童年。隨著年齡的增長，他發現了鑰匙魔法的真正價值，但由於人們害怕它的力量，他與周圍人之間的鴻溝從未被彌合。
年輕時成為的魔法騎士團長，康拉德加入了魔法騎士團，在那裡他遇到了年輕的尤里烏斯和一位來自惠外界有愛心的年輕女子，洛薇莉亞。
康拉德學會了信任這兩個人，並因此開始向周圍的人敞開心扉，康拉德與同伴們不斷取得成就，最終成為【白蛇】小隊的魔法騎士團長。
王權的惡意，康拉德與副隊長洛薇莉亞結婚後，生活一帆風順，某天接到了小隊的任務，然而，這卻是對他深惡痛絕的王權派所設下的圈套，康拉德在這次任務中失去了洛薇莉亞和他的數十名小隊成員，這讓他悲痛欲絕，他變得非常憤怒。
儘管朱利葉斯拼命試圖說服他，康拉德的黑暗還是越加越深了。
萌芽破壞再生的危險思想，為了消除歧視和偏見，建立一個人人都可以一起歡笑的國家<——成為巫師王的康拉德以實現自己的理想為目標。
但真正開始實施改變後，卻只是讓他絕望再次加深，改變這個國家的唯一方法就是【真正重建它】……？ ！心中危險的念頭沒有消退，他開始埋頭研究古代魔導具，最終盜取國寶【帝劍】，發動叛亂。然而，他被尤里烏斯他們封印了，在他的願望之中...。
- 魔屬性：鍵

- 鑰匙魔法（かぎまほう）

第十六代魔法帝／傑斯特．加蘭達羅斯（聲：高橋文哉（日本））
傑斯特出身貴族家庭，在毫無困難的情況下自由自在地長大，加入了魔法騎士團，在那裡，他遇到了來自靠近鑽石王國附近偏遠村莊的泰諾爾和來自平民界的雷德，儘管三人社會地位和背景不同，三人卻出奇地相處融洽，互相推動，共同成長。
傑斯特被任命為魔法騎士團長後不久，泰諾爾的村莊遭到鑽石王國的入侵，然而，王國無法採取行動保護一個偏遠的村莊。
已經成為團長的傑斯特儘管如此，他還是獨自前往擊敗敵人，但泰諾爾還是在這場戰爭中失去了生命.....
作為團長獲得赫赫功績的傑斯特終於晉升為魔法帝一天，泰諾爾的家鄉再次遭到敵人的入侵，傑斯特趕來相救，卻發現這是敵國的間諜雷德為了刺殺傑斯特而所設下的圈套，悲憤的他最終殺死了僅存的一位摯友雷德。
挑戰大陸制霸的偉業：在失去了泰諾爾和雷德之後，傑斯特為了防止像這樣因為國家相互戰爭的悲劇再次發生，他想出了一個偏激的解決辦法：【統一四國】。
儘管最初因其野心而被人們稱為【狂君】，但他的這個想法曾經一度贏得了人們的支持。然而卻被懼怕他日益強大的影響力的王權派所計算……，在達到霸業的過程中喪生。
- 魔屬性：結界

- 結界魔法（けっかいまほう）

第十一代魔法帝／普林西亞．芳尼邦尼（聲：澤城美雪（日本））
普林西亞出生於一個沒落的貴族家庭，她是長女，內心期望著全家過上平靜的生活，一家人和平的統治自己的領土，但是貪婪的貴族開始強佔了他們的領土，在他們無情的騷擾下，普林西亞決定為保護她的家人和她的人民而戰。
偉大勝利付出的代價：隨著與鑽石王國的戰爭進入最終階段，普林西亞的家人和她的領土的人民被敵人劫持為人質，然而，參謀們擔心普林西亞會離開前線，決定不告訴她這件事，於是，戰爭勝利了，普林西亞最重要的東西也永遠失去了……
囚禁與被奪走的一切：普林西亞對她的參謀大發雷霆，憤怒的他被眾人剝奪了魔法帝的頭銜和封印了魔法，並囚禁於偏遠的村莊，有一天，她被囚禁的村莊遭到強盜襲擊，即使魔法被封印，他還是站在人民的面前，義無反顧，並在此過程中犧牲了自己的生命。
- 魔屬性：軍團

- 軍團魔法（レギオンまほう）

地獄遊戲（ゲヘナ･ゲーム）
創建一個圓盤，將棋子士兵散佈在棋盤上，從棋子大小變為人大小，然後開始攻擊。
無盡的統治（エンドレス･ドミネーション）
召喚無數士兵。
女皇的暗影武士（ブリンク・キャスリング）
可以更換召喚的士兵。
第二十代魔法帝／愛德華．阿瓦拉奇（聲：大塚芳忠（日本））
愛德華是一個前途無量的人，但他對追求事業沒有興趣，是個忠誠的信徒，大部分時間都在教堂裡聽神父禱告，當他得知沒有甚麼魔力的人所面臨的艱苦處境時，他決定背井離鄉成為一名神父，收留和照顧孤兒。
十年後，就在與鑽石王國的戰爭中，一場突如其來的悲劇發生了，愛德華的孤兒院在敵人的突襲中淪為犧牲品，孩子們喪生，生平第一次，愛德華全力使用魔法消滅敵人，決定加入魔法騎士團，阻止這樣的悲劇再次發生。
充滿理想的魔法帝誕生：愛德華慷慨大方，總是為弱者著想，深受人們的喜愛，最終成為了魔法帝，然而，皇室和貴族強烈反對他消除王貴界，平民界，惠外界之間界限的主張，在他們的算計下，愛德華被剝奪了魔法帝的位置。
拯救靈魂集結的反抗：捨棄了對上帝的信仰，愛德華組建了反抗軍，以報復暗算他的皇室貴族，他繼續消滅當權者，認為這是拯救他們腐敗心靈的唯一途徑，然而，這並沒有長久，他最終被抓獲並處刑。
- 魔屬性：冰

- 冰楔魔法（ひょうせつまほう）

米莉·麥斯威爾（聲：飯豐萬理江（日本））
隸屬於魔器研究所第0分院的研究員，正在和莎莉一起進行研究。

### 遊戲原創角色
卡魯娜
遊戲與漫畫外傳《黑色五葉草 騎士四重奏》的女性角色。在阿斯塔等黑色暴牛團員面前，團長夜見不知為何居然以十四歲的模樣出現，並且一直尋找著她。
- 魔屬性：月影

- 月影魔法（つきかげまほう）

妖月光
被月影照到的人，魔力將被減弱。
新月斬
傑恩
遊戲《黑色五葉草 夢幻騎士團》的男性角色。魔法帝的舊日友人，是個古魔道具阿宅。